# Campionat del món d'escacs de 2008
El Campionat del món d'escacs de 2008 es disputà en un matx al millor de dotze partides entre el Campió del món regnant, Viswanathan Anand, i el campió del món precedent, Vladímir Kràmnik. Kràmnik havia tingut garantit un matx de revenja després de perdre el títol contra Anand en el Campionat del món d'escacs de 2007.
Anand va defensar amb èxit el títol, assolint un resultat, després d'onze partides, de 6½–4½.
El matx va tenir lloc al Saló d'Art i Exposicions de la República Federal d'Alemanya a Bonn, Alemanya, entre el 14 d'octubre i el 29 d'octubre de 2008.

## Rerefons
El campió mundial anterior (Vladímir Kràmnik) s'havia guanyat el dret a jugar, per una sola vegada, un matx de revenja per recuperar el seu títol. L'origen d'aquest fet es troba en les complicacions per la reunificació del títol mundial el 2006.
El títol mundial d'escacs no estava unificat entre 1993 i 2006, sinó que n'existien dues versions. A començaments de 2006, la FIDE ja havia anunciat les condicions per al Campionat del món d'escacs de 2007: seria un torneig de vuit jugadors que incloïa el Campió del Món de la FIDE Vesselín Topàlov, però no el Campió del món "clàssic" Vladímir Kràmnik. Posteriorment, la FIDE va organitzar un matx de reunificació entre Kràmnik i Topàlov (el Campionat del món d'escacs de 2006), de manera que si Kràmnik guanyava, obtingués plaça pel torneig de 2007, en lloc de Topàlov. Kràmnik va guanyar el matx, i reunificà el Campionat del món, i d'aquesta manera Topàlov va ser exclòs del Campionat del món de 2007.
El juny de 2007 la FIDE va anunciar que Topàlov, en compensació, tindria privilegis especials en el cicle de qualificació pel Campionat del món d'escacs de 2009, mentre que Kramnik, si perdés el títol el 2007 (cosa que efectivament va passar, essent superat per Viswanathan Anand), tindria dret a un matx de revenja amb el campió el 2008.

## Encontres previs entre Anand i Kràmnik
Abans del matx de 2008 Anand i Kràmnik havien jugat 51 partides l'un contra l'altre (la primera, el 1989) amb les següents estadístiques:
|                                     | Anand | taules | Kramnik |
| ----------------------------------- | ----- | ------ | ------- |
| Anand (Blanques) – Kràmnik (Negres) | 2     | 19     | 0       |
| Kràmnik (Blanques) – Anand (Negres) | 2     | 22     | 6       |
| Total                               | 4     | 41     | 6       |

## Condicions del matx
El matx es va disputar en un format al millor de 12 partides. Els jugadors tindrien 1 punt per partida guanyada i mig punt per unes taules. El control de temps era de 120 minuts, amb 60 minuts afegits després de la jugada 40, 15 minuts afegits després de la jugada 60, i 30 segons addicionals per cada moviment a partir del 61. El matx acabaria quan qualsevol dels jugadors anotés 6,5 punts.
Les normes del matx especificaven tres possibilitats de desempat.
1. Si el marcador és empatat després de 12 partides, es desempatarà jugant 4 partides semi-ràpides, a 25 minuts per jugador, amb 10 segons d'increment per jugada.
2. Si el marcador és empatat després de les quatre partides semi-ràpides, es desempatarà jugant dues partides ràpides a 5 minuts per jugador, amb 10 segons d'increment per jugada.
3. Si el marcador és empatat després de les dues partides ràpides, determinarà el campió una sola partida tipus armageddon. El guanyador d'un sorteig triarà el color; el blanc disposarà de 6 minuts, i el negre de 5, sense increment de temps per jugada. Si la partida fos taules, llavors el jugador que porti les negres seria declarat campió.

## Taula de resultats
| Partida  | Data          | Kràmnik          | Anand            | Situació                  |
| -------- | ------------- | ---------------- | ---------------- | ------------------------- |
| 1        | 14 d'octubre  | ½                | ½                | Matx empatat ½ – ½        |
| 2        | 15 d'octubre  | ½                | ½                | Matx empatat 1 – 1        |
| 3        | 17 d'octubre  | 0                | 1                | Lideratge d'Anand 2 – 1   |
| 4        | 18 d'octubre  | ½                | ½                | Lideratge d'Anand 2½ – 1½ |
| 5        | 20 d'octubre  | 0                | 1                | Lideratge d'Anand 3½ – 1½ |
| 6        | 21 d'octubre  | 0                | 1                | Lideratge d'Anand 4½ – 1½ |
| 7        | 23 d'octubre  | ½                | ½                | Lideratge d'Anand 5 – 2   |
| 8        | 24 d'octubre  | ½                | ½                | Lideratge d'Anand 5½ – 2½ |
| 9        | 26 d'octubre  | ½                | ½                | Lideratge d'Anand 6 – 3   |
| 10       | 27 d'octubre  | 1                | 0                | Lideratge d'Anand 6 – 4   |
| 11       | 29 d'octubre  | ½                | ½                | Lideratge d'Anand 6½ – 4½ |
| 12       | 31 d'octubre  | No fou necessari | No fou necessari | No fou necessari          |
| Desempat | 2 de novembre | No fou necessari | No fou necessari | No fou necessari          |

Totes les partides començaren a les 3.00 PM CET (UTC+2 fins al 25 d'octubre, UTC+1 des del 26 d'octubre)

## Partides

### Partida 1, Kramnik–Anand, ½–½
|   | a | b | c | d | e | f | g | h |   |
| 8 | c8 negres torre · d8 negres dama · f8 negres torre · g8 negres rei · a7 negres peó · b7 negres peó · f7 negres peó · g7 negres peó · h7 negres peó · c6 blanques alfil · e6 negres peó · d5 negres peó · b4 blanques dama · d4 blanques peó · f4 blanques alfil · g4 negres alfil · e3 blanques peó · a2 blanques peó · b2 blanques peó · f2 blanques peó · g2 blanques peó · h2 blanques peó · a1 blanques torre · e1 blanques rei · h1 blanques torre | c8 negres torre · d8 negres dama · f8 negres torre · g8 negres rei · a7 negres peó · b7 negres peó · f7 negres peó · g7 negres peó · h7 negres peó · c6 blanques alfil · e6 negres peó · d5 negres peó · b4 blanques dama · d4 blanques peó · f4 blanques alfil · g4 negres alfil · e3 blanques peó · a2 blanques peó · b2 blanques peó · f2 blanques peó · g2 blanques peó · h2 blanques peó · a1 blanques torre · e1 blanques rei · h1 blanques torre | c8 negres torre · d8 negres dama · f8 negres torre · g8 negres rei · a7 negres peó · b7 negres peó · f7 negres peó · g7 negres peó · h7 negres peó · c6 blanques alfil · e6 negres peó · d5 negres peó · b4 blanques dama · d4 blanques peó · f4 blanques alfil · g4 negres alfil · e3 blanques peó · a2 blanques peó · b2 blanques peó · f2 blanques peó · g2 blanques peó · h2 blanques peó · a1 blanques torre · e1 blanques rei · h1 blanques torre | c8 negres torre · d8 negres dama · f8 negres torre · g8 negres rei · a7 negres peó · b7 negres peó · f7 negres peó · g7 negres peó · h7 negres peó · c6 blanques alfil · e6 negres peó · d5 negres peó · b4 blanques dama · d4 blanques peó · f4 blanques alfil · g4 negres alfil · e3 blanques peó · a2 blanques peó · b2 blanques peó · f2 blanques peó · g2 blanques peó · h2 blanques peó · a1 blanques torre · e1 blanques rei · h1 blanques torre | c8 negres torre · d8 negres dama · f8 negres torre · g8 negres rei · a7 negres peó · b7 negres peó · f7 negres peó · g7 negres peó · h7 negres peó · c6 blanques alfil · e6 negres peó · d5 negres peó · b4 blanques dama · d4 blanques peó · f4 blanques alfil · g4 negres alfil · e3 blanques peó · a2 blanques peó · b2 blanques peó · f2 blanques peó · g2 blanques peó · h2 blanques peó · a1 blanques torre · e1 blanques rei · h1 blanques torre | c8 negres torre · d8 negres dama · f8 negres torre · g8 negres rei · a7 negres peó · b7 negres peó · f7 negres peó · g7 negres peó · h7 negres peó · c6 blanques alfil · e6 negres peó · d5 negres peó · b4 blanques dama · d4 blanques peó · f4 blanques alfil · g4 negres alfil · e3 blanques peó · a2 blanques peó · b2 blanques peó · f2 blanques peó · g2 blanques peó · h2 blanques peó · a1 blanques torre · e1 blanques rei · h1 blanques torre | c8 negres torre · d8 negres dama · f8 negres torre · g8 negres rei · a7 negres peó · b7 negres peó · f7 negres peó · g7 negres peó · h7 negres peó · c6 blanques alfil · e6 negres peó · d5 negres peó · b4 blanques dama · d4 blanques peó · f4 blanques alfil · g4 negres alfil · e3 blanques peó · a2 blanques peó · b2 blanques peó · f2 blanques peó · g2 blanques peó · h2 blanques peó · a1 blanques torre · e1 blanques rei · h1 blanques torre | c8 negres torre · d8 negres dama · f8 negres torre · g8 negres rei · a7 negres peó · b7 negres peó · f7 negres peó · g7 negres peó · h7 negres peó · c6 blanques alfil · e6 negres peó · d5 negres peó · b4 blanques dama · d4 blanques peó · f4 blanques alfil · g4 negres alfil · e3 blanques peó · a2 blanques peó · b2 blanques peó · f2 blanques peó · g2 blanques peó · h2 blanques peó · a1 blanques torre · e1 blanques rei · h1 blanques torre | 8 |
| 7 | c8 negres torre · d8 negres dama · f8 negres torre · g8 negres rei · a7 negres peó · b7 negres peó · f7 negres peó · g7 negres peó · h7 negres peó · c6 blanques alfil · e6 negres peó · d5 negres peó · b4 blanques dama · d4 blanques peó · f4 blanques alfil · g4 negres alfil · e3 blanques peó · a2 blanques peó · b2 blanques peó · f2 blanques peó · g2 blanques peó · h2 blanques peó · a1 blanques torre · e1 blanques rei · h1 blanques torre | c8 negres torre · d8 negres dama · f8 negres torre · g8 negres rei · a7 negres peó · b7 negres peó · f7 negres peó · g7 negres peó · h7 negres peó · c6 blanques alfil · e6 negres peó · d5 negres peó · b4 blanques dama · d4 blanques peó · f4 blanques alfil · g4 negres alfil · e3 blanques peó · a2 blanques peó · b2 blanques peó · f2 blanques peó · g2 blanques peó · h2 blanques peó · a1 blanques torre · e1 blanques rei · h1 blanques torre | c8 negres torre · d8 negres dama · f8 negres torre · g8 negres rei · a7 negres peó · b7 negres peó · f7 negres peó · g7 negres peó · h7 negres peó · c6 blanques alfil · e6 negres peó · d5 negres peó · b4 blanques dama · d4 blanques peó · f4 blanques alfil · g4 negres alfil · e3 blanques peó · a2 blanques peó · b2 blanques peó · f2 blanques peó · g2 blanques peó · h2 blanques peó · a1 blanques torre · e1 blanques rei · h1 blanques torre | c8 negres torre · d8 negres dama · f8 negres torre · g8 negres rei · a7 negres peó · b7 negres peó · f7 negres peó · g7 negres peó · h7 negres peó · c6 blanques alfil · e6 negres peó · d5 negres peó · b4 blanques dama · d4 blanques peó · f4 blanques alfil · g4 negres alfil · e3 blanques peó · a2 blanques peó · b2 blanques peó · f2 blanques peó · g2 blanques peó · h2 blanques peó · a1 blanques torre · e1 blanques rei · h1 blanques torre | c8 negres torre · d8 negres dama · f8 negres torre · g8 negres rei · a7 negres peó · b7 negres peó · f7 negres peó · g7 negres peó · h7 negres peó · c6 blanques alfil · e6 negres peó · d5 negres peó · b4 blanques dama · d4 blanques peó · f4 blanques alfil · g4 negres alfil · e3 blanques peó · a2 blanques peó · b2 blanques peó · f2 blanques peó · g2 blanques peó · h2 blanques peó · a1 blanques torre · e1 blanques rei · h1 blanques torre | c8 negres torre · d8 negres dama · f8 negres torre · g8 negres rei · a7 negres peó · b7 negres peó · f7 negres peó · g7 negres peó · h7 negres peó · c6 blanques alfil · e6 negres peó · d5 negres peó · b4 blanques dama · d4 blanques peó · f4 blanques alfil · g4 negres alfil · e3 blanques peó · a2 blanques peó · b2 blanques peó · f2 blanques peó · g2 blanques peó · h2 blanques peó · a1 blanques torre · e1 blanques rei · h1 blanques torre | c8 negres torre · d8 negres dama · f8 negres torre · g8 negres rei · a7 negres peó · b7 negres peó · f7 negres peó · g7 negres peó · h7 negres peó · c6 blanques alfil · e6 negres peó · d5 negres peó · b4 blanques dama · d4 blanques peó · f4 blanques alfil · g4 negres alfil · e3 blanques peó · a2 blanques peó · b2 blanques peó · f2 blanques peó · g2 blanques peó · h2 blanques peó · a1 blanques torre · e1 blanques rei · h1 blanques torre | c8 negres torre · d8 negres dama · f8 negres torre · g8 negres rei · a7 negres peó · b7 negres peó · f7 negres peó · g7 negres peó · h7 negres peó · c6 blanques alfil · e6 negres peó · d5 negres peó · b4 blanques dama · d4 blanques peó · f4 blanques alfil · g4 negres alfil · e3 blanques peó · a2 blanques peó · b2 blanques peó · f2 blanques peó · g2 blanques peó · h2 blanques peó · a1 blanques torre · e1 blanques rei · h1 blanques torre | 7 |
| 6 | c8 negres torre · d8 negres dama · f8 negres torre · g8 negres rei · a7 negres peó · b7 negres peó · f7 negres peó · g7 negres peó · h7 negres peó · c6 blanques alfil · e6 negres peó · d5 negres peó · b4 blanques dama · d4 blanques peó · f4 blanques alfil · g4 negres alfil · e3 blanques peó · a2 blanques peó · b2 blanques peó · f2 blanques peó · g2 blanques peó · h2 blanques peó · a1 blanques torre · e1 blanques rei · h1 blanques torre | c8 negres torre · d8 negres dama · f8 negres torre · g8 negres rei · a7 negres peó · b7 negres peó · f7 negres peó · g7 negres peó · h7 negres peó · c6 blanques alfil · e6 negres peó · d5 negres peó · b4 blanques dama · d4 blanques peó · f4 blanques alfil · g4 negres alfil · e3 blanques peó · a2 blanques peó · b2 blanques peó · f2 blanques peó · g2 blanques peó · h2 blanques peó · a1 blanques torre · e1 blanques rei · h1 blanques torre | c8 negres torre · d8 negres dama · f8 negres torre · g8 negres rei · a7 negres peó · b7 negres peó · f7 negres peó · g7 negres peó · h7 negres peó · c6 blanques alfil · e6 negres peó · d5 negres peó · b4 blanques dama · d4 blanques peó · f4 blanques alfil · g4 negres alfil · e3 blanques peó · a2 blanques peó · b2 blanques peó · f2 blanques peó · g2 blanques peó · h2 blanques peó · a1 blanques torre · e1 blanques rei · h1 blanques torre | c8 negres torre · d8 negres dama · f8 negres torre · g8 negres rei · a7 negres peó · b7 negres peó · f7 negres peó · g7 negres peó · h7 negres peó · c6 blanques alfil · e6 negres peó · d5 negres peó · b4 blanques dama · d4 blanques peó · f4 blanques alfil · g4 negres alfil · e3 blanques peó · a2 blanques peó · b2 blanques peó · f2 blanques peó · g2 blanques peó · h2 blanques peó · a1 blanques torre · e1 blanques rei · h1 blanques torre | c8 negres torre · d8 negres dama · f8 negres torre · g8 negres rei · a7 negres peó · b7 negres peó · f7 negres peó · g7 negres peó · h7 negres peó · c6 blanques alfil · e6 negres peó · d5 negres peó · b4 blanques dama · d4 blanques peó · f4 blanques alfil · g4 negres alfil · e3 blanques peó · a2 blanques peó · b2 blanques peó · f2 blanques peó · g2 blanques peó · h2 blanques peó · a1 blanques torre · e1 blanques rei · h1 blanques torre | c8 negres torre · d8 negres dama · f8 negres torre · g8 negres rei · a7 negres peó · b7 negres peó · f7 negres peó · g7 negres peó · h7 negres peó · c6 blanques alfil · e6 negres peó · d5 negres peó · b4 blanques dama · d4 blanques peó · f4 blanques alfil · g4 negres alfil · e3 blanques peó · a2 blanques peó · b2 blanques peó · f2 blanques peó · g2 blanques peó · h2 blanques peó · a1 blanques torre · e1 blanques rei · h1 blanques torre | c8 negres torre · d8 negres dama · f8 negres torre · g8 negres rei · a7 negres peó · b7 negres peó · f7 negres peó · g7 negres peó · h7 negres peó · c6 blanques alfil · e6 negres peó · d5 negres peó · b4 blanques dama · d4 blanques peó · f4 blanques alfil · g4 negres alfil · e3 blanques peó · a2 blanques peó · b2 blanques peó · f2 blanques peó · g2 blanques peó · h2 blanques peó · a1 blanques torre · e1 blanques rei · h1 blanques torre | c8 negres torre · d8 negres dama · f8 negres torre · g8 negres rei · a7 negres peó · b7 negres peó · f7 negres peó · g7 negres peó · h7 negres peó · c6 blanques alfil · e6 negres peó · d5 negres peó · b4 blanques dama · d4 blanques peó · f4 blanques alfil · g4 negres alfil · e3 blanques peó · a2 blanques peó · b2 blanques peó · f2 blanques peó · g2 blanques peó · h2 blanques peó · a1 blanques torre · e1 blanques rei · h1 blanques torre | 6 |
| 5 | c8 negres torre · d8 negres dama · f8 negres torre · g8 negres rei · a7 negres peó · b7 negres peó · f7 negres peó · g7 negres peó · h7 negres peó · c6 blanques alfil · e6 negres peó · d5 negres peó · b4 blanques dama · d4 blanques peó · f4 blanques alfil · g4 negres alfil · e3 blanques peó · a2 blanques peó · b2 blanques peó · f2 blanques peó · g2 blanques peó · h2 blanques peó · a1 blanques torre · e1 blanques rei · h1 blanques torre | c8 negres torre · d8 negres dama · f8 negres torre · g8 negres rei · a7 negres peó · b7 negres peó · f7 negres peó · g7 negres peó · h7 negres peó · c6 blanques alfil · e6 negres peó · d5 negres peó · b4 blanques dama · d4 blanques peó · f4 blanques alfil · g4 negres alfil · e3 blanques peó · a2 blanques peó · b2 blanques peó · f2 blanques peó · g2 blanques peó · h2 blanques peó · a1 blanques torre · e1 blanques rei · h1 blanques torre | c8 negres torre · d8 negres dama · f8 negres torre · g8 negres rei · a7 negres peó · b7 negres peó · f7 negres peó · g7 negres peó · h7 negres peó · c6 blanques alfil · e6 negres peó · d5 negres peó · b4 blanques dama · d4 blanques peó · f4 blanques alfil · g4 negres alfil · e3 blanques peó · a2 blanques peó · b2 blanques peó · f2 blanques peó · g2 blanques peó · h2 blanques peó · a1 blanques torre · e1 blanques rei · h1 blanques torre | c8 negres torre · d8 negres dama · f8 negres torre · g8 negres rei · a7 negres peó · b7 negres peó · f7 negres peó · g7 negres peó · h7 negres peó · c6 blanques alfil · e6 negres peó · d5 negres peó · b4 blanques dama · d4 blanques peó · f4 blanques alfil · g4 negres alfil · e3 blanques peó · a2 blanques peó · b2 blanques peó · f2 blanques peó · g2 blanques peó · h2 blanques peó · a1 blanques torre · e1 blanques rei · h1 blanques torre | c8 negres torre · d8 negres dama · f8 negres torre · g8 negres rei · a7 negres peó · b7 negres peó · f7 negres peó · g7 negres peó · h7 negres peó · c6 blanques alfil · e6 negres peó · d5 negres peó · b4 blanques dama · d4 blanques peó · f4 blanques alfil · g4 negres alfil · e3 blanques peó · a2 blanques peó · b2 blanques peó · f2 blanques peó · g2 blanques peó · h2 blanques peó · a1 blanques torre · e1 blanques rei · h1 blanques torre | c8 negres torre · d8 negres dama · f8 negres torre · g8 negres rei · a7 negres peó · b7 negres peó · f7 negres peó · g7 negres peó · h7 negres peó · c6 blanques alfil · e6 negres peó · d5 negres peó · b4 blanques dama · d4 blanques peó · f4 blanques alfil · g4 negres alfil · e3 blanques peó · a2 blanques peó · b2 blanques peó · f2 blanques peó · g2 blanques peó · h2 blanques peó · a1 blanques torre · e1 blanques rei · h1 blanques torre | c8 negres torre · d8 negres dama · f8 negres torre · g8 negres rei · a7 negres peó · b7 negres peó · f7 negres peó · g7 negres peó · h7 negres peó · c6 blanques alfil · e6 negres peó · d5 negres peó · b4 blanques dama · d4 blanques peó · f4 blanques alfil · g4 negres alfil · e3 blanques peó · a2 blanques peó · b2 blanques peó · f2 blanques peó · g2 blanques peó · h2 blanques peó · a1 blanques torre · e1 blanques rei · h1 blanques torre | c8 negres torre · d8 negres dama · f8 negres torre · g8 negres rei · a7 negres peó · b7 negres peó · f7 negres peó · g7 negres peó · h7 negres peó · c6 blanques alfil · e6 negres peó · d5 negres peó · b4 blanques dama · d4 blanques peó · f4 blanques alfil · g4 negres alfil · e3 blanques peó · a2 blanques peó · b2 blanques peó · f2 blanques peó · g2 blanques peó · h2 blanques peó · a1 blanques torre · e1 blanques rei · h1 blanques torre | 5 |
| 4 | c8 negres torre · d8 negres dama · f8 negres torre · g8 negres rei · a7 negres peó · b7 negres peó · f7 negres peó · g7 negres peó · h7 negres peó · c6 blanques alfil · e6 negres peó · d5 negres peó · b4 blanques dama · d4 blanques peó · f4 blanques alfil · g4 negres alfil · e3 blanques peó · a2 blanques peó · b2 blanques peó · f2 blanques peó · g2 blanques peó · h2 blanques peó · a1 blanques torre · e1 blanques rei · h1 blanques torre | c8 negres torre · d8 negres dama · f8 negres torre · g8 negres rei · a7 negres peó · b7 negres peó · f7 negres peó · g7 negres peó · h7 negres peó · c6 blanques alfil · e6 negres peó · d5 negres peó · b4 blanques dama · d4 blanques peó · f4 blanques alfil · g4 negres alfil · e3 blanques peó · a2 blanques peó · b2 blanques peó · f2 blanques peó · g2 blanques peó · h2 blanques peó · a1 blanques torre · e1 blanques rei · h1 blanques torre | c8 negres torre · d8 negres dama · f8 negres torre · g8 negres rei · a7 negres peó · b7 negres peó · f7 negres peó · g7 negres peó · h7 negres peó · c6 blanques alfil · e6 negres peó · d5 negres peó · b4 blanques dama · d4 blanques peó · f4 blanques alfil · g4 negres alfil · e3 blanques peó · a2 blanques peó · b2 blanques peó · f2 blanques peó · g2 blanques peó · h2 blanques peó · a1 blanques torre · e1 blanques rei · h1 blanques torre | c8 negres torre · d8 negres dama · f8 negres torre · g8 negres rei · a7 negres peó · b7 negres peó · f7 negres peó · g7 negres peó · h7 negres peó · c6 blanques alfil · e6 negres peó · d5 negres peó · b4 blanques dama · d4 blanques peó · f4 blanques alfil · g4 negres alfil · e3 blanques peó · a2 blanques peó · b2 blanques peó · f2 blanques peó · g2 blanques peó · h2 blanques peó · a1 blanques torre · e1 blanques rei · h1 blanques torre | c8 negres torre · d8 negres dama · f8 negres torre · g8 negres rei · a7 negres peó · b7 negres peó · f7 negres peó · g7 negres peó · h7 negres peó · c6 blanques alfil · e6 negres peó · d5 negres peó · b4 blanques dama · d4 blanques peó · f4 blanques alfil · g4 negres alfil · e3 blanques peó · a2 blanques peó · b2 blanques peó · f2 blanques peó · g2 blanques peó · h2 blanques peó · a1 blanques torre · e1 blanques rei · h1 blanques torre | c8 negres torre · d8 negres dama · f8 negres torre · g8 negres rei · a7 negres peó · b7 negres peó · f7 negres peó · g7 negres peó · h7 negres peó · c6 blanques alfil · e6 negres peó · d5 negres peó · b4 blanques dama · d4 blanques peó · f4 blanques alfil · g4 negres alfil · e3 blanques peó · a2 blanques peó · b2 blanques peó · f2 blanques peó · g2 blanques peó · h2 blanques peó · a1 blanques torre · e1 blanques rei · h1 blanques torre | c8 negres torre · d8 negres dama · f8 negres torre · g8 negres rei · a7 negres peó · b7 negres peó · f7 negres peó · g7 negres peó · h7 negres peó · c6 blanques alfil · e6 negres peó · d5 negres peó · b4 blanques dama · d4 blanques peó · f4 blanques alfil · g4 negres alfil · e3 blanques peó · a2 blanques peó · b2 blanques peó · f2 blanques peó · g2 blanques peó · h2 blanques peó · a1 blanques torre · e1 blanques rei · h1 blanques torre | c8 negres torre · d8 negres dama · f8 negres torre · g8 negres rei · a7 negres peó · b7 negres peó · f7 negres peó · g7 negres peó · h7 negres peó · c6 blanques alfil · e6 negres peó · d5 negres peó · b4 blanques dama · d4 blanques peó · f4 blanques alfil · g4 negres alfil · e3 blanques peó · a2 blanques peó · b2 blanques peó · f2 blanques peó · g2 blanques peó · h2 blanques peó · a1 blanques torre · e1 blanques rei · h1 blanques torre | 4 |
| 3 | c8 negres torre · d8 negres dama · f8 negres torre · g8 negres rei · a7 negres peó · b7 negres peó · f7 negres peó · g7 negres peó · h7 negres peó · c6 blanques alfil · e6 negres peó · d5 negres peó · b4 blanques dama · d4 blanques peó · f4 blanques alfil · g4 negres alfil · e3 blanques peó · a2 blanques peó · b2 blanques peó · f2 blanques peó · g2 blanques peó · h2 blanques peó · a1 blanques torre · e1 blanques rei · h1 blanques torre | c8 negres torre · d8 negres dama · f8 negres torre · g8 negres rei · a7 negres peó · b7 negres peó · f7 negres peó · g7 negres peó · h7 negres peó · c6 blanques alfil · e6 negres peó · d5 negres peó · b4 blanques dama · d4 blanques peó · f4 blanques alfil · g4 negres alfil · e3 blanques peó · a2 blanques peó · b2 blanques peó · f2 blanques peó · g2 blanques peó · h2 blanques peó · a1 blanques torre · e1 blanques rei · h1 blanques torre | c8 negres torre · d8 negres dama · f8 negres torre · g8 negres rei · a7 negres peó · b7 negres peó · f7 negres peó · g7 negres peó · h7 negres peó · c6 blanques alfil · e6 negres peó · d5 negres peó · b4 blanques dama · d4 blanques peó · f4 blanques alfil · g4 negres alfil · e3 blanques peó · a2 blanques peó · b2 blanques peó · f2 blanques peó · g2 blanques peó · h2 blanques peó · a1 blanques torre · e1 blanques rei · h1 blanques torre | c8 negres torre · d8 negres dama · f8 negres torre · g8 negres rei · a7 negres peó · b7 negres peó · f7 negres peó · g7 negres peó · h7 negres peó · c6 blanques alfil · e6 negres peó · d5 negres peó · b4 blanques dama · d4 blanques peó · f4 blanques alfil · g4 negres alfil · e3 blanques peó · a2 blanques peó · b2 blanques peó · f2 blanques peó · g2 blanques peó · h2 blanques peó · a1 blanques torre · e1 blanques rei · h1 blanques torre | c8 negres torre · d8 negres dama · f8 negres torre · g8 negres rei · a7 negres peó · b7 negres peó · f7 negres peó · g7 negres peó · h7 negres peó · c6 blanques alfil · e6 negres peó · d5 negres peó · b4 blanques dama · d4 blanques peó · f4 blanques alfil · g4 negres alfil · e3 blanques peó · a2 blanques peó · b2 blanques peó · f2 blanques peó · g2 blanques peó · h2 blanques peó · a1 blanques torre · e1 blanques rei · h1 blanques torre | c8 negres torre · d8 negres dama · f8 negres torre · g8 negres rei · a7 negres peó · b7 negres peó · f7 negres peó · g7 negres peó · h7 negres peó · c6 blanques alfil · e6 negres peó · d5 negres peó · b4 blanques dama · d4 blanques peó · f4 blanques alfil · g4 negres alfil · e3 blanques peó · a2 blanques peó · b2 blanques peó · f2 blanques peó · g2 blanques peó · h2 blanques peó · a1 blanques torre · e1 blanques rei · h1 blanques torre | c8 negres torre · d8 negres dama · f8 negres torre · g8 negres rei · a7 negres peó · b7 negres peó · f7 negres peó · g7 negres peó · h7 negres peó · c6 blanques alfil · e6 negres peó · d5 negres peó · b4 blanques dama · d4 blanques peó · f4 blanques alfil · g4 negres alfil · e3 blanques peó · a2 blanques peó · b2 blanques peó · f2 blanques peó · g2 blanques peó · h2 blanques peó · a1 blanques torre · e1 blanques rei · h1 blanques torre | c8 negres torre · d8 negres dama · f8 negres torre · g8 negres rei · a7 negres peó · b7 negres peó · f7 negres peó · g7 negres peó · h7 negres peó · c6 blanques alfil · e6 negres peó · d5 negres peó · b4 blanques dama · d4 blanques peó · f4 blanques alfil · g4 negres alfil · e3 blanques peó · a2 blanques peó · b2 blanques peó · f2 blanques peó · g2 blanques peó · h2 blanques peó · a1 blanques torre · e1 blanques rei · h1 blanques torre | 3 |
| 2 | c8 negres torre · d8 negres dama · f8 negres torre · g8 negres rei · a7 negres peó · b7 negres peó · f7 negres peó · g7 negres peó · h7 negres peó · c6 blanques alfil · e6 negres peó · d5 negres peó · b4 blanques dama · d4 blanques peó · f4 blanques alfil · g4 negres alfil · e3 blanques peó · a2 blanques peó · b2 blanques peó · f2 blanques peó · g2 blanques peó · h2 blanques peó · a1 blanques torre · e1 blanques rei · h1 blanques torre | c8 negres torre · d8 negres dama · f8 negres torre · g8 negres rei · a7 negres peó · b7 negres peó · f7 negres peó · g7 negres peó · h7 negres peó · c6 blanques alfil · e6 negres peó · d5 negres peó · b4 blanques dama · d4 blanques peó · f4 blanques alfil · g4 negres alfil · e3 blanques peó · a2 blanques peó · b2 blanques peó · f2 blanques peó · g2 blanques peó · h2 blanques peó · a1 blanques torre · e1 blanques rei · h1 blanques torre | c8 negres torre · d8 negres dama · f8 negres torre · g8 negres rei · a7 negres peó · b7 negres peó · f7 negres peó · g7 negres peó · h7 negres peó · c6 blanques alfil · e6 negres peó · d5 negres peó · b4 blanques dama · d4 blanques peó · f4 blanques alfil · g4 negres alfil · e3 blanques peó · a2 blanques peó · b2 blanques peó · f2 blanques peó · g2 blanques peó · h2 blanques peó · a1 blanques torre · e1 blanques rei · h1 blanques torre | c8 negres torre · d8 negres dama · f8 negres torre · g8 negres rei · a7 negres peó · b7 negres peó · f7 negres peó · g7 negres peó · h7 negres peó · c6 blanques alfil · e6 negres peó · d5 negres peó · b4 blanques dama · d4 blanques peó · f4 blanques alfil · g4 negres alfil · e3 blanques peó · a2 blanques peó · b2 blanques peó · f2 blanques peó · g2 blanques peó · h2 blanques peó · a1 blanques torre · e1 blanques rei · h1 blanques torre | c8 negres torre · d8 negres dama · f8 negres torre · g8 negres rei · a7 negres peó · b7 negres peó · f7 negres peó · g7 negres peó · h7 negres peó · c6 blanques alfil · e6 negres peó · d5 negres peó · b4 blanques dama · d4 blanques peó · f4 blanques alfil · g4 negres alfil · e3 blanques peó · a2 blanques peó · b2 blanques peó · f2 blanques peó · g2 blanques peó · h2 blanques peó · a1 blanques torre · e1 blanques rei · h1 blanques torre | c8 negres torre · d8 negres dama · f8 negres torre · g8 negres rei · a7 negres peó · b7 negres peó · f7 negres peó · g7 negres peó · h7 negres peó · c6 blanques alfil · e6 negres peó · d5 negres peó · b4 blanques dama · d4 blanques peó · f4 blanques alfil · g4 negres alfil · e3 blanques peó · a2 blanques peó · b2 blanques peó · f2 blanques peó · g2 blanques peó · h2 blanques peó · a1 blanques torre · e1 blanques rei · h1 blanques torre | c8 negres torre · d8 negres dama · f8 negres torre · g8 negres rei · a7 negres peó · b7 negres peó · f7 negres peó · g7 negres peó · h7 negres peó · c6 blanques alfil · e6 negres peó · d5 negres peó · b4 blanques dama · d4 blanques peó · f4 blanques alfil · g4 negres alfil · e3 blanques peó · a2 blanques peó · b2 blanques peó · f2 blanques peó · g2 blanques peó · h2 blanques peó · a1 blanques torre · e1 blanques rei · h1 blanques torre | c8 negres torre · d8 negres dama · f8 negres torre · g8 negres rei · a7 negres peó · b7 negres peó · f7 negres peó · g7 negres peó · h7 negres peó · c6 blanques alfil · e6 negres peó · d5 negres peó · b4 blanques dama · d4 blanques peó · f4 blanques alfil · g4 negres alfil · e3 blanques peó · a2 blanques peó · b2 blanques peó · f2 blanques peó · g2 blanques peó · h2 blanques peó · a1 blanques torre · e1 blanques rei · h1 blanques torre | 2 |
| 1 | c8 negres torre · d8 negres dama · f8 negres torre · g8 negres rei · a7 negres peó · b7 negres peó · f7 negres peó · g7 negres peó · h7 negres peó · c6 blanques alfil · e6 negres peó · d5 negres peó · b4 blanques dama · d4 blanques peó · f4 blanques alfil · g4 negres alfil · e3 blanques peó · a2 blanques peó · b2 blanques peó · f2 blanques peó · g2 blanques peó · h2 blanques peó · a1 blanques torre · e1 blanques rei · h1 blanques torre | c8 negres torre · d8 negres dama · f8 negres torre · g8 negres rei · a7 negres peó · b7 negres peó · f7 negres peó · g7 negres peó · h7 negres peó · c6 blanques alfil · e6 negres peó · d5 negres peó · b4 blanques dama · d4 blanques peó · f4 blanques alfil · g4 negres alfil · e3 blanques peó · a2 blanques peó · b2 blanques peó · f2 blanques peó · g2 blanques peó · h2 blanques peó · a1 blanques torre · e1 blanques rei · h1 blanques torre | c8 negres torre · d8 negres dama · f8 negres torre · g8 negres rei · a7 negres peó · b7 negres peó · f7 negres peó · g7 negres peó · h7 negres peó · c6 blanques alfil · e6 negres peó · d5 negres peó · b4 blanques dama · d4 blanques peó · f4 blanques alfil · g4 negres alfil · e3 blanques peó · a2 blanques peó · b2 blanques peó · f2 blanques peó · g2 blanques peó · h2 blanques peó · a1 blanques torre · e1 blanques rei · h1 blanques torre | c8 negres torre · d8 negres dama · f8 negres torre · g8 negres rei · a7 negres peó · b7 negres peó · f7 negres peó · g7 negres peó · h7 negres peó · c6 blanques alfil · e6 negres peó · d5 negres peó · b4 blanques dama · d4 blanques peó · f4 blanques alfil · g4 negres alfil · e3 blanques peó · a2 blanques peó · b2 blanques peó · f2 blanques peó · g2 blanques peó · h2 blanques peó · a1 blanques torre · e1 blanques rei · h1 blanques torre | c8 negres torre · d8 negres dama · f8 negres torre · g8 negres rei · a7 negres peó · b7 negres peó · f7 negres peó · g7 negres peó · h7 negres peó · c6 blanques alfil · e6 negres peó · d5 negres peó · b4 blanques dama · d4 blanques peó · f4 blanques alfil · g4 negres alfil · e3 blanques peó · a2 blanques peó · b2 blanques peó · f2 blanques peó · g2 blanques peó · h2 blanques peó · a1 blanques torre · e1 blanques rei · h1 blanques torre | c8 negres torre · d8 negres dama · f8 negres torre · g8 negres rei · a7 negres peó · b7 negres peó · f7 negres peó · g7 negres peó · h7 negres peó · c6 blanques alfil · e6 negres peó · d5 negres peó · b4 blanques dama · d4 blanques peó · f4 blanques alfil · g4 negres alfil · e3 blanques peó · a2 blanques peó · b2 blanques peó · f2 blanques peó · g2 blanques peó · h2 blanques peó · a1 blanques torre · e1 blanques rei · h1 blanques torre | c8 negres torre · d8 negres dama · f8 negres torre · g8 negres rei · a7 negres peó · b7 negres peó · f7 negres peó · g7 negres peó · h7 negres peó · c6 blanques alfil · e6 negres peó · d5 negres peó · b4 blanques dama · d4 blanques peó · f4 blanques alfil · g4 negres alfil · e3 blanques peó · a2 blanques peó · b2 blanques peó · f2 blanques peó · g2 blanques peó · h2 blanques peó · a1 blanques torre · e1 blanques rei · h1 blanques torre | c8 negres torre · d8 negres dama · f8 negres torre · g8 negres rei · a7 negres peó · b7 negres peó · f7 negres peó · g7 negres peó · h7 negres peó · c6 blanques alfil · e6 negres peó · d5 negres peó · b4 blanques dama · d4 blanques peó · f4 blanques alfil · g4 negres alfil · e3 blanques peó · a2 blanques peó · b2 blanques peó · f2 blanques peó · g2 blanques peó · h2 blanques peó · a1 blanques torre · e1 blanques rei · h1 blanques torre | 1 |
|   | a | b | c | d | e | f | g | h |   |

La partida 1 acabà en taules després que Anand hagués entregat un peó, però aconseguint suficient contrajoc per entaular de manera fàcil.
Defensa eslava, D14

1.d4 d5 2.c4 c6 3.Nc3 Nf6 4.cxd5 cxd5 5.Bf4 Nc6 6.e3 Bf5 7.Nf3 e6 8.Qb3 Bb4 9.Bb5 O-O 10.Bxc6 Bxc3+ 11.Qxc3 Rc8 12.Ne5 Ng4 13.Nxg4 Bxg4 14.Qb4 Rxc6 15.Qxb7 Qc8 16.Qxc8 Rfxc8 17.O-O a5 18.f3 Bf5 19.Rfe1 Bg6 20.b3 f6 21.e4 dxe4 22.fxe4 Rd8 23.Rad1 Rc2 24.e5 fxe5 25.Bxe5 Rxa2 26.Ra1 Rxa1 27.Rxa1 Rd5 28.Rc1 Rd7 29.Rc5 Ra7 30.Rc7 Rxc7 31.Bxc7 Bc2 32.Bxa5 Bxb3 ½–½

### Partida 2, Anand–Kramnik, ½–½
La partida 2 va acabar en taules, tot i que les blanques mantingueren un cert avantatge. Les taules s'expliquen per la situació dels temps respectius: Anand tenia només 2 minuts i 33 segons, mentre que Kràmnik tenia 9 minuts i 54 segons.
Defensa Nimzo-Índia, E25
1.d4 Nf6 2.c4 e6 3.Nc3 Bb4 4.f3 d5 5.a3 Bxc3+ 6.bxc3 c5 7.cxd5 Nxd5 8.dxc5 f5 9.Qc2 Nd7 10.e4 fxe4 11.fxe4 N5f6 12.c6 bxc6 13.Nf3 Qa5 14.Bd2 Ba6 15.c4 Qc5 16.Bd3 Ng4 17.Bb4 Qe3+ 18.Qe2 O-O-O 19.Qxe3 Nxe3 20.Kf2 Ng4+ 21.Kg3 Ndf6 22.Bb1 h5 23.h3 h4+ 24.Nxh4 Ne5 25.Nf3 Nh5+ 26.Kf2 Nxf3 27.Kxf3 e5 28.Rc1 Nf4 29.Ra2 Nd3 30.Rc3 Nf4 31.Bc2 Ne6 32.Kg3 Rd4 ½–½

### Partida 3, Kramnik–Anand, 0–1
|   | a | b | c | d | e | f | g | h |   |
| 8 | e6 negres peó · f6 negres peó · h6 negres rei · b5 blanques alfil · f5 negres alfil · h5 negres peó · a4 blanques peó · d4 negres dama · f4 blanques peó · a3 blanques torre · f3 blanques peó · b2 blanques peó · c2 blanques rei · e2 blanques dama · h2 blanques peó · g1 negres torre | e6 negres peó · f6 negres peó · h6 negres rei · b5 blanques alfil · f5 negres alfil · h5 negres peó · a4 blanques peó · d4 negres dama · f4 blanques peó · a3 blanques torre · f3 blanques peó · b2 blanques peó · c2 blanques rei · e2 blanques dama · h2 blanques peó · g1 negres torre | e6 negres peó · f6 negres peó · h6 negres rei · b5 blanques alfil · f5 negres alfil · h5 negres peó · a4 blanques peó · d4 negres dama · f4 blanques peó · a3 blanques torre · f3 blanques peó · b2 blanques peó · c2 blanques rei · e2 blanques dama · h2 blanques peó · g1 negres torre | e6 negres peó · f6 negres peó · h6 negres rei · b5 blanques alfil · f5 negres alfil · h5 negres peó · a4 blanques peó · d4 negres dama · f4 blanques peó · a3 blanques torre · f3 blanques peó · b2 blanques peó · c2 blanques rei · e2 blanques dama · h2 blanques peó · g1 negres torre | e6 negres peó · f6 negres peó · h6 negres rei · b5 blanques alfil · f5 negres alfil · h5 negres peó · a4 blanques peó · d4 negres dama · f4 blanques peó · a3 blanques torre · f3 blanques peó · b2 blanques peó · c2 blanques rei · e2 blanques dama · h2 blanques peó · g1 negres torre | e6 negres peó · f6 negres peó · h6 negres rei · b5 blanques alfil · f5 negres alfil · h5 negres peó · a4 blanques peó · d4 negres dama · f4 blanques peó · a3 blanques torre · f3 blanques peó · b2 blanques peó · c2 blanques rei · e2 blanques dama · h2 blanques peó · g1 negres torre | e6 negres peó · f6 negres peó · h6 negres rei · b5 blanques alfil · f5 negres alfil · h5 negres peó · a4 blanques peó · d4 negres dama · f4 blanques peó · a3 blanques torre · f3 blanques peó · b2 blanques peó · c2 blanques rei · e2 blanques dama · h2 blanques peó · g1 negres torre | e6 negres peó · f6 negres peó · h6 negres rei · b5 blanques alfil · f5 negres alfil · h5 negres peó · a4 blanques peó · d4 negres dama · f4 blanques peó · a3 blanques torre · f3 blanques peó · b2 blanques peó · c2 blanques rei · e2 blanques dama · h2 blanques peó · g1 negres torre | 8 |
| 7 | e6 negres peó · f6 negres peó · h6 negres rei · b5 blanques alfil · f5 negres alfil · h5 negres peó · a4 blanques peó · d4 negres dama · f4 blanques peó · a3 blanques torre · f3 blanques peó · b2 blanques peó · c2 blanques rei · e2 blanques dama · h2 blanques peó · g1 negres torre | e6 negres peó · f6 negres peó · h6 negres rei · b5 blanques alfil · f5 negres alfil · h5 negres peó · a4 blanques peó · d4 negres dama · f4 blanques peó · a3 blanques torre · f3 blanques peó · b2 blanques peó · c2 blanques rei · e2 blanques dama · h2 blanques peó · g1 negres torre | e6 negres peó · f6 negres peó · h6 negres rei · b5 blanques alfil · f5 negres alfil · h5 negres peó · a4 blanques peó · d4 negres dama · f4 blanques peó · a3 blanques torre · f3 blanques peó · b2 blanques peó · c2 blanques rei · e2 blanques dama · h2 blanques peó · g1 negres torre | e6 negres peó · f6 negres peó · h6 negres rei · b5 blanques alfil · f5 negres alfil · h5 negres peó · a4 blanques peó · d4 negres dama · f4 blanques peó · a3 blanques torre · f3 blanques peó · b2 blanques peó · c2 blanques rei · e2 blanques dama · h2 blanques peó · g1 negres torre | e6 negres peó · f6 negres peó · h6 negres rei · b5 blanques alfil · f5 negres alfil · h5 negres peó · a4 blanques peó · d4 negres dama · f4 blanques peó · a3 blanques torre · f3 blanques peó · b2 blanques peó · c2 blanques rei · e2 blanques dama · h2 blanques peó · g1 negres torre | e6 negres peó · f6 negres peó · h6 negres rei · b5 blanques alfil · f5 negres alfil · h5 negres peó · a4 blanques peó · d4 negres dama · f4 blanques peó · a3 blanques torre · f3 blanques peó · b2 blanques peó · c2 blanques rei · e2 blanques dama · h2 blanques peó · g1 negres torre | e6 negres peó · f6 negres peó · h6 negres rei · b5 blanques alfil · f5 negres alfil · h5 negres peó · a4 blanques peó · d4 negres dama · f4 blanques peó · a3 blanques torre · f3 blanques peó · b2 blanques peó · c2 blanques rei · e2 blanques dama · h2 blanques peó · g1 negres torre | e6 negres peó · f6 negres peó · h6 negres rei · b5 blanques alfil · f5 negres alfil · h5 negres peó · a4 blanques peó · d4 negres dama · f4 blanques peó · a3 blanques torre · f3 blanques peó · b2 blanques peó · c2 blanques rei · e2 blanques dama · h2 blanques peó · g1 negres torre | 7 |
| 6 | e6 negres peó · f6 negres peó · h6 negres rei · b5 blanques alfil · f5 negres alfil · h5 negres peó · a4 blanques peó · d4 negres dama · f4 blanques peó · a3 blanques torre · f3 blanques peó · b2 blanques peó · c2 blanques rei · e2 blanques dama · h2 blanques peó · g1 negres torre | e6 negres peó · f6 negres peó · h6 negres rei · b5 blanques alfil · f5 negres alfil · h5 negres peó · a4 blanques peó · d4 negres dama · f4 blanques peó · a3 blanques torre · f3 blanques peó · b2 blanques peó · c2 blanques rei · e2 blanques dama · h2 blanques peó · g1 negres torre | e6 negres peó · f6 negres peó · h6 negres rei · b5 blanques alfil · f5 negres alfil · h5 negres peó · a4 blanques peó · d4 negres dama · f4 blanques peó · a3 blanques torre · f3 blanques peó · b2 blanques peó · c2 blanques rei · e2 blanques dama · h2 blanques peó · g1 negres torre | e6 negres peó · f6 negres peó · h6 negres rei · b5 blanques alfil · f5 negres alfil · h5 negres peó · a4 blanques peó · d4 negres dama · f4 blanques peó · a3 blanques torre · f3 blanques peó · b2 blanques peó · c2 blanques rei · e2 blanques dama · h2 blanques peó · g1 negres torre | e6 negres peó · f6 negres peó · h6 negres rei · b5 blanques alfil · f5 negres alfil · h5 negres peó · a4 blanques peó · d4 negres dama · f4 blanques peó · a3 blanques torre · f3 blanques peó · b2 blanques peó · c2 blanques rei · e2 blanques dama · h2 blanques peó · g1 negres torre | e6 negres peó · f6 negres peó · h6 negres rei · b5 blanques alfil · f5 negres alfil · h5 negres peó · a4 blanques peó · d4 negres dama · f4 blanques peó · a3 blanques torre · f3 blanques peó · b2 blanques peó · c2 blanques rei · e2 blanques dama · h2 blanques peó · g1 negres torre | e6 negres peó · f6 negres peó · h6 negres rei · b5 blanques alfil · f5 negres alfil · h5 negres peó · a4 blanques peó · d4 negres dama · f4 blanques peó · a3 blanques torre · f3 blanques peó · b2 blanques peó · c2 blanques rei · e2 blanques dama · h2 blanques peó · g1 negres torre | e6 negres peó · f6 negres peó · h6 negres rei · b5 blanques alfil · f5 negres alfil · h5 negres peó · a4 blanques peó · d4 negres dama · f4 blanques peó · a3 blanques torre · f3 blanques peó · b2 blanques peó · c2 blanques rei · e2 blanques dama · h2 blanques peó · g1 negres torre | 6 |
| 5 | e6 negres peó · f6 negres peó · h6 negres rei · b5 blanques alfil · f5 negres alfil · h5 negres peó · a4 blanques peó · d4 negres dama · f4 blanques peó · a3 blanques torre · f3 blanques peó · b2 blanques peó · c2 blanques rei · e2 blanques dama · h2 blanques peó · g1 negres torre | e6 negres peó · f6 negres peó · h6 negres rei · b5 blanques alfil · f5 negres alfil · h5 negres peó · a4 blanques peó · d4 negres dama · f4 blanques peó · a3 blanques torre · f3 blanques peó · b2 blanques peó · c2 blanques rei · e2 blanques dama · h2 blanques peó · g1 negres torre | e6 negres peó · f6 negres peó · h6 negres rei · b5 blanques alfil · f5 negres alfil · h5 negres peó · a4 blanques peó · d4 negres dama · f4 blanques peó · a3 blanques torre · f3 blanques peó · b2 blanques peó · c2 blanques rei · e2 blanques dama · h2 blanques peó · g1 negres torre | e6 negres peó · f6 negres peó · h6 negres rei · b5 blanques alfil · f5 negres alfil · h5 negres peó · a4 blanques peó · d4 negres dama · f4 blanques peó · a3 blanques torre · f3 blanques peó · b2 blanques peó · c2 blanques rei · e2 blanques dama · h2 blanques peó · g1 negres torre | e6 negres peó · f6 negres peó · h6 negres rei · b5 blanques alfil · f5 negres alfil · h5 negres peó · a4 blanques peó · d4 negres dama · f4 blanques peó · a3 blanques torre · f3 blanques peó · b2 blanques peó · c2 blanques rei · e2 blanques dama · h2 blanques peó · g1 negres torre | e6 negres peó · f6 negres peó · h6 negres rei · b5 blanques alfil · f5 negres alfil · h5 negres peó · a4 blanques peó · d4 negres dama · f4 blanques peó · a3 blanques torre · f3 blanques peó · b2 blanques peó · c2 blanques rei · e2 blanques dama · h2 blanques peó · g1 negres torre | e6 negres peó · f6 negres peó · h6 negres rei · b5 blanques alfil · f5 negres alfil · h5 negres peó · a4 blanques peó · d4 negres dama · f4 blanques peó · a3 blanques torre · f3 blanques peó · b2 blanques peó · c2 blanques rei · e2 blanques dama · h2 blanques peó · g1 negres torre | e6 negres peó · f6 negres peó · h6 negres rei · b5 blanques alfil · f5 negres alfil · h5 negres peó · a4 blanques peó · d4 negres dama · f4 blanques peó · a3 blanques torre · f3 blanques peó · b2 blanques peó · c2 blanques rei · e2 blanques dama · h2 blanques peó · g1 negres torre | 5 |
| 4 | e6 negres peó · f6 negres peó · h6 negres rei · b5 blanques alfil · f5 negres alfil · h5 negres peó · a4 blanques peó · d4 negres dama · f4 blanques peó · a3 blanques torre · f3 blanques peó · b2 blanques peó · c2 blanques rei · e2 blanques dama · h2 blanques peó · g1 negres torre | e6 negres peó · f6 negres peó · h6 negres rei · b5 blanques alfil · f5 negres alfil · h5 negres peó · a4 blanques peó · d4 negres dama · f4 blanques peó · a3 blanques torre · f3 blanques peó · b2 blanques peó · c2 blanques rei · e2 blanques dama · h2 blanques peó · g1 negres torre | e6 negres peó · f6 negres peó · h6 negres rei · b5 blanques alfil · f5 negres alfil · h5 negres peó · a4 blanques peó · d4 negres dama · f4 blanques peó · a3 blanques torre · f3 blanques peó · b2 blanques peó · c2 blanques rei · e2 blanques dama · h2 blanques peó · g1 negres torre | e6 negres peó · f6 negres peó · h6 negres rei · b5 blanques alfil · f5 negres alfil · h5 negres peó · a4 blanques peó · d4 negres dama · f4 blanques peó · a3 blanques torre · f3 blanques peó · b2 blanques peó · c2 blanques rei · e2 blanques dama · h2 blanques peó · g1 negres torre | e6 negres peó · f6 negres peó · h6 negres rei · b5 blanques alfil · f5 negres alfil · h5 negres peó · a4 blanques peó · d4 negres dama · f4 blanques peó · a3 blanques torre · f3 blanques peó · b2 blanques peó · c2 blanques rei · e2 blanques dama · h2 blanques peó · g1 negres torre | e6 negres peó · f6 negres peó · h6 negres rei · b5 blanques alfil · f5 negres alfil · h5 negres peó · a4 blanques peó · d4 negres dama · f4 blanques peó · a3 blanques torre · f3 blanques peó · b2 blanques peó · c2 blanques rei · e2 blanques dama · h2 blanques peó · g1 negres torre | e6 negres peó · f6 negres peó · h6 negres rei · b5 blanques alfil · f5 negres alfil · h5 negres peó · a4 blanques peó · d4 negres dama · f4 blanques peó · a3 blanques torre · f3 blanques peó · b2 blanques peó · c2 blanques rei · e2 blanques dama · h2 blanques peó · g1 negres torre | e6 negres peó · f6 negres peó · h6 negres rei · b5 blanques alfil · f5 negres alfil · h5 negres peó · a4 blanques peó · d4 negres dama · f4 blanques peó · a3 blanques torre · f3 blanques peó · b2 blanques peó · c2 blanques rei · e2 blanques dama · h2 blanques peó · g1 negres torre | 4 |
| 3 | e6 negres peó · f6 negres peó · h6 negres rei · b5 blanques alfil · f5 negres alfil · h5 negres peó · a4 blanques peó · d4 negres dama · f4 blanques peó · a3 blanques torre · f3 blanques peó · b2 blanques peó · c2 blanques rei · e2 blanques dama · h2 blanques peó · g1 negres torre | e6 negres peó · f6 negres peó · h6 negres rei · b5 blanques alfil · f5 negres alfil · h5 negres peó · a4 blanques peó · d4 negres dama · f4 blanques peó · a3 blanques torre · f3 blanques peó · b2 blanques peó · c2 blanques rei · e2 blanques dama · h2 blanques peó · g1 negres torre | e6 negres peó · f6 negres peó · h6 negres rei · b5 blanques alfil · f5 negres alfil · h5 negres peó · a4 blanques peó · d4 negres dama · f4 blanques peó · a3 blanques torre · f3 blanques peó · b2 blanques peó · c2 blanques rei · e2 blanques dama · h2 blanques peó · g1 negres torre | e6 negres peó · f6 negres peó · h6 negres rei · b5 blanques alfil · f5 negres alfil · h5 negres peó · a4 blanques peó · d4 negres dama · f4 blanques peó · a3 blanques torre · f3 blanques peó · b2 blanques peó · c2 blanques rei · e2 blanques dama · h2 blanques peó · g1 negres torre | e6 negres peó · f6 negres peó · h6 negres rei · b5 blanques alfil · f5 negres alfil · h5 negres peó · a4 blanques peó · d4 negres dama · f4 blanques peó · a3 blanques torre · f3 blanques peó · b2 blanques peó · c2 blanques rei · e2 blanques dama · h2 blanques peó · g1 negres torre | e6 negres peó · f6 negres peó · h6 negres rei · b5 blanques alfil · f5 negres alfil · h5 negres peó · a4 blanques peó · d4 negres dama · f4 blanques peó · a3 blanques torre · f3 blanques peó · b2 blanques peó · c2 blanques rei · e2 blanques dama · h2 blanques peó · g1 negres torre | e6 negres peó · f6 negres peó · h6 negres rei · b5 blanques alfil · f5 negres alfil · h5 negres peó · a4 blanques peó · d4 negres dama · f4 blanques peó · a3 blanques torre · f3 blanques peó · b2 blanques peó · c2 blanques rei · e2 blanques dama · h2 blanques peó · g1 negres torre | e6 negres peó · f6 negres peó · h6 negres rei · b5 blanques alfil · f5 negres alfil · h5 negres peó · a4 blanques peó · d4 negres dama · f4 blanques peó · a3 blanques torre · f3 blanques peó · b2 blanques peó · c2 blanques rei · e2 blanques dama · h2 blanques peó · g1 negres torre | 3 |
| 2 | e6 negres peó · f6 negres peó · h6 negres rei · b5 blanques alfil · f5 negres alfil · h5 negres peó · a4 blanques peó · d4 negres dama · f4 blanques peó · a3 blanques torre · f3 blanques peó · b2 blanques peó · c2 blanques rei · e2 blanques dama · h2 blanques peó · g1 negres torre | e6 negres peó · f6 negres peó · h6 negres rei · b5 blanques alfil · f5 negres alfil · h5 negres peó · a4 blanques peó · d4 negres dama · f4 blanques peó · a3 blanques torre · f3 blanques peó · b2 blanques peó · c2 blanques rei · e2 blanques dama · h2 blanques peó · g1 negres torre | e6 negres peó · f6 negres peó · h6 negres rei · b5 blanques alfil · f5 negres alfil · h5 negres peó · a4 blanques peó · d4 negres dama · f4 blanques peó · a3 blanques torre · f3 blanques peó · b2 blanques peó · c2 blanques rei · e2 blanques dama · h2 blanques peó · g1 negres torre | e6 negres peó · f6 negres peó · h6 negres rei · b5 blanques alfil · f5 negres alfil · h5 negres peó · a4 blanques peó · d4 negres dama · f4 blanques peó · a3 blanques torre · f3 blanques peó · b2 blanques peó · c2 blanques rei · e2 blanques dama · h2 blanques peó · g1 negres torre | e6 negres peó · f6 negres peó · h6 negres rei · b5 blanques alfil · f5 negres alfil · h5 negres peó · a4 blanques peó · d4 negres dama · f4 blanques peó · a3 blanques torre · f3 blanques peó · b2 blanques peó · c2 blanques rei · e2 blanques dama · h2 blanques peó · g1 negres torre | e6 negres peó · f6 negres peó · h6 negres rei · b5 blanques alfil · f5 negres alfil · h5 negres peó · a4 blanques peó · d4 negres dama · f4 blanques peó · a3 blanques torre · f3 blanques peó · b2 blanques peó · c2 blanques rei · e2 blanques dama · h2 blanques peó · g1 negres torre | e6 negres peó · f6 negres peó · h6 negres rei · b5 blanques alfil · f5 negres alfil · h5 negres peó · a4 blanques peó · d4 negres dama · f4 blanques peó · a3 blanques torre · f3 blanques peó · b2 blanques peó · c2 blanques rei · e2 blanques dama · h2 blanques peó · g1 negres torre | e6 negres peó · f6 negres peó · h6 negres rei · b5 blanques alfil · f5 negres alfil · h5 negres peó · a4 blanques peó · d4 negres dama · f4 blanques peó · a3 blanques torre · f3 blanques peó · b2 blanques peó · c2 blanques rei · e2 blanques dama · h2 blanques peó · g1 negres torre | 2 |
| 1 | e6 negres peó · f6 negres peó · h6 negres rei · b5 blanques alfil · f5 negres alfil · h5 negres peó · a4 blanques peó · d4 negres dama · f4 blanques peó · a3 blanques torre · f3 blanques peó · b2 blanques peó · c2 blanques rei · e2 blanques dama · h2 blanques peó · g1 negres torre | e6 negres peó · f6 negres peó · h6 negres rei · b5 blanques alfil · f5 negres alfil · h5 negres peó · a4 blanques peó · d4 negres dama · f4 blanques peó · a3 blanques torre · f3 blanques peó · b2 blanques peó · c2 blanques rei · e2 blanques dama · h2 blanques peó · g1 negres torre | e6 negres peó · f6 negres peó · h6 negres rei · b5 blanques alfil · f5 negres alfil · h5 negres peó · a4 blanques peó · d4 negres dama · f4 blanques peó · a3 blanques torre · f3 blanques peó · b2 blanques peó · c2 blanques rei · e2 blanques dama · h2 blanques peó · g1 negres torre | e6 negres peó · f6 negres peó · h6 negres rei · b5 blanques alfil · f5 negres alfil · h5 negres peó · a4 blanques peó · d4 negres dama · f4 blanques peó · a3 blanques torre · f3 blanques peó · b2 blanques peó · c2 blanques rei · e2 blanques dama · h2 blanques peó · g1 negres torre | e6 negres peó · f6 negres peó · h6 negres rei · b5 blanques alfil · f5 negres alfil · h5 negres peó · a4 blanques peó · d4 negres dama · f4 blanques peó · a3 blanques torre · f3 blanques peó · b2 blanques peó · c2 blanques rei · e2 blanques dama · h2 blanques peó · g1 negres torre | e6 negres peó · f6 negres peó · h6 negres rei · b5 blanques alfil · f5 negres alfil · h5 negres peó · a4 blanques peó · d4 negres dama · f4 blanques peó · a3 blanques torre · f3 blanques peó · b2 blanques peó · c2 blanques rei · e2 blanques dama · h2 blanques peó · g1 negres torre | e6 negres peó · f6 negres peó · h6 negres rei · b5 blanques alfil · f5 negres alfil · h5 negres peó · a4 blanques peó · d4 negres dama · f4 blanques peó · a3 blanques torre · f3 blanques peó · b2 blanques peó · c2 blanques rei · e2 blanques dama · h2 blanques peó · g1 negres torre | e6 negres peó · f6 negres peó · h6 negres rei · b5 blanques alfil · f5 negres alfil · h5 negres peó · a4 blanques peó · d4 negres dama · f4 blanques peó · a3 blanques torre · f3 blanques peó · b2 blanques peó · c2 blanques rei · e2 blanques dama · h2 blanques peó · g1 negres torre | 1 |
|   | a | b | c | d | e | f | g | h |   |

A la partida 3, Anand optà per una aguda línia de la variant Merano de la defensa Semi-Eslava; seguint una línia poc jugada (14...Ab7) i jugant una nova idea (17. ... Tg4) que condueix al sacrifici de dos peons. (Anand va dir després que això havia estat molt estudiat pel seu segon Rustam Kassimdjanov). Anand va assolir un gran atac, i a despit de la simplificació de material, Kràmnik fou incapaç de defensar-se amb èxit. El GM Vladimir Dimitrov va escriure, "Vishy va prendre la iniciativa aviat en aquesta partida, i va forçar en Kràmnik a entrar en destrets de temps. Això va dur-lo a cometre una imprecisió amb 25.De2 i posteriorment al greu error 33.Ad3??, després de la qual el blanc està condemnat." Anand tenia també poc temps, i no va trobar 33...Axd3+, que guanya immediatament, però la jugada que va fer (33...Ah3) guanyava també.
Gambit de dama, Variant Merano, D49
1.d4 d5 2.c4 c6 3.Nf3 Nf6 4.Nc3 e6 5.e3 Nbd7 6.Bd3 dxc4 7.Bxc4 b5 8.Bd3 a6 9.e4 c5 10.e5 cxd4 11.Nxb5 axb5 12.exf6 gxf6 13.O-O Qb6 14.Qe2 Bb7 15.Bxb5 Bd6 16.Rd1 Rg8 17.g3 Rg4 18.Bf4 Bxf4 19.Nxd4 h5 20.Nxe6 fxe6 21.Rxd7 Kf8 22.Qd3 Rg7 23.Rxg7 Kxg7 24.gxf4 Rd8 25.Qe2 Kh6 26.Kf1 Rg8 27.a4 Bg2+ 28.Ke1 Bh3 29.Ra3 Rg1+ 30.Kd2 Qd4+ 31.Kc2 Bg4 32.f3 Bf5+ 33.Bd3 Bh3 34.a5 Rg2 35.a6 Rxe2+ 36.Bxe2 Bf5+ 37.Kb3 Qe3+ 38.Ka2 Qxe2 39.a7 Qc4+ 40.Ka1 Qf1+ 41.Ka2 Bb1+ 0–1

### Partida 4, Anand–Kramnik, ½–½
A la partida 4, Kràmnik va obtenir unes taules, amb negres, en una variant tranquil·la del gambit de dama. El negre va acceptar tenir el peó d aïllat a canvi d'una posició activa i d'avantatge en el desenvolupament i no en cap moment va estar en seriosos problemes.
Gambit de dama refusat, D37
1.d4 Nf6 2.c4 e6 3.Nf3 d5 4.Nc3 Be7 5.Bf4 O-O 6.e3 Nbd7 7.a3 c5 8.cxd5 Nxd5 9.Nxd5 exd5 10.dxc5 Nxc5 11.Be5 Bf5 12.Be2 Bf6 13.Bxf6 Qxf6 14.Nd4 Ne6 15.Nxf5 Qxf5 16.O-O Rfd8 17.Bg4 Qe5 18.Qb3 Nc5 19.Qb5 b6 20.Rfd1 Rd6 21.Rd4 a6 22.Qb4 h5 23.Bh3 Rad8 24.g3 g5 25.Rad1 g4 26.Bg2 Ne6 27.R4d3 d4 28.exd4 Rxd4 29.Rxd4 Rxd4 ½–½

### Partida 5, Kramnik–Anand, 0–1
|   | a | b | c | d | e | f | g | h |   |
| 8 | b7 negres alfil · d7 negres cavall · e7 negres rei · f7 negres peó · h7 negres peó · e6 negres peó · f6 negres dama · b5 blanques alfil · a4 blanques peó · b4 blanques peó · d4 negres peó · f4 negres peó · g4 blanques dama · c3 negres torre · f3 blanques cavall · f2 blanques peó · g2 blanques peó · h2 blanques peó · e1 blanques torre · g1 blanques rei | b7 negres alfil · d7 negres cavall · e7 negres rei · f7 negres peó · h7 negres peó · e6 negres peó · f6 negres dama · b5 blanques alfil · a4 blanques peó · b4 blanques peó · d4 negres peó · f4 negres peó · g4 blanques dama · c3 negres torre · f3 blanques cavall · f2 blanques peó · g2 blanques peó · h2 blanques peó · e1 blanques torre · g1 blanques rei | b7 negres alfil · d7 negres cavall · e7 negres rei · f7 negres peó · h7 negres peó · e6 negres peó · f6 negres dama · b5 blanques alfil · a4 blanques peó · b4 blanques peó · d4 negres peó · f4 negres peó · g4 blanques dama · c3 negres torre · f3 blanques cavall · f2 blanques peó · g2 blanques peó · h2 blanques peó · e1 blanques torre · g1 blanques rei | b7 negres alfil · d7 negres cavall · e7 negres rei · f7 negres peó · h7 negres peó · e6 negres peó · f6 negres dama · b5 blanques alfil · a4 blanques peó · b4 blanques peó · d4 negres peó · f4 negres peó · g4 blanques dama · c3 negres torre · f3 blanques cavall · f2 blanques peó · g2 blanques peó · h2 blanques peó · e1 blanques torre · g1 blanques rei | b7 negres alfil · d7 negres cavall · e7 negres rei · f7 negres peó · h7 negres peó · e6 negres peó · f6 negres dama · b5 blanques alfil · a4 blanques peó · b4 blanques peó · d4 negres peó · f4 negres peó · g4 blanques dama · c3 negres torre · f3 blanques cavall · f2 blanques peó · g2 blanques peó · h2 blanques peó · e1 blanques torre · g1 blanques rei | b7 negres alfil · d7 negres cavall · e7 negres rei · f7 negres peó · h7 negres peó · e6 negres peó · f6 negres dama · b5 blanques alfil · a4 blanques peó · b4 blanques peó · d4 negres peó · f4 negres peó · g4 blanques dama · c3 negres torre · f3 blanques cavall · f2 blanques peó · g2 blanques peó · h2 blanques peó · e1 blanques torre · g1 blanques rei | b7 negres alfil · d7 negres cavall · e7 negres rei · f7 negres peó · h7 negres peó · e6 negres peó · f6 negres dama · b5 blanques alfil · a4 blanques peó · b4 blanques peó · d4 negres peó · f4 negres peó · g4 blanques dama · c3 negres torre · f3 blanques cavall · f2 blanques peó · g2 blanques peó · h2 blanques peó · e1 blanques torre · g1 blanques rei | b7 negres alfil · d7 negres cavall · e7 negres rei · f7 negres peó · h7 negres peó · e6 negres peó · f6 negres dama · b5 blanques alfil · a4 blanques peó · b4 blanques peó · d4 negres peó · f4 negres peó · g4 blanques dama · c3 negres torre · f3 blanques cavall · f2 blanques peó · g2 blanques peó · h2 blanques peó · e1 blanques torre · g1 blanques rei | 8 |
| 7 | b7 negres alfil · d7 negres cavall · e7 negres rei · f7 negres peó · h7 negres peó · e6 negres peó · f6 negres dama · b5 blanques alfil · a4 blanques peó · b4 blanques peó · d4 negres peó · f4 negres peó · g4 blanques dama · c3 negres torre · f3 blanques cavall · f2 blanques peó · g2 blanques peó · h2 blanques peó · e1 blanques torre · g1 blanques rei | b7 negres alfil · d7 negres cavall · e7 negres rei · f7 negres peó · h7 negres peó · e6 negres peó · f6 negres dama · b5 blanques alfil · a4 blanques peó · b4 blanques peó · d4 negres peó · f4 negres peó · g4 blanques dama · c3 negres torre · f3 blanques cavall · f2 blanques peó · g2 blanques peó · h2 blanques peó · e1 blanques torre · g1 blanques rei | b7 negres alfil · d7 negres cavall · e7 negres rei · f7 negres peó · h7 negres peó · e6 negres peó · f6 negres dama · b5 blanques alfil · a4 blanques peó · b4 blanques peó · d4 negres peó · f4 negres peó · g4 blanques dama · c3 negres torre · f3 blanques cavall · f2 blanques peó · g2 blanques peó · h2 blanques peó · e1 blanques torre · g1 blanques rei | b7 negres alfil · d7 negres cavall · e7 negres rei · f7 negres peó · h7 negres peó · e6 negres peó · f6 negres dama · b5 blanques alfil · a4 blanques peó · b4 blanques peó · d4 negres peó · f4 negres peó · g4 blanques dama · c3 negres torre · f3 blanques cavall · f2 blanques peó · g2 blanques peó · h2 blanques peó · e1 blanques torre · g1 blanques rei | b7 negres alfil · d7 negres cavall · e7 negres rei · f7 negres peó · h7 negres peó · e6 negres peó · f6 negres dama · b5 blanques alfil · a4 blanques peó · b4 blanques peó · d4 negres peó · f4 negres peó · g4 blanques dama · c3 negres torre · f3 blanques cavall · f2 blanques peó · g2 blanques peó · h2 blanques peó · e1 blanques torre · g1 blanques rei | b7 negres alfil · d7 negres cavall · e7 negres rei · f7 negres peó · h7 negres peó · e6 negres peó · f6 negres dama · b5 blanques alfil · a4 blanques peó · b4 blanques peó · d4 negres peó · f4 negres peó · g4 blanques dama · c3 negres torre · f3 blanques cavall · f2 blanques peó · g2 blanques peó · h2 blanques peó · e1 blanques torre · g1 blanques rei | b7 negres alfil · d7 negres cavall · e7 negres rei · f7 negres peó · h7 negres peó · e6 negres peó · f6 negres dama · b5 blanques alfil · a4 blanques peó · b4 blanques peó · d4 negres peó · f4 negres peó · g4 blanques dama · c3 negres torre · f3 blanques cavall · f2 blanques peó · g2 blanques peó · h2 blanques peó · e1 blanques torre · g1 blanques rei | b7 negres alfil · d7 negres cavall · e7 negres rei · f7 negres peó · h7 negres peó · e6 negres peó · f6 negres dama · b5 blanques alfil · a4 blanques peó · b4 blanques peó · d4 negres peó · f4 negres peó · g4 blanques dama · c3 negres torre · f3 blanques cavall · f2 blanques peó · g2 blanques peó · h2 blanques peó · e1 blanques torre · g1 blanques rei | 7 |
| 6 | b7 negres alfil · d7 negres cavall · e7 negres rei · f7 negres peó · h7 negres peó · e6 negres peó · f6 negres dama · b5 blanques alfil · a4 blanques peó · b4 blanques peó · d4 negres peó · f4 negres peó · g4 blanques dama · c3 negres torre · f3 blanques cavall · f2 blanques peó · g2 blanques peó · h2 blanques peó · e1 blanques torre · g1 blanques rei | b7 negres alfil · d7 negres cavall · e7 negres rei · f7 negres peó · h7 negres peó · e6 negres peó · f6 negres dama · b5 blanques alfil · a4 blanques peó · b4 blanques peó · d4 negres peó · f4 negres peó · g4 blanques dama · c3 negres torre · f3 blanques cavall · f2 blanques peó · g2 blanques peó · h2 blanques peó · e1 blanques torre · g1 blanques rei | b7 negres alfil · d7 negres cavall · e7 negres rei · f7 negres peó · h7 negres peó · e6 negres peó · f6 negres dama · b5 blanques alfil · a4 blanques peó · b4 blanques peó · d4 negres peó · f4 negres peó · g4 blanques dama · c3 negres torre · f3 blanques cavall · f2 blanques peó · g2 blanques peó · h2 blanques peó · e1 blanques torre · g1 blanques rei | b7 negres alfil · d7 negres cavall · e7 negres rei · f7 negres peó · h7 negres peó · e6 negres peó · f6 negres dama · b5 blanques alfil · a4 blanques peó · b4 blanques peó · d4 negres peó · f4 negres peó · g4 blanques dama · c3 negres torre · f3 blanques cavall · f2 blanques peó · g2 blanques peó · h2 blanques peó · e1 blanques torre · g1 blanques rei | b7 negres alfil · d7 negres cavall · e7 negres rei · f7 negres peó · h7 negres peó · e6 negres peó · f6 negres dama · b5 blanques alfil · a4 blanques peó · b4 blanques peó · d4 negres peó · f4 negres peó · g4 blanques dama · c3 negres torre · f3 blanques cavall · f2 blanques peó · g2 blanques peó · h2 blanques peó · e1 blanques torre · g1 blanques rei | b7 negres alfil · d7 negres cavall · e7 negres rei · f7 negres peó · h7 negres peó · e6 negres peó · f6 negres dama · b5 blanques alfil · a4 blanques peó · b4 blanques peó · d4 negres peó · f4 negres peó · g4 blanques dama · c3 negres torre · f3 blanques cavall · f2 blanques peó · g2 blanques peó · h2 blanques peó · e1 blanques torre · g1 blanques rei | b7 negres alfil · d7 negres cavall · e7 negres rei · f7 negres peó · h7 negres peó · e6 negres peó · f6 negres dama · b5 blanques alfil · a4 blanques peó · b4 blanques peó · d4 negres peó · f4 negres peó · g4 blanques dama · c3 negres torre · f3 blanques cavall · f2 blanques peó · g2 blanques peó · h2 blanques peó · e1 blanques torre · g1 blanques rei | b7 negres alfil · d7 negres cavall · e7 negres rei · f7 negres peó · h7 negres peó · e6 negres peó · f6 negres dama · b5 blanques alfil · a4 blanques peó · b4 blanques peó · d4 negres peó · f4 negres peó · g4 blanques dama · c3 negres torre · f3 blanques cavall · f2 blanques peó · g2 blanques peó · h2 blanques peó · e1 blanques torre · g1 blanques rei | 6 |
| 5 | b7 negres alfil · d7 negres cavall · e7 negres rei · f7 negres peó · h7 negres peó · e6 negres peó · f6 negres dama · b5 blanques alfil · a4 blanques peó · b4 blanques peó · d4 negres peó · f4 negres peó · g4 blanques dama · c3 negres torre · f3 blanques cavall · f2 blanques peó · g2 blanques peó · h2 blanques peó · e1 blanques torre · g1 blanques rei | b7 negres alfil · d7 negres cavall · e7 negres rei · f7 negres peó · h7 negres peó · e6 negres peó · f6 negres dama · b5 blanques alfil · a4 blanques peó · b4 blanques peó · d4 negres peó · f4 negres peó · g4 blanques dama · c3 negres torre · f3 blanques cavall · f2 blanques peó · g2 blanques peó · h2 blanques peó · e1 blanques torre · g1 blanques rei | b7 negres alfil · d7 negres cavall · e7 negres rei · f7 negres peó · h7 negres peó · e6 negres peó · f6 negres dama · b5 blanques alfil · a4 blanques peó · b4 blanques peó · d4 negres peó · f4 negres peó · g4 blanques dama · c3 negres torre · f3 blanques cavall · f2 blanques peó · g2 blanques peó · h2 blanques peó · e1 blanques torre · g1 blanques rei | b7 negres alfil · d7 negres cavall · e7 negres rei · f7 negres peó · h7 negres peó · e6 negres peó · f6 negres dama · b5 blanques alfil · a4 blanques peó · b4 blanques peó · d4 negres peó · f4 negres peó · g4 blanques dama · c3 negres torre · f3 blanques cavall · f2 blanques peó · g2 blanques peó · h2 blanques peó · e1 blanques torre · g1 blanques rei | b7 negres alfil · d7 negres cavall · e7 negres rei · f7 negres peó · h7 negres peó · e6 negres peó · f6 negres dama · b5 blanques alfil · a4 blanques peó · b4 blanques peó · d4 negres peó · f4 negres peó · g4 blanques dama · c3 negres torre · f3 blanques cavall · f2 blanques peó · g2 blanques peó · h2 blanques peó · e1 blanques torre · g1 blanques rei | b7 negres alfil · d7 negres cavall · e7 negres rei · f7 negres peó · h7 negres peó · e6 negres peó · f6 negres dama · b5 blanques alfil · a4 blanques peó · b4 blanques peó · d4 negres peó · f4 negres peó · g4 blanques dama · c3 negres torre · f3 blanques cavall · f2 blanques peó · g2 blanques peó · h2 blanques peó · e1 blanques torre · g1 blanques rei | b7 negres alfil · d7 negres cavall · e7 negres rei · f7 negres peó · h7 negres peó · e6 negres peó · f6 negres dama · b5 blanques alfil · a4 blanques peó · b4 blanques peó · d4 negres peó · f4 negres peó · g4 blanques dama · c3 negres torre · f3 blanques cavall · f2 blanques peó · g2 blanques peó · h2 blanques peó · e1 blanques torre · g1 blanques rei | b7 negres alfil · d7 negres cavall · e7 negres rei · f7 negres peó · h7 negres peó · e6 negres peó · f6 negres dama · b5 blanques alfil · a4 blanques peó · b4 blanques peó · d4 negres peó · f4 negres peó · g4 blanques dama · c3 negres torre · f3 blanques cavall · f2 blanques peó · g2 blanques peó · h2 blanques peó · e1 blanques torre · g1 blanques rei | 5 |
| 4 | b7 negres alfil · d7 negres cavall · e7 negres rei · f7 negres peó · h7 negres peó · e6 negres peó · f6 negres dama · b5 blanques alfil · a4 blanques peó · b4 blanques peó · d4 negres peó · f4 negres peó · g4 blanques dama · c3 negres torre · f3 blanques cavall · f2 blanques peó · g2 blanques peó · h2 blanques peó · e1 blanques torre · g1 blanques rei | b7 negres alfil · d7 negres cavall · e7 negres rei · f7 negres peó · h7 negres peó · e6 negres peó · f6 negres dama · b5 blanques alfil · a4 blanques peó · b4 blanques peó · d4 negres peó · f4 negres peó · g4 blanques dama · c3 negres torre · f3 blanques cavall · f2 blanques peó · g2 blanques peó · h2 blanques peó · e1 blanques torre · g1 blanques rei | b7 negres alfil · d7 negres cavall · e7 negres rei · f7 negres peó · h7 negres peó · e6 negres peó · f6 negres dama · b5 blanques alfil · a4 blanques peó · b4 blanques peó · d4 negres peó · f4 negres peó · g4 blanques dama · c3 negres torre · f3 blanques cavall · f2 blanques peó · g2 blanques peó · h2 blanques peó · e1 blanques torre · g1 blanques rei | b7 negres alfil · d7 negres cavall · e7 negres rei · f7 negres peó · h7 negres peó · e6 negres peó · f6 negres dama · b5 blanques alfil · a4 blanques peó · b4 blanques peó · d4 negres peó · f4 negres peó · g4 blanques dama · c3 negres torre · f3 blanques cavall · f2 blanques peó · g2 blanques peó · h2 blanques peó · e1 blanques torre · g1 blanques rei | b7 negres alfil · d7 negres cavall · e7 negres rei · f7 negres peó · h7 negres peó · e6 negres peó · f6 negres dama · b5 blanques alfil · a4 blanques peó · b4 blanques peó · d4 negres peó · f4 negres peó · g4 blanques dama · c3 negres torre · f3 blanques cavall · f2 blanques peó · g2 blanques peó · h2 blanques peó · e1 blanques torre · g1 blanques rei | b7 negres alfil · d7 negres cavall · e7 negres rei · f7 negres peó · h7 negres peó · e6 negres peó · f6 negres dama · b5 blanques alfil · a4 blanques peó · b4 blanques peó · d4 negres peó · f4 negres peó · g4 blanques dama · c3 negres torre · f3 blanques cavall · f2 blanques peó · g2 blanques peó · h2 blanques peó · e1 blanques torre · g1 blanques rei | b7 negres alfil · d7 negres cavall · e7 negres rei · f7 negres peó · h7 negres peó · e6 negres peó · f6 negres dama · b5 blanques alfil · a4 blanques peó · b4 blanques peó · d4 negres peó · f4 negres peó · g4 blanques dama · c3 negres torre · f3 blanques cavall · f2 blanques peó · g2 blanques peó · h2 blanques peó · e1 blanques torre · g1 blanques rei | b7 negres alfil · d7 negres cavall · e7 negres rei · f7 negres peó · h7 negres peó · e6 negres peó · f6 negres dama · b5 blanques alfil · a4 blanques peó · b4 blanques peó · d4 negres peó · f4 negres peó · g4 blanques dama · c3 negres torre · f3 blanques cavall · f2 blanques peó · g2 blanques peó · h2 blanques peó · e1 blanques torre · g1 blanques rei | 4 |
| 3 | b7 negres alfil · d7 negres cavall · e7 negres rei · f7 negres peó · h7 negres peó · e6 negres peó · f6 negres dama · b5 blanques alfil · a4 blanques peó · b4 blanques peó · d4 negres peó · f4 negres peó · g4 blanques dama · c3 negres torre · f3 blanques cavall · f2 blanques peó · g2 blanques peó · h2 blanques peó · e1 blanques torre · g1 blanques rei | b7 negres alfil · d7 negres cavall · e7 negres rei · f7 negres peó · h7 negres peó · e6 negres peó · f6 negres dama · b5 blanques alfil · a4 blanques peó · b4 blanques peó · d4 negres peó · f4 negres peó · g4 blanques dama · c3 negres torre · f3 blanques cavall · f2 blanques peó · g2 blanques peó · h2 blanques peó · e1 blanques torre · g1 blanques rei | b7 negres alfil · d7 negres cavall · e7 negres rei · f7 negres peó · h7 negres peó · e6 negres peó · f6 negres dama · b5 blanques alfil · a4 blanques peó · b4 blanques peó · d4 negres peó · f4 negres peó · g4 blanques dama · c3 negres torre · f3 blanques cavall · f2 blanques peó · g2 blanques peó · h2 blanques peó · e1 blanques torre · g1 blanques rei | b7 negres alfil · d7 negres cavall · e7 negres rei · f7 negres peó · h7 negres peó · e6 negres peó · f6 negres dama · b5 blanques alfil · a4 blanques peó · b4 blanques peó · d4 negres peó · f4 negres peó · g4 blanques dama · c3 negres torre · f3 blanques cavall · f2 blanques peó · g2 blanques peó · h2 blanques peó · e1 blanques torre · g1 blanques rei | b7 negres alfil · d7 negres cavall · e7 negres rei · f7 negres peó · h7 negres peó · e6 negres peó · f6 negres dama · b5 blanques alfil · a4 blanques peó · b4 blanques peó · d4 negres peó · f4 negres peó · g4 blanques dama · c3 negres torre · f3 blanques cavall · f2 blanques peó · g2 blanques peó · h2 blanques peó · e1 blanques torre · g1 blanques rei | b7 negres alfil · d7 negres cavall · e7 negres rei · f7 negres peó · h7 negres peó · e6 negres peó · f6 negres dama · b5 blanques alfil · a4 blanques peó · b4 blanques peó · d4 negres peó · f4 negres peó · g4 blanques dama · c3 negres torre · f3 blanques cavall · f2 blanques peó · g2 blanques peó · h2 blanques peó · e1 blanques torre · g1 blanques rei | b7 negres alfil · d7 negres cavall · e7 negres rei · f7 negres peó · h7 negres peó · e6 negres peó · f6 negres dama · b5 blanques alfil · a4 blanques peó · b4 blanques peó · d4 negres peó · f4 negres peó · g4 blanques dama · c3 negres torre · f3 blanques cavall · f2 blanques peó · g2 blanques peó · h2 blanques peó · e1 blanques torre · g1 blanques rei | b7 negres alfil · d7 negres cavall · e7 negres rei · f7 negres peó · h7 negres peó · e6 negres peó · f6 negres dama · b5 blanques alfil · a4 blanques peó · b4 blanques peó · d4 negres peó · f4 negres peó · g4 blanques dama · c3 negres torre · f3 blanques cavall · f2 blanques peó · g2 blanques peó · h2 blanques peó · e1 blanques torre · g1 blanques rei | 3 |
| 2 | b7 negres alfil · d7 negres cavall · e7 negres rei · f7 negres peó · h7 negres peó · e6 negres peó · f6 negres dama · b5 blanques alfil · a4 blanques peó · b4 blanques peó · d4 negres peó · f4 negres peó · g4 blanques dama · c3 negres torre · f3 blanques cavall · f2 blanques peó · g2 blanques peó · h2 blanques peó · e1 blanques torre · g1 blanques rei | b7 negres alfil · d7 negres cavall · e7 negres rei · f7 negres peó · h7 negres peó · e6 negres peó · f6 negres dama · b5 blanques alfil · a4 blanques peó · b4 blanques peó · d4 negres peó · f4 negres peó · g4 blanques dama · c3 negres torre · f3 blanques cavall · f2 blanques peó · g2 blanques peó · h2 blanques peó · e1 blanques torre · g1 blanques rei | b7 negres alfil · d7 negres cavall · e7 negres rei · f7 negres peó · h7 negres peó · e6 negres peó · f6 negres dama · b5 blanques alfil · a4 blanques peó · b4 blanques peó · d4 negres peó · f4 negres peó · g4 blanques dama · c3 negres torre · f3 blanques cavall · f2 blanques peó · g2 blanques peó · h2 blanques peó · e1 blanques torre · g1 blanques rei | b7 negres alfil · d7 negres cavall · e7 negres rei · f7 negres peó · h7 negres peó · e6 negres peó · f6 negres dama · b5 blanques alfil · a4 blanques peó · b4 blanques peó · d4 negres peó · f4 negres peó · g4 blanques dama · c3 negres torre · f3 blanques cavall · f2 blanques peó · g2 blanques peó · h2 blanques peó · e1 blanques torre · g1 blanques rei | b7 negres alfil · d7 negres cavall · e7 negres rei · f7 negres peó · h7 negres peó · e6 negres peó · f6 negres dama · b5 blanques alfil · a4 blanques peó · b4 blanques peó · d4 negres peó · f4 negres peó · g4 blanques dama · c3 negres torre · f3 blanques cavall · f2 blanques peó · g2 blanques peó · h2 blanques peó · e1 blanques torre · g1 blanques rei | b7 negres alfil · d7 negres cavall · e7 negres rei · f7 negres peó · h7 negres peó · e6 negres peó · f6 negres dama · b5 blanques alfil · a4 blanques peó · b4 blanques peó · d4 negres peó · f4 negres peó · g4 blanques dama · c3 negres torre · f3 blanques cavall · f2 blanques peó · g2 blanques peó · h2 blanques peó · e1 blanques torre · g1 blanques rei | b7 negres alfil · d7 negres cavall · e7 negres rei · f7 negres peó · h7 negres peó · e6 negres peó · f6 negres dama · b5 blanques alfil · a4 blanques peó · b4 blanques peó · d4 negres peó · f4 negres peó · g4 blanques dama · c3 negres torre · f3 blanques cavall · f2 blanques peó · g2 blanques peó · h2 blanques peó · e1 blanques torre · g1 blanques rei | b7 negres alfil · d7 negres cavall · e7 negres rei · f7 negres peó · h7 negres peó · e6 negres peó · f6 negres dama · b5 blanques alfil · a4 blanques peó · b4 blanques peó · d4 negres peó · f4 negres peó · g4 blanques dama · c3 negres torre · f3 blanques cavall · f2 blanques peó · g2 blanques peó · h2 blanques peó · e1 blanques torre · g1 blanques rei | 2 |
| 1 | b7 negres alfil · d7 negres cavall · e7 negres rei · f7 negres peó · h7 negres peó · e6 negres peó · f6 negres dama · b5 blanques alfil · a4 blanques peó · b4 blanques peó · d4 negres peó · f4 negres peó · g4 blanques dama · c3 negres torre · f3 blanques cavall · f2 blanques peó · g2 blanques peó · h2 blanques peó · e1 blanques torre · g1 blanques rei | b7 negres alfil · d7 negres cavall · e7 negres rei · f7 negres peó · h7 negres peó · e6 negres peó · f6 negres dama · b5 blanques alfil · a4 blanques peó · b4 blanques peó · d4 negres peó · f4 negres peó · g4 blanques dama · c3 negres torre · f3 blanques cavall · f2 blanques peó · g2 blanques peó · h2 blanques peó · e1 blanques torre · g1 blanques rei | b7 negres alfil · d7 negres cavall · e7 negres rei · f7 negres peó · h7 negres peó · e6 negres peó · f6 negres dama · b5 blanques alfil · a4 blanques peó · b4 blanques peó · d4 negres peó · f4 negres peó · g4 blanques dama · c3 negres torre · f3 blanques cavall · f2 blanques peó · g2 blanques peó · h2 blanques peó · e1 blanques torre · g1 blanques rei | b7 negres alfil · d7 negres cavall · e7 negres rei · f7 negres peó · h7 negres peó · e6 negres peó · f6 negres dama · b5 blanques alfil · a4 blanques peó · b4 blanques peó · d4 negres peó · f4 negres peó · g4 blanques dama · c3 negres torre · f3 blanques cavall · f2 blanques peó · g2 blanques peó · h2 blanques peó · e1 blanques torre · g1 blanques rei | b7 negres alfil · d7 negres cavall · e7 negres rei · f7 negres peó · h7 negres peó · e6 negres peó · f6 negres dama · b5 blanques alfil · a4 blanques peó · b4 blanques peó · d4 negres peó · f4 negres peó · g4 blanques dama · c3 negres torre · f3 blanques cavall · f2 blanques peó · g2 blanques peó · h2 blanques peó · e1 blanques torre · g1 blanques rei | b7 negres alfil · d7 negres cavall · e7 negres rei · f7 negres peó · h7 negres peó · e6 negres peó · f6 negres dama · b5 blanques alfil · a4 blanques peó · b4 blanques peó · d4 negres peó · f4 negres peó · g4 blanques dama · c3 negres torre · f3 blanques cavall · f2 blanques peó · g2 blanques peó · h2 blanques peó · e1 blanques torre · g1 blanques rei | b7 negres alfil · d7 negres cavall · e7 negres rei · f7 negres peó · h7 negres peó · e6 negres peó · f6 negres dama · b5 blanques alfil · a4 blanques peó · b4 blanques peó · d4 negres peó · f4 negres peó · g4 blanques dama · c3 negres torre · f3 blanques cavall · f2 blanques peó · g2 blanques peó · h2 blanques peó · e1 blanques torre · g1 blanques rei | b7 negres alfil · d7 negres cavall · e7 negres rei · f7 negres peó · h7 negres peó · e6 negres peó · f6 negres dama · b5 blanques alfil · a4 blanques peó · b4 blanques peó · d4 negres peó · f4 negres peó · g4 blanques dama · c3 negres torre · f3 blanques cavall · f2 blanques peó · g2 blanques peó · h2 blanques peó · e1 blanques torre · g1 blanques rei | 1 |
|   | a | b | c | d | e | f | g | h |   |

Repetint la mateixa línia aguda que el va dur a la victòria a la tercera partida, Anand va esquivar qualsevol antídot que en Kràmnik hagués preparat mitjançant la interpolació de 15...Tg8 abans d'Ad6. Si Kràmnik hagués continuat amb 16.Td1, Anand podria haver transposat a la partida precedent amb 16...Ad6 o bé haver jugat qualsevol altra alternativa, com ara 16...Ta5. En canvi, Kràmnik feu 16.Af4, i la partida es va desenvolupar equilibradament per ambdós jugadors. Cap a la jugada 28 Anand estava una mica millor, i Kràmnik va cometre un greu error amb 29.Cxd4?? (probablement sense adonar-se de 34... Ce3!), que perd com a mínim una peça i per tant, la partida.
Gambit de dama, Variant Merano, D49
1.d4 d5 2.c4 c6 3.Nf3 Nf6 4.Nc3 e6 5.e3 Nbd7 6.Bd3 dxc4 7.Bxc4 b5 8.Bd3 a6 9.e4 c5 10.e5 cxd4 11.Nxb5 axb5 12.exf6 gxf6 13.O-O Qb6 14.Qe2 Bb7 15.Bxb5 Rg8 16.Bf4 Bd6 17.Bg3 f5 18.Rfc1 f4 19.Bh4 Be7 20.a4 Bxh4 21.Nxh4 Ke7 22.Ra3 Rac8 23.Rxc8 Rxc8 24.Ra1 Qc5 25.Qg4 Qe5 26.Nf3 Qf6 27.Re1 Rc5 28.b4 Rc3 29.Nxd4 Qxd4 30.Rd1 Nf6 31.Rxd4 Nxg4 32.Rd7+ Kf6 33.Rxb7 Rc1+ 34.Bf1 Ne3 35.fxe3 fxe3 0–1

### Partida 6, Anand–Kramnik, 1–0
La partida 6 va ser una altra victòria d'Anand, que va jugar una novetat en la Nimzo-Índia (9 h3). Kramnik, en una situació difícil, va sacrificar un peó amb 18...c5?!, però no va funcionar i no en va obtenir suficient compensació. Anand a continuació va convertir l'avantatge de peó en victòria.
Defensa Nimzo-Índia, E34
1.d4 Nf6 2.c4 e6 3.Nc3 Bb4 4.Qc2 d5 5.cxd5 Qxd5 6.Nf3 Qf5 7.Qb3 Nc6 8.Bd2 O-O 9.h3 b6 10.g4 Qa5 11.Rc1 Bb7 12.a3 Bxc3 13.Bxc3 Qd5 14.Qxd5 Nxd5 15.Bd2 Nf6 16.Rg1 Rac8 17.Bg2 Ne7 18.Bb4 c5 19.dxc5 Rfd8 20.Ne5 Bxg2 21.Rxg2 bxc5 22.Rxc5 Ne4 23.Rxc8 Rxc8 24.Nd3 Nd5 25.Bd2 Rc2 26.Bc1 f5 27.Kd1 Rc8 28.f3 Nd6 29.Ke1 a5 30.e3 e5 31.gxf5 e4 32.fxe4 Nxe4 33.Bd2 a4 34.Nf2 Nd6 35.Rg4 Nc4 36.e4 Nf6 37.Rg3 Nxb2 38.e5 Nd5 39.f6 Kf7 40.Ne4 Nc4 41.fxg7 Kg8 42.Rd3 Ndb6 43.Bh6 Nxe5 44.Nf6+ Kf7 45.Rc3 Rxc3 46.g8=Q+ Kxf6 47.Bg7+ 1–0

### Partida 7, Anand–Kramnik, ½–½
|   | a | b | c | d | e | f | g | h |   |
| 8 | f7 negres rei · g7 negres peó · b6 negres peó · e6 negres peó · a5 negres peó · b5 blanques peó · c5 negres torre · e5 blanques peó · g5 negres peó · a4 blanques peó · g4 blanques peó · c3 blanques torre · d3 blanques rei · e3 blanques peó · h3 blanques peó | f7 negres rei · g7 negres peó · b6 negres peó · e6 negres peó · a5 negres peó · b5 blanques peó · c5 negres torre · e5 blanques peó · g5 negres peó · a4 blanques peó · g4 blanques peó · c3 blanques torre · d3 blanques rei · e3 blanques peó · h3 blanques peó | f7 negres rei · g7 negres peó · b6 negres peó · e6 negres peó · a5 negres peó · b5 blanques peó · c5 negres torre · e5 blanques peó · g5 negres peó · a4 blanques peó · g4 blanques peó · c3 blanques torre · d3 blanques rei · e3 blanques peó · h3 blanques peó | f7 negres rei · g7 negres peó · b6 negres peó · e6 negres peó · a5 negres peó · b5 blanques peó · c5 negres torre · e5 blanques peó · g5 negres peó · a4 blanques peó · g4 blanques peó · c3 blanques torre · d3 blanques rei · e3 blanques peó · h3 blanques peó | f7 negres rei · g7 negres peó · b6 negres peó · e6 negres peó · a5 negres peó · b5 blanques peó · c5 negres torre · e5 blanques peó · g5 negres peó · a4 blanques peó · g4 blanques peó · c3 blanques torre · d3 blanques rei · e3 blanques peó · h3 blanques peó | f7 negres rei · g7 negres peó · b6 negres peó · e6 negres peó · a5 negres peó · b5 blanques peó · c5 negres torre · e5 blanques peó · g5 negres peó · a4 blanques peó · g4 blanques peó · c3 blanques torre · d3 blanques rei · e3 blanques peó · h3 blanques peó | f7 negres rei · g7 negres peó · b6 negres peó · e6 negres peó · a5 negres peó · b5 blanques peó · c5 negres torre · e5 blanques peó · g5 negres peó · a4 blanques peó · g4 blanques peó · c3 blanques torre · d3 blanques rei · e3 blanques peó · h3 blanques peó | f7 negres rei · g7 negres peó · b6 negres peó · e6 negres peó · a5 negres peó · b5 blanques peó · c5 negres torre · e5 blanques peó · g5 negres peó · a4 blanques peó · g4 blanques peó · c3 blanques torre · d3 blanques rei · e3 blanques peó · h3 blanques peó | 8 |
| 7 | f7 negres rei · g7 negres peó · b6 negres peó · e6 negres peó · a5 negres peó · b5 blanques peó · c5 negres torre · e5 blanques peó · g5 negres peó · a4 blanques peó · g4 blanques peó · c3 blanques torre · d3 blanques rei · e3 blanques peó · h3 blanques peó | f7 negres rei · g7 negres peó · b6 negres peó · e6 negres peó · a5 negres peó · b5 blanques peó · c5 negres torre · e5 blanques peó · g5 negres peó · a4 blanques peó · g4 blanques peó · c3 blanques torre · d3 blanques rei · e3 blanques peó · h3 blanques peó | f7 negres rei · g7 negres peó · b6 negres peó · e6 negres peó · a5 negres peó · b5 blanques peó · c5 negres torre · e5 blanques peó · g5 negres peó · a4 blanques peó · g4 blanques peó · c3 blanques torre · d3 blanques rei · e3 blanques peó · h3 blanques peó | f7 negres rei · g7 negres peó · b6 negres peó · e6 negres peó · a5 negres peó · b5 blanques peó · c5 negres torre · e5 blanques peó · g5 negres peó · a4 blanques peó · g4 blanques peó · c3 blanques torre · d3 blanques rei · e3 blanques peó · h3 blanques peó | f7 negres rei · g7 negres peó · b6 negres peó · e6 negres peó · a5 negres peó · b5 blanques peó · c5 negres torre · e5 blanques peó · g5 negres peó · a4 blanques peó · g4 blanques peó · c3 blanques torre · d3 blanques rei · e3 blanques peó · h3 blanques peó | f7 negres rei · g7 negres peó · b6 negres peó · e6 negres peó · a5 negres peó · b5 blanques peó · c5 negres torre · e5 blanques peó · g5 negres peó · a4 blanques peó · g4 blanques peó · c3 blanques torre · d3 blanques rei · e3 blanques peó · h3 blanques peó | f7 negres rei · g7 negres peó · b6 negres peó · e6 negres peó · a5 negres peó · b5 blanques peó · c5 negres torre · e5 blanques peó · g5 negres peó · a4 blanques peó · g4 blanques peó · c3 blanques torre · d3 blanques rei · e3 blanques peó · h3 blanques peó | f7 negres rei · g7 negres peó · b6 negres peó · e6 negres peó · a5 negres peó · b5 blanques peó · c5 negres torre · e5 blanques peó · g5 negres peó · a4 blanques peó · g4 blanques peó · c3 blanques torre · d3 blanques rei · e3 blanques peó · h3 blanques peó | 7 |
| 6 | f7 negres rei · g7 negres peó · b6 negres peó · e6 negres peó · a5 negres peó · b5 blanques peó · c5 negres torre · e5 blanques peó · g5 negres peó · a4 blanques peó · g4 blanques peó · c3 blanques torre · d3 blanques rei · e3 blanques peó · h3 blanques peó | f7 negres rei · g7 negres peó · b6 negres peó · e6 negres peó · a5 negres peó · b5 blanques peó · c5 negres torre · e5 blanques peó · g5 negres peó · a4 blanques peó · g4 blanques peó · c3 blanques torre · d3 blanques rei · e3 blanques peó · h3 blanques peó | f7 negres rei · g7 negres peó · b6 negres peó · e6 negres peó · a5 negres peó · b5 blanques peó · c5 negres torre · e5 blanques peó · g5 negres peó · a4 blanques peó · g4 blanques peó · c3 blanques torre · d3 blanques rei · e3 blanques peó · h3 blanques peó | f7 negres rei · g7 negres peó · b6 negres peó · e6 negres peó · a5 negres peó · b5 blanques peó · c5 negres torre · e5 blanques peó · g5 negres peó · a4 blanques peó · g4 blanques peó · c3 blanques torre · d3 blanques rei · e3 blanques peó · h3 blanques peó | f7 negres rei · g7 negres peó · b6 negres peó · e6 negres peó · a5 negres peó · b5 blanques peó · c5 negres torre · e5 blanques peó · g5 negres peó · a4 blanques peó · g4 blanques peó · c3 blanques torre · d3 blanques rei · e3 blanques peó · h3 blanques peó | f7 negres rei · g7 negres peó · b6 negres peó · e6 negres peó · a5 negres peó · b5 blanques peó · c5 negres torre · e5 blanques peó · g5 negres peó · a4 blanques peó · g4 blanques peó · c3 blanques torre · d3 blanques rei · e3 blanques peó · h3 blanques peó | f7 negres rei · g7 negres peó · b6 negres peó · e6 negres peó · a5 negres peó · b5 blanques peó · c5 negres torre · e5 blanques peó · g5 negres peó · a4 blanques peó · g4 blanques peó · c3 blanques torre · d3 blanques rei · e3 blanques peó · h3 blanques peó | f7 negres rei · g7 negres peó · b6 negres peó · e6 negres peó · a5 negres peó · b5 blanques peó · c5 negres torre · e5 blanques peó · g5 negres peó · a4 blanques peó · g4 blanques peó · c3 blanques torre · d3 blanques rei · e3 blanques peó · h3 blanques peó | 6 |
| 5 | f7 negres rei · g7 negres peó · b6 negres peó · e6 negres peó · a5 negres peó · b5 blanques peó · c5 negres torre · e5 blanques peó · g5 negres peó · a4 blanques peó · g4 blanques peó · c3 blanques torre · d3 blanques rei · e3 blanques peó · h3 blanques peó | f7 negres rei · g7 negres peó · b6 negres peó · e6 negres peó · a5 negres peó · b5 blanques peó · c5 negres torre · e5 blanques peó · g5 negres peó · a4 blanques peó · g4 blanques peó · c3 blanques torre · d3 blanques rei · e3 blanques peó · h3 blanques peó | f7 negres rei · g7 negres peó · b6 negres peó · e6 negres peó · a5 negres peó · b5 blanques peó · c5 negres torre · e5 blanques peó · g5 negres peó · a4 blanques peó · g4 blanques peó · c3 blanques torre · d3 blanques rei · e3 blanques peó · h3 blanques peó | f7 negres rei · g7 negres peó · b6 negres peó · e6 negres peó · a5 negres peó · b5 blanques peó · c5 negres torre · e5 blanques peó · g5 negres peó · a4 blanques peó · g4 blanques peó · c3 blanques torre · d3 blanques rei · e3 blanques peó · h3 blanques peó | f7 negres rei · g7 negres peó · b6 negres peó · e6 negres peó · a5 negres peó · b5 blanques peó · c5 negres torre · e5 blanques peó · g5 negres peó · a4 blanques peó · g4 blanques peó · c3 blanques torre · d3 blanques rei · e3 blanques peó · h3 blanques peó | f7 negres rei · g7 negres peó · b6 negres peó · e6 negres peó · a5 negres peó · b5 blanques peó · c5 negres torre · e5 blanques peó · g5 negres peó · a4 blanques peó · g4 blanques peó · c3 blanques torre · d3 blanques rei · e3 blanques peó · h3 blanques peó | f7 negres rei · g7 negres peó · b6 negres peó · e6 negres peó · a5 negres peó · b5 blanques peó · c5 negres torre · e5 blanques peó · g5 negres peó · a4 blanques peó · g4 blanques peó · c3 blanques torre · d3 blanques rei · e3 blanques peó · h3 blanques peó | f7 negres rei · g7 negres peó · b6 negres peó · e6 negres peó · a5 negres peó · b5 blanques peó · c5 negres torre · e5 blanques peó · g5 negres peó · a4 blanques peó · g4 blanques peó · c3 blanques torre · d3 blanques rei · e3 blanques peó · h3 blanques peó | 5 |
| 4 | f7 negres rei · g7 negres peó · b6 negres peó · e6 negres peó · a5 negres peó · b5 blanques peó · c5 negres torre · e5 blanques peó · g5 negres peó · a4 blanques peó · g4 blanques peó · c3 blanques torre · d3 blanques rei · e3 blanques peó · h3 blanques peó | f7 negres rei · g7 negres peó · b6 negres peó · e6 negres peó · a5 negres peó · b5 blanques peó · c5 negres torre · e5 blanques peó · g5 negres peó · a4 blanques peó · g4 blanques peó · c3 blanques torre · d3 blanques rei · e3 blanques peó · h3 blanques peó | f7 negres rei · g7 negres peó · b6 negres peó · e6 negres peó · a5 negres peó · b5 blanques peó · c5 negres torre · e5 blanques peó · g5 negres peó · a4 blanques peó · g4 blanques peó · c3 blanques torre · d3 blanques rei · e3 blanques peó · h3 blanques peó | f7 negres rei · g7 negres peó · b6 negres peó · e6 negres peó · a5 negres peó · b5 blanques peó · c5 negres torre · e5 blanques peó · g5 negres peó · a4 blanques peó · g4 blanques peó · c3 blanques torre · d3 blanques rei · e3 blanques peó · h3 blanques peó | f7 negres rei · g7 negres peó · b6 negres peó · e6 negres peó · a5 negres peó · b5 blanques peó · c5 negres torre · e5 blanques peó · g5 negres peó · a4 blanques peó · g4 blanques peó · c3 blanques torre · d3 blanques rei · e3 blanques peó · h3 blanques peó | f7 negres rei · g7 negres peó · b6 negres peó · e6 negres peó · a5 negres peó · b5 blanques peó · c5 negres torre · e5 blanques peó · g5 negres peó · a4 blanques peó · g4 blanques peó · c3 blanques torre · d3 blanques rei · e3 blanques peó · h3 blanques peó | f7 negres rei · g7 negres peó · b6 negres peó · e6 negres peó · a5 negres peó · b5 blanques peó · c5 negres torre · e5 blanques peó · g5 negres peó · a4 blanques peó · g4 blanques peó · c3 blanques torre · d3 blanques rei · e3 blanques peó · h3 blanques peó | f7 negres rei · g7 negres peó · b6 negres peó · e6 negres peó · a5 negres peó · b5 blanques peó · c5 negres torre · e5 blanques peó · g5 negres peó · a4 blanques peó · g4 blanques peó · c3 blanques torre · d3 blanques rei · e3 blanques peó · h3 blanques peó | 4 |
| 3 | f7 negres rei · g7 negres peó · b6 negres peó · e6 negres peó · a5 negres peó · b5 blanques peó · c5 negres torre · e5 blanques peó · g5 negres peó · a4 blanques peó · g4 blanques peó · c3 blanques torre · d3 blanques rei · e3 blanques peó · h3 blanques peó | f7 negres rei · g7 negres peó · b6 negres peó · e6 negres peó · a5 negres peó · b5 blanques peó · c5 negres torre · e5 blanques peó · g5 negres peó · a4 blanques peó · g4 blanques peó · c3 blanques torre · d3 blanques rei · e3 blanques peó · h3 blanques peó | f7 negres rei · g7 negres peó · b6 negres peó · e6 negres peó · a5 negres peó · b5 blanques peó · c5 negres torre · e5 blanques peó · g5 negres peó · a4 blanques peó · g4 blanques peó · c3 blanques torre · d3 blanques rei · e3 blanques peó · h3 blanques peó | f7 negres rei · g7 negres peó · b6 negres peó · e6 negres peó · a5 negres peó · b5 blanques peó · c5 negres torre · e5 blanques peó · g5 negres peó · a4 blanques peó · g4 blanques peó · c3 blanques torre · d3 blanques rei · e3 blanques peó · h3 blanques peó | f7 negres rei · g7 negres peó · b6 negres peó · e6 negres peó · a5 negres peó · b5 blanques peó · c5 negres torre · e5 blanques peó · g5 negres peó · a4 blanques peó · g4 blanques peó · c3 blanques torre · d3 blanques rei · e3 blanques peó · h3 blanques peó | f7 negres rei · g7 negres peó · b6 negres peó · e6 negres peó · a5 negres peó · b5 blanques peó · c5 negres torre · e5 blanques peó · g5 negres peó · a4 blanques peó · g4 blanques peó · c3 blanques torre · d3 blanques rei · e3 blanques peó · h3 blanques peó | f7 negres rei · g7 negres peó · b6 negres peó · e6 negres peó · a5 negres peó · b5 blanques peó · c5 negres torre · e5 blanques peó · g5 negres peó · a4 blanques peó · g4 blanques peó · c3 blanques torre · d3 blanques rei · e3 blanques peó · h3 blanques peó | f7 negres rei · g7 negres peó · b6 negres peó · e6 negres peó · a5 negres peó · b5 blanques peó · c5 negres torre · e5 blanques peó · g5 negres peó · a4 blanques peó · g4 blanques peó · c3 blanques torre · d3 blanques rei · e3 blanques peó · h3 blanques peó | 3 |
| 2 | f7 negres rei · g7 negres peó · b6 negres peó · e6 negres peó · a5 negres peó · b5 blanques peó · c5 negres torre · e5 blanques peó · g5 negres peó · a4 blanques peó · g4 blanques peó · c3 blanques torre · d3 blanques rei · e3 blanques peó · h3 blanques peó | f7 negres rei · g7 negres peó · b6 negres peó · e6 negres peó · a5 negres peó · b5 blanques peó · c5 negres torre · e5 blanques peó · g5 negres peó · a4 blanques peó · g4 blanques peó · c3 blanques torre · d3 blanques rei · e3 blanques peó · h3 blanques peó | f7 negres rei · g7 negres peó · b6 negres peó · e6 negres peó · a5 negres peó · b5 blanques peó · c5 negres torre · e5 blanques peó · g5 negres peó · a4 blanques peó · g4 blanques peó · c3 blanques torre · d3 blanques rei · e3 blanques peó · h3 blanques peó | f7 negres rei · g7 negres peó · b6 negres peó · e6 negres peó · a5 negres peó · b5 blanques peó · c5 negres torre · e5 blanques peó · g5 negres peó · a4 blanques peó · g4 blanques peó · c3 blanques torre · d3 blanques rei · e3 blanques peó · h3 blanques peó | f7 negres rei · g7 negres peó · b6 negres peó · e6 negres peó · a5 negres peó · b5 blanques peó · c5 negres torre · e5 blanques peó · g5 negres peó · a4 blanques peó · g4 blanques peó · c3 blanques torre · d3 blanques rei · e3 blanques peó · h3 blanques peó | f7 negres rei · g7 negres peó · b6 negres peó · e6 negres peó · a5 negres peó · b5 blanques peó · c5 negres torre · e5 blanques peó · g5 negres peó · a4 blanques peó · g4 blanques peó · c3 blanques torre · d3 blanques rei · e3 blanques peó · h3 blanques peó | f7 negres rei · g7 negres peó · b6 negres peó · e6 negres peó · a5 negres peó · b5 blanques peó · c5 negres torre · e5 blanques peó · g5 negres peó · a4 blanques peó · g4 blanques peó · c3 blanques torre · d3 blanques rei · e3 blanques peó · h3 blanques peó | f7 negres rei · g7 negres peó · b6 negres peó · e6 negres peó · a5 negres peó · b5 blanques peó · c5 negres torre · e5 blanques peó · g5 negres peó · a4 blanques peó · g4 blanques peó · c3 blanques torre · d3 blanques rei · e3 blanques peó · h3 blanques peó | 2 |
| 1 | f7 negres rei · g7 negres peó · b6 negres peó · e6 negres peó · a5 negres peó · b5 blanques peó · c5 negres torre · e5 blanques peó · g5 negres peó · a4 blanques peó · g4 blanques peó · c3 blanques torre · d3 blanques rei · e3 blanques peó · h3 blanques peó | f7 negres rei · g7 negres peó · b6 negres peó · e6 negres peó · a5 negres peó · b5 blanques peó · c5 negres torre · e5 blanques peó · g5 negres peó · a4 blanques peó · g4 blanques peó · c3 blanques torre · d3 blanques rei · e3 blanques peó · h3 blanques peó | f7 negres rei · g7 negres peó · b6 negres peó · e6 negres peó · a5 negres peó · b5 blanques peó · c5 negres torre · e5 blanques peó · g5 negres peó · a4 blanques peó · g4 blanques peó · c3 blanques torre · d3 blanques rei · e3 blanques peó · h3 blanques peó | f7 negres rei · g7 negres peó · b6 negres peó · e6 negres peó · a5 negres peó · b5 blanques peó · c5 negres torre · e5 blanques peó · g5 negres peó · a4 blanques peó · g4 blanques peó · c3 blanques torre · d3 blanques rei · e3 blanques peó · h3 blanques peó | f7 negres rei · g7 negres peó · b6 negres peó · e6 negres peó · a5 negres peó · b5 blanques peó · c5 negres torre · e5 blanques peó · g5 negres peó · a4 blanques peó · g4 blanques peó · c3 blanques torre · d3 blanques rei · e3 blanques peó · h3 blanques peó | f7 negres rei · g7 negres peó · b6 negres peó · e6 negres peó · a5 negres peó · b5 blanques peó · c5 negres torre · e5 blanques peó · g5 negres peó · a4 blanques peó · g4 blanques peó · c3 blanques torre · d3 blanques rei · e3 blanques peó · h3 blanques peó | f7 negres rei · g7 negres peó · b6 negres peó · e6 negres peó · a5 negres peó · b5 blanques peó · c5 negres torre · e5 blanques peó · g5 negres peó · a4 blanques peó · g4 blanques peó · c3 blanques torre · d3 blanques rei · e3 blanques peó · h3 blanques peó | f7 negres rei · g7 negres peó · b6 negres peó · e6 negres peó · a5 negres peó · b5 blanques peó · c5 negres torre · e5 blanques peó · g5 negres peó · a4 blanques peó · g4 blanques peó · c3 blanques torre · d3 blanques rei · e3 blanques peó · h3 blanques peó | 1 |
|   | a | b | c | d | e | f | g | h |   |

Kràmnik va triar la defensa Eslava, i va obtnenir una posició lleugerament inferior. ('Kràmnik va dir que aquesta "podria no haver estat la millor elecció" atès el seu desavantatge en el marcador, però "no és tan fàcil d'aconseguir possibilitats de guanyar" amb negres contra 1.d4.') Kràmnik va oferir taules a la jugada 21, però Anand les declinà. Kramnikm que estava sota pressió, va sacrificar un peó per tal d'aconseguir un final de taules.
defensa eslava, D19
1.d4 d5 2.c4 c6 3.Nf3 Nf6 4.Nc3 dxc4 5.a4 Bf5 6.e3 e6 7.Bxc4 Bb4 8.O-O Nbd7 9.Qe2 Bg6 10.e4 O-O 11.Bd3 Bh5 12.e5 Nd5 13.Nxd5 cxd5 14.Qe3 Re8 15.Ne1 Bg6 16.Bxg6 hxg6 17.Nd3 Qb6 18.Nxb4 Qxb4 19.b3 Rac8 20.Ba3 Qc3 21.Rac1 Qxe3 22.fxe3 f6 23.Bd6 g5 24.h3 Kf7 25.Kf2 Kg6 26.Ke2 fxe5 27.dxe5 b6 28.b4 Rc4 29.Rxc4 dxc4 30.Rc1 Rc8 31.g4 a5 32.b5 c3 33.Rc2 Kf7 34.Kd3 Nc5+ 35.Bxc5 Rxc5 36.Rxc3 Rxc3+ ½–½

### Partida 8, Kramnik–Anand, ½–½
Gambit de dama refusat, Variant Viena, D39
1.d4 Nf6 2.c4 e6 3.Nf3 d5 4.Nc3 dxc4 5.e4 Bb4 6.Bg5 c5 7.Bxc4 cxd4 8.Nxd4 Qa5 9.Bb5+ Bd7 10.Bxf6 Bxb5 11.Ndxb5 gxf6 12.O-O Nc6 13.a3 Bxc3 14.Nxc3 Rg8 15.f4 Rd8 16.Qe1 Qb6+ 17.Rf2 Rd3 18.Qe2 Qd4 19.Re1 a6 20.Kh1 Kf8 21.Ref1 Rg6 22.g3 Kg7 23.Rd1 Rxd1+ 24.Nxd1 Kh8 25.Nc3 Rg8 26.Kg2 Rd8 27.Qh5 Kg7 28.Qg4+ Kh8 29.Qh5 Kg7 30.Qg4+ Kh8 31.Qh4 Kg7 32.e5 f5 33.Qf6+ Kg8 34.Qg5+ Kh8 35.Qf6+ Kg8 36.Re2 Qc4 37.Qg5+ Kh8 38.Qf6+ Kg8 39.Qg5+ Kh8 ½–½

### Partida 9, Anand–Kramnik, ½–½
|   | a | b | c | d | e | f | g | h |   |
| 8 | b8 negres alfil · f8 negres torre · h8 negres rei · b7 blanques dama · e6 negres peó · h6 negres peó · a5 negres peó · e5 negres dama · f5 negres peó · b3 blanques peó · c3 negres torre · d3 blanques alfil · g3 blanques peó · h2 blanques peó · d1 blanques torre · f1 blanques torre · h1 blanques rei | b8 negres alfil · f8 negres torre · h8 negres rei · b7 blanques dama · e6 negres peó · h6 negres peó · a5 negres peó · e5 negres dama · f5 negres peó · b3 blanques peó · c3 negres torre · d3 blanques alfil · g3 blanques peó · h2 blanques peó · d1 blanques torre · f1 blanques torre · h1 blanques rei | b8 negres alfil · f8 negres torre · h8 negres rei · b7 blanques dama · e6 negres peó · h6 negres peó · a5 negres peó · e5 negres dama · f5 negres peó · b3 blanques peó · c3 negres torre · d3 blanques alfil · g3 blanques peó · h2 blanques peó · d1 blanques torre · f1 blanques torre · h1 blanques rei | b8 negres alfil · f8 negres torre · h8 negres rei · b7 blanques dama · e6 negres peó · h6 negres peó · a5 negres peó · e5 negres dama · f5 negres peó · b3 blanques peó · c3 negres torre · d3 blanques alfil · g3 blanques peó · h2 blanques peó · d1 blanques torre · f1 blanques torre · h1 blanques rei | b8 negres alfil · f8 negres torre · h8 negres rei · b7 blanques dama · e6 negres peó · h6 negres peó · a5 negres peó · e5 negres dama · f5 negres peó · b3 blanques peó · c3 negres torre · d3 blanques alfil · g3 blanques peó · h2 blanques peó · d1 blanques torre · f1 blanques torre · h1 blanques rei | b8 negres alfil · f8 negres torre · h8 negres rei · b7 blanques dama · e6 negres peó · h6 negres peó · a5 negres peó · e5 negres dama · f5 negres peó · b3 blanques peó · c3 negres torre · d3 blanques alfil · g3 blanques peó · h2 blanques peó · d1 blanques torre · f1 blanques torre · h1 blanques rei | b8 negres alfil · f8 negres torre · h8 negres rei · b7 blanques dama · e6 negres peó · h6 negres peó · a5 negres peó · e5 negres dama · f5 negres peó · b3 blanques peó · c3 negres torre · d3 blanques alfil · g3 blanques peó · h2 blanques peó · d1 blanques torre · f1 blanques torre · h1 blanques rei | b8 negres alfil · f8 negres torre · h8 negres rei · b7 blanques dama · e6 negres peó · h6 negres peó · a5 negres peó · e5 negres dama · f5 negres peó · b3 blanques peó · c3 negres torre · d3 blanques alfil · g3 blanques peó · h2 blanques peó · d1 blanques torre · f1 blanques torre · h1 blanques rei | 8 |
| 7 | b8 negres alfil · f8 negres torre · h8 negres rei · b7 blanques dama · e6 negres peó · h6 negres peó · a5 negres peó · e5 negres dama · f5 negres peó · b3 blanques peó · c3 negres torre · d3 blanques alfil · g3 blanques peó · h2 blanques peó · d1 blanques torre · f1 blanques torre · h1 blanques rei | b8 negres alfil · f8 negres torre · h8 negres rei · b7 blanques dama · e6 negres peó · h6 negres peó · a5 negres peó · e5 negres dama · f5 negres peó · b3 blanques peó · c3 negres torre · d3 blanques alfil · g3 blanques peó · h2 blanques peó · d1 blanques torre · f1 blanques torre · h1 blanques rei | b8 negres alfil · f8 negres torre · h8 negres rei · b7 blanques dama · e6 negres peó · h6 negres peó · a5 negres peó · e5 negres dama · f5 negres peó · b3 blanques peó · c3 negres torre · d3 blanques alfil · g3 blanques peó · h2 blanques peó · d1 blanques torre · f1 blanques torre · h1 blanques rei | b8 negres alfil · f8 negres torre · h8 negres rei · b7 blanques dama · e6 negres peó · h6 negres peó · a5 negres peó · e5 negres dama · f5 negres peó · b3 blanques peó · c3 negres torre · d3 blanques alfil · g3 blanques peó · h2 blanques peó · d1 blanques torre · f1 blanques torre · h1 blanques rei | b8 negres alfil · f8 negres torre · h8 negres rei · b7 blanques dama · e6 negres peó · h6 negres peó · a5 negres peó · e5 negres dama · f5 negres peó · b3 blanques peó · c3 negres torre · d3 blanques alfil · g3 blanques peó · h2 blanques peó · d1 blanques torre · f1 blanques torre · h1 blanques rei | b8 negres alfil · f8 negres torre · h8 negres rei · b7 blanques dama · e6 negres peó · h6 negres peó · a5 negres peó · e5 negres dama · f5 negres peó · b3 blanques peó · c3 negres torre · d3 blanques alfil · g3 blanques peó · h2 blanques peó · d1 blanques torre · f1 blanques torre · h1 blanques rei | b8 negres alfil · f8 negres torre · h8 negres rei · b7 blanques dama · e6 negres peó · h6 negres peó · a5 negres peó · e5 negres dama · f5 negres peó · b3 blanques peó · c3 negres torre · d3 blanques alfil · g3 blanques peó · h2 blanques peó · d1 blanques torre · f1 blanques torre · h1 blanques rei | b8 negres alfil · f8 negres torre · h8 negres rei · b7 blanques dama · e6 negres peó · h6 negres peó · a5 negres peó · e5 negres dama · f5 negres peó · b3 blanques peó · c3 negres torre · d3 blanques alfil · g3 blanques peó · h2 blanques peó · d1 blanques torre · f1 blanques torre · h1 blanques rei | 7 |
| 6 | b8 negres alfil · f8 negres torre · h8 negres rei · b7 blanques dama · e6 negres peó · h6 negres peó · a5 negres peó · e5 negres dama · f5 negres peó · b3 blanques peó · c3 negres torre · d3 blanques alfil · g3 blanques peó · h2 blanques peó · d1 blanques torre · f1 blanques torre · h1 blanques rei | b8 negres alfil · f8 negres torre · h8 negres rei · b7 blanques dama · e6 negres peó · h6 negres peó · a5 negres peó · e5 negres dama · f5 negres peó · b3 blanques peó · c3 negres torre · d3 blanques alfil · g3 blanques peó · h2 blanques peó · d1 blanques torre · f1 blanques torre · h1 blanques rei | b8 negres alfil · f8 negres torre · h8 negres rei · b7 blanques dama · e6 negres peó · h6 negres peó · a5 negres peó · e5 negres dama · f5 negres peó · b3 blanques peó · c3 negres torre · d3 blanques alfil · g3 blanques peó · h2 blanques peó · d1 blanques torre · f1 blanques torre · h1 blanques rei | b8 negres alfil · f8 negres torre · h8 negres rei · b7 blanques dama · e6 negres peó · h6 negres peó · a5 negres peó · e5 negres dama · f5 negres peó · b3 blanques peó · c3 negres torre · d3 blanques alfil · g3 blanques peó · h2 blanques peó · d1 blanques torre · f1 blanques torre · h1 blanques rei | b8 negres alfil · f8 negres torre · h8 negres rei · b7 blanques dama · e6 negres peó · h6 negres peó · a5 negres peó · e5 negres dama · f5 negres peó · b3 blanques peó · c3 negres torre · d3 blanques alfil · g3 blanques peó · h2 blanques peó · d1 blanques torre · f1 blanques torre · h1 blanques rei | b8 negres alfil · f8 negres torre · h8 negres rei · b7 blanques dama · e6 negres peó · h6 negres peó · a5 negres peó · e5 negres dama · f5 negres peó · b3 blanques peó · c3 negres torre · d3 blanques alfil · g3 blanques peó · h2 blanques peó · d1 blanques torre · f1 blanques torre · h1 blanques rei | b8 negres alfil · f8 negres torre · h8 negres rei · b7 blanques dama · e6 negres peó · h6 negres peó · a5 negres peó · e5 negres dama · f5 negres peó · b3 blanques peó · c3 negres torre · d3 blanques alfil · g3 blanques peó · h2 blanques peó · d1 blanques torre · f1 blanques torre · h1 blanques rei | b8 negres alfil · f8 negres torre · h8 negres rei · b7 blanques dama · e6 negres peó · h6 negres peó · a5 negres peó · e5 negres dama · f5 negres peó · b3 blanques peó · c3 negres torre · d3 blanques alfil · g3 blanques peó · h2 blanques peó · d1 blanques torre · f1 blanques torre · h1 blanques rei | 6 |
| 5 | b8 negres alfil · f8 negres torre · h8 negres rei · b7 blanques dama · e6 negres peó · h6 negres peó · a5 negres peó · e5 negres dama · f5 negres peó · b3 blanques peó · c3 negres torre · d3 blanques alfil · g3 blanques peó · h2 blanques peó · d1 blanques torre · f1 blanques torre · h1 blanques rei | b8 negres alfil · f8 negres torre · h8 negres rei · b7 blanques dama · e6 negres peó · h6 negres peó · a5 negres peó · e5 negres dama · f5 negres peó · b3 blanques peó · c3 negres torre · d3 blanques alfil · g3 blanques peó · h2 blanques peó · d1 blanques torre · f1 blanques torre · h1 blanques rei | b8 negres alfil · f8 negres torre · h8 negres rei · b7 blanques dama · e6 negres peó · h6 negres peó · a5 negres peó · e5 negres dama · f5 negres peó · b3 blanques peó · c3 negres torre · d3 blanques alfil · g3 blanques peó · h2 blanques peó · d1 blanques torre · f1 blanques torre · h1 blanques rei | b8 negres alfil · f8 negres torre · h8 negres rei · b7 blanques dama · e6 negres peó · h6 negres peó · a5 negres peó · e5 negres dama · f5 negres peó · b3 blanques peó · c3 negres torre · d3 blanques alfil · g3 blanques peó · h2 blanques peó · d1 blanques torre · f1 blanques torre · h1 blanques rei | b8 negres alfil · f8 negres torre · h8 negres rei · b7 blanques dama · e6 negres peó · h6 negres peó · a5 negres peó · e5 negres dama · f5 negres peó · b3 blanques peó · c3 negres torre · d3 blanques alfil · g3 blanques peó · h2 blanques peó · d1 blanques torre · f1 blanques torre · h1 blanques rei | b8 negres alfil · f8 negres torre · h8 negres rei · b7 blanques dama · e6 negres peó · h6 negres peó · a5 negres peó · e5 negres dama · f5 negres peó · b3 blanques peó · c3 negres torre · d3 blanques alfil · g3 blanques peó · h2 blanques peó · d1 blanques torre · f1 blanques torre · h1 blanques rei | b8 negres alfil · f8 negres torre · h8 negres rei · b7 blanques dama · e6 negres peó · h6 negres peó · a5 negres peó · e5 negres dama · f5 negres peó · b3 blanques peó · c3 negres torre · d3 blanques alfil · g3 blanques peó · h2 blanques peó · d1 blanques torre · f1 blanques torre · h1 blanques rei | b8 negres alfil · f8 negres torre · h8 negres rei · b7 blanques dama · e6 negres peó · h6 negres peó · a5 negres peó · e5 negres dama · f5 negres peó · b3 blanques peó · c3 negres torre · d3 blanques alfil · g3 blanques peó · h2 blanques peó · d1 blanques torre · f1 blanques torre · h1 blanques rei | 5 |
| 4 | b8 negres alfil · f8 negres torre · h8 negres rei · b7 blanques dama · e6 negres peó · h6 negres peó · a5 negres peó · e5 negres dama · f5 negres peó · b3 blanques peó · c3 negres torre · d3 blanques alfil · g3 blanques peó · h2 blanques peó · d1 blanques torre · f1 blanques torre · h1 blanques rei | b8 negres alfil · f8 negres torre · h8 negres rei · b7 blanques dama · e6 negres peó · h6 negres peó · a5 negres peó · e5 negres dama · f5 negres peó · b3 blanques peó · c3 negres torre · d3 blanques alfil · g3 blanques peó · h2 blanques peó · d1 blanques torre · f1 blanques torre · h1 blanques rei | b8 negres alfil · f8 negres torre · h8 negres rei · b7 blanques dama · e6 negres peó · h6 negres peó · a5 negres peó · e5 negres dama · f5 negres peó · b3 blanques peó · c3 negres torre · d3 blanques alfil · g3 blanques peó · h2 blanques peó · d1 blanques torre · f1 blanques torre · h1 blanques rei | b8 negres alfil · f8 negres torre · h8 negres rei · b7 blanques dama · e6 negres peó · h6 negres peó · a5 negres peó · e5 negres dama · f5 negres peó · b3 blanques peó · c3 negres torre · d3 blanques alfil · g3 blanques peó · h2 blanques peó · d1 blanques torre · f1 blanques torre · h1 blanques rei | b8 negres alfil · f8 negres torre · h8 negres rei · b7 blanques dama · e6 negres peó · h6 negres peó · a5 negres peó · e5 negres dama · f5 negres peó · b3 blanques peó · c3 negres torre · d3 blanques alfil · g3 blanques peó · h2 blanques peó · d1 blanques torre · f1 blanques torre · h1 blanques rei | b8 negres alfil · f8 negres torre · h8 negres rei · b7 blanques dama · e6 negres peó · h6 negres peó · a5 negres peó · e5 negres dama · f5 negres peó · b3 blanques peó · c3 negres torre · d3 blanques alfil · g3 blanques peó · h2 blanques peó · d1 blanques torre · f1 blanques torre · h1 blanques rei | b8 negres alfil · f8 negres torre · h8 negres rei · b7 blanques dama · e6 negres peó · h6 negres peó · a5 negres peó · e5 negres dama · f5 negres peó · b3 blanques peó · c3 negres torre · d3 blanques alfil · g3 blanques peó · h2 blanques peó · d1 blanques torre · f1 blanques torre · h1 blanques rei | b8 negres alfil · f8 negres torre · h8 negres rei · b7 blanques dama · e6 negres peó · h6 negres peó · a5 negres peó · e5 negres dama · f5 negres peó · b3 blanques peó · c3 negres torre · d3 blanques alfil · g3 blanques peó · h2 blanques peó · d1 blanques torre · f1 blanques torre · h1 blanques rei | 4 |
| 3 | b8 negres alfil · f8 negres torre · h8 negres rei · b7 blanques dama · e6 negres peó · h6 negres peó · a5 negres peó · e5 negres dama · f5 negres peó · b3 blanques peó · c3 negres torre · d3 blanques alfil · g3 blanques peó · h2 blanques peó · d1 blanques torre · f1 blanques torre · h1 blanques rei | b8 negres alfil · f8 negres torre · h8 negres rei · b7 blanques dama · e6 negres peó · h6 negres peó · a5 negres peó · e5 negres dama · f5 negres peó · b3 blanques peó · c3 negres torre · d3 blanques alfil · g3 blanques peó · h2 blanques peó · d1 blanques torre · f1 blanques torre · h1 blanques rei | b8 negres alfil · f8 negres torre · h8 negres rei · b7 blanques dama · e6 negres peó · h6 negres peó · a5 negres peó · e5 negres dama · f5 negres peó · b3 blanques peó · c3 negres torre · d3 blanques alfil · g3 blanques peó · h2 blanques peó · d1 blanques torre · f1 blanques torre · h1 blanques rei | b8 negres alfil · f8 negres torre · h8 negres rei · b7 blanques dama · e6 negres peó · h6 negres peó · a5 negres peó · e5 negres dama · f5 negres peó · b3 blanques peó · c3 negres torre · d3 blanques alfil · g3 blanques peó · h2 blanques peó · d1 blanques torre · f1 blanques torre · h1 blanques rei | b8 negres alfil · f8 negres torre · h8 negres rei · b7 blanques dama · e6 negres peó · h6 negres peó · a5 negres peó · e5 negres dama · f5 negres peó · b3 blanques peó · c3 negres torre · d3 blanques alfil · g3 blanques peó · h2 blanques peó · d1 blanques torre · f1 blanques torre · h1 blanques rei | b8 negres alfil · f8 negres torre · h8 negres rei · b7 blanques dama · e6 negres peó · h6 negres peó · a5 negres peó · e5 negres dama · f5 negres peó · b3 blanques peó · c3 negres torre · d3 blanques alfil · g3 blanques peó · h2 blanques peó · d1 blanques torre · f1 blanques torre · h1 blanques rei | b8 negres alfil · f8 negres torre · h8 negres rei · b7 blanques dama · e6 negres peó · h6 negres peó · a5 negres peó · e5 negres dama · f5 negres peó · b3 blanques peó · c3 negres torre · d3 blanques alfil · g3 blanques peó · h2 blanques peó · d1 blanques torre · f1 blanques torre · h1 blanques rei | b8 negres alfil · f8 negres torre · h8 negres rei · b7 blanques dama · e6 negres peó · h6 negres peó · a5 negres peó · e5 negres dama · f5 negres peó · b3 blanques peó · c3 negres torre · d3 blanques alfil · g3 blanques peó · h2 blanques peó · d1 blanques torre · f1 blanques torre · h1 blanques rei | 3 |
| 2 | b8 negres alfil · f8 negres torre · h8 negres rei · b7 blanques dama · e6 negres peó · h6 negres peó · a5 negres peó · e5 negres dama · f5 negres peó · b3 blanques peó · c3 negres torre · d3 blanques alfil · g3 blanques peó · h2 blanques peó · d1 blanques torre · f1 blanques torre · h1 blanques rei | b8 negres alfil · f8 negres torre · h8 negres rei · b7 blanques dama · e6 negres peó · h6 negres peó · a5 negres peó · e5 negres dama · f5 negres peó · b3 blanques peó · c3 negres torre · d3 blanques alfil · g3 blanques peó · h2 blanques peó · d1 blanques torre · f1 blanques torre · h1 blanques rei | b8 negres alfil · f8 negres torre · h8 negres rei · b7 blanques dama · e6 negres peó · h6 negres peó · a5 negres peó · e5 negres dama · f5 negres peó · b3 blanques peó · c3 negres torre · d3 blanques alfil · g3 blanques peó · h2 blanques peó · d1 blanques torre · f1 blanques torre · h1 blanques rei | b8 negres alfil · f8 negres torre · h8 negres rei · b7 blanques dama · e6 negres peó · h6 negres peó · a5 negres peó · e5 negres dama · f5 negres peó · b3 blanques peó · c3 negres torre · d3 blanques alfil · g3 blanques peó · h2 blanques peó · d1 blanques torre · f1 blanques torre · h1 blanques rei | b8 negres alfil · f8 negres torre · h8 negres rei · b7 blanques dama · e6 negres peó · h6 negres peó · a5 negres peó · e5 negres dama · f5 negres peó · b3 blanques peó · c3 negres torre · d3 blanques alfil · g3 blanques peó · h2 blanques peó · d1 blanques torre · f1 blanques torre · h1 blanques rei | b8 negres alfil · f8 negres torre · h8 negres rei · b7 blanques dama · e6 negres peó · h6 negres peó · a5 negres peó · e5 negres dama · f5 negres peó · b3 blanques peó · c3 negres torre · d3 blanques alfil · g3 blanques peó · h2 blanques peó · d1 blanques torre · f1 blanques torre · h1 blanques rei | b8 negres alfil · f8 negres torre · h8 negres rei · b7 blanques dama · e6 negres peó · h6 negres peó · a5 negres peó · e5 negres dama · f5 negres peó · b3 blanques peó · c3 negres torre · d3 blanques alfil · g3 blanques peó · h2 blanques peó · d1 blanques torre · f1 blanques torre · h1 blanques rei | b8 negres alfil · f8 negres torre · h8 negres rei · b7 blanques dama · e6 negres peó · h6 negres peó · a5 negres peó · e5 negres dama · f5 negres peó · b3 blanques peó · c3 negres torre · d3 blanques alfil · g3 blanques peó · h2 blanques peó · d1 blanques torre · f1 blanques torre · h1 blanques rei | 2 |
| 1 | b8 negres alfil · f8 negres torre · h8 negres rei · b7 blanques dama · e6 negres peó · h6 negres peó · a5 negres peó · e5 negres dama · f5 negres peó · b3 blanques peó · c3 negres torre · d3 blanques alfil · g3 blanques peó · h2 blanques peó · d1 blanques torre · f1 blanques torre · h1 blanques rei | b8 negres alfil · f8 negres torre · h8 negres rei · b7 blanques dama · e6 negres peó · h6 negres peó · a5 negres peó · e5 negres dama · f5 negres peó · b3 blanques peó · c3 negres torre · d3 blanques alfil · g3 blanques peó · h2 blanques peó · d1 blanques torre · f1 blanques torre · h1 blanques rei | b8 negres alfil · f8 negres torre · h8 negres rei · b7 blanques dama · e6 negres peó · h6 negres peó · a5 negres peó · e5 negres dama · f5 negres peó · b3 blanques peó · c3 negres torre · d3 blanques alfil · g3 blanques peó · h2 blanques peó · d1 blanques torre · f1 blanques torre · h1 blanques rei | b8 negres alfil · f8 negres torre · h8 negres rei · b7 blanques dama · e6 negres peó · h6 negres peó · a5 negres peó · e5 negres dama · f5 negres peó · b3 blanques peó · c3 negres torre · d3 blanques alfil · g3 blanques peó · h2 blanques peó · d1 blanques torre · f1 blanques torre · h1 blanques rei | b8 negres alfil · f8 negres torre · h8 negres rei · b7 blanques dama · e6 negres peó · h6 negres peó · a5 negres peó · e5 negres dama · f5 negres peó · b3 blanques peó · c3 negres torre · d3 blanques alfil · g3 blanques peó · h2 blanques peó · d1 blanques torre · f1 blanques torre · h1 blanques rei | b8 negres alfil · f8 negres torre · h8 negres rei · b7 blanques dama · e6 negres peó · h6 negres peó · a5 negres peó · e5 negres dama · f5 negres peó · b3 blanques peó · c3 negres torre · d3 blanques alfil · g3 blanques peó · h2 blanques peó · d1 blanques torre · f1 blanques torre · h1 blanques rei | b8 negres alfil · f8 negres torre · h8 negres rei · b7 blanques dama · e6 negres peó · h6 negres peó · a5 negres peó · e5 negres dama · f5 negres peó · b3 blanques peó · c3 negres torre · d3 blanques alfil · g3 blanques peó · h2 blanques peó · d1 blanques torre · f1 blanques torre · h1 blanques rei | b8 negres alfil · f8 negres torre · h8 negres rei · b7 blanques dama · e6 negres peó · h6 negres peó · a5 negres peó · e5 negres dama · f5 negres peó · b3 blanques peó · c3 negres torre · d3 blanques alfil · g3 blanques peó · h2 blanques peó · d1 blanques torre · f1 blanques torre · h1 blanques rei | 1 |
|   | a | b | c | d | e | f | g | h |   |

Anand va estar a prop de ser derrotat en una tensa batalla teòrica del gambit Moscou. Anand va deixar passar una clara línia de taules (35.Af5!), només per veure com Kràmnik tornava el favor a continuació amb un error (35 ... Dc7?), després del qual Anand va poder empatar amb comoditat.
Defensa Semi-Eslava, D43
1.d4 d5 2.c4 e6 3.Nf3 Nf6 4.Nc3 c6 5.Bg5 h6 6.Bh4 dxc4 7.e4 g5 8.Bg3 b5 9.Be2 Bb7 10.Qc2 Nbd7 11.Rd1 Bb4 12.Ne5 Qe7 13.O-O Nxe5 14.Bxe5 O-O 15.Bxf6 Qxf6 16.f4 Qg7 17.e5 c5 18.Nxb5 cxd4 19.Qxc4 a5 20.Kh1 Rac8 21.Qxd4 gxf4 22.Bf3 Ba6 23.a4 Rc5 24.Qxf4 Rxe5 25.b3 Bxb5 26.axb5 Rxb5 27.Be4 Bc3 28.Bc2 Be5 29.Qf2 Bb8 30.Qf3 Rc5 31.Bd3 Rc3 32.g3 Kh8 33.Qb7 f5 34.Qb6 Qe5 35.Qb7 Qc7 36.Qxc7 Bxc7 37.Bc4 Re8 38.Rd7 a4 39.Rxc7 axb3 40.Rf2 Rb8 41.Rb2 h5 42.Kg2 h4 43.Rc6 hxg3 44.hxg3 Rg8 45.Rxe6 Rxc4 ½–½

### Partida 10, Kramnik–Anand, 1–0
|   | a | b | c | d | e | f | g | h |   |
| 8 | a8 negres torre · c8 negres torre · e8 negres dama · g8 negres rei · a7 negres peó · b7 blanques torre · g7 negres peó · h7 negres peó · d6 blanques dama · e6 negres alfil · f6 negres peó · a5 blanques peó · e5 negres peó · a4 negres cavall · c4 negres peó · e4 blanques peó · c3 blanques peó · e3 blanques alfil · g3 blanques peó · f2 blanques peó · h2 blanques peó · e1 blanques torre · f1 blanques alfil · g1 blanques rei | a8 negres torre · c8 negres torre · e8 negres dama · g8 negres rei · a7 negres peó · b7 blanques torre · g7 negres peó · h7 negres peó · d6 blanques dama · e6 negres alfil · f6 negres peó · a5 blanques peó · e5 negres peó · a4 negres cavall · c4 negres peó · e4 blanques peó · c3 blanques peó · e3 blanques alfil · g3 blanques peó · f2 blanques peó · h2 blanques peó · e1 blanques torre · f1 blanques alfil · g1 blanques rei | a8 negres torre · c8 negres torre · e8 negres dama · g8 negres rei · a7 negres peó · b7 blanques torre · g7 negres peó · h7 negres peó · d6 blanques dama · e6 negres alfil · f6 negres peó · a5 blanques peó · e5 negres peó · a4 negres cavall · c4 negres peó · e4 blanques peó · c3 blanques peó · e3 blanques alfil · g3 blanques peó · f2 blanques peó · h2 blanques peó · e1 blanques torre · f1 blanques alfil · g1 blanques rei | a8 negres torre · c8 negres torre · e8 negres dama · g8 negres rei · a7 negres peó · b7 blanques torre · g7 negres peó · h7 negres peó · d6 blanques dama · e6 negres alfil · f6 negres peó · a5 blanques peó · e5 negres peó · a4 negres cavall · c4 negres peó · e4 blanques peó · c3 blanques peó · e3 blanques alfil · g3 blanques peó · f2 blanques peó · h2 blanques peó · e1 blanques torre · f1 blanques alfil · g1 blanques rei | a8 negres torre · c8 negres torre · e8 negres dama · g8 negres rei · a7 negres peó · b7 blanques torre · g7 negres peó · h7 negres peó · d6 blanques dama · e6 negres alfil · f6 negres peó · a5 blanques peó · e5 negres peó · a4 negres cavall · c4 negres peó · e4 blanques peó · c3 blanques peó · e3 blanques alfil · g3 blanques peó · f2 blanques peó · h2 blanques peó · e1 blanques torre · f1 blanques alfil · g1 blanques rei | a8 negres torre · c8 negres torre · e8 negres dama · g8 negres rei · a7 negres peó · b7 blanques torre · g7 negres peó · h7 negres peó · d6 blanques dama · e6 negres alfil · f6 negres peó · a5 blanques peó · e5 negres peó · a4 negres cavall · c4 negres peó · e4 blanques peó · c3 blanques peó · e3 blanques alfil · g3 blanques peó · f2 blanques peó · h2 blanques peó · e1 blanques torre · f1 blanques alfil · g1 blanques rei | a8 negres torre · c8 negres torre · e8 negres dama · g8 negres rei · a7 negres peó · b7 blanques torre · g7 negres peó · h7 negres peó · d6 blanques dama · e6 negres alfil · f6 negres peó · a5 blanques peó · e5 negres peó · a4 negres cavall · c4 negres peó · e4 blanques peó · c3 blanques peó · e3 blanques alfil · g3 blanques peó · f2 blanques peó · h2 blanques peó · e1 blanques torre · f1 blanques alfil · g1 blanques rei | a8 negres torre · c8 negres torre · e8 negres dama · g8 negres rei · a7 negres peó · b7 blanques torre · g7 negres peó · h7 negres peó · d6 blanques dama · e6 negres alfil · f6 negres peó · a5 blanques peó · e5 negres peó · a4 negres cavall · c4 negres peó · e4 blanques peó · c3 blanques peó · e3 blanques alfil · g3 blanques peó · f2 blanques peó · h2 blanques peó · e1 blanques torre · f1 blanques alfil · g1 blanques rei | 8 |
| 7 | a8 negres torre · c8 negres torre · e8 negres dama · g8 negres rei · a7 negres peó · b7 blanques torre · g7 negres peó · h7 negres peó · d6 blanques dama · e6 negres alfil · f6 negres peó · a5 blanques peó · e5 negres peó · a4 negres cavall · c4 negres peó · e4 blanques peó · c3 blanques peó · e3 blanques alfil · g3 blanques peó · f2 blanques peó · h2 blanques peó · e1 blanques torre · f1 blanques alfil · g1 blanques rei | a8 negres torre · c8 negres torre · e8 negres dama · g8 negres rei · a7 negres peó · b7 blanques torre · g7 negres peó · h7 negres peó · d6 blanques dama · e6 negres alfil · f6 negres peó · a5 blanques peó · e5 negres peó · a4 negres cavall · c4 negres peó · e4 blanques peó · c3 blanques peó · e3 blanques alfil · g3 blanques peó · f2 blanques peó · h2 blanques peó · e1 blanques torre · f1 blanques alfil · g1 blanques rei | a8 negres torre · c8 negres torre · e8 negres dama · g8 negres rei · a7 negres peó · b7 blanques torre · g7 negres peó · h7 negres peó · d6 blanques dama · e6 negres alfil · f6 negres peó · a5 blanques peó · e5 negres peó · a4 negres cavall · c4 negres peó · e4 blanques peó · c3 blanques peó · e3 blanques alfil · g3 blanques peó · f2 blanques peó · h2 blanques peó · e1 blanques torre · f1 blanques alfil · g1 blanques rei | a8 negres torre · c8 negres torre · e8 negres dama · g8 negres rei · a7 negres peó · b7 blanques torre · g7 negres peó · h7 negres peó · d6 blanques dama · e6 negres alfil · f6 negres peó · a5 blanques peó · e5 negres peó · a4 negres cavall · c4 negres peó · e4 blanques peó · c3 blanques peó · e3 blanques alfil · g3 blanques peó · f2 blanques peó · h2 blanques peó · e1 blanques torre · f1 blanques alfil · g1 blanques rei | a8 negres torre · c8 negres torre · e8 negres dama · g8 negres rei · a7 negres peó · b7 blanques torre · g7 negres peó · h7 negres peó · d6 blanques dama · e6 negres alfil · f6 negres peó · a5 blanques peó · e5 negres peó · a4 negres cavall · c4 negres peó · e4 blanques peó · c3 blanques peó · e3 blanques alfil · g3 blanques peó · f2 blanques peó · h2 blanques peó · e1 blanques torre · f1 blanques alfil · g1 blanques rei | a8 negres torre · c8 negres torre · e8 negres dama · g8 negres rei · a7 negres peó · b7 blanques torre · g7 negres peó · h7 negres peó · d6 blanques dama · e6 negres alfil · f6 negres peó · a5 blanques peó · e5 negres peó · a4 negres cavall · c4 negres peó · e4 blanques peó · c3 blanques peó · e3 blanques alfil · g3 blanques peó · f2 blanques peó · h2 blanques peó · e1 blanques torre · f1 blanques alfil · g1 blanques rei | a8 negres torre · c8 negres torre · e8 negres dama · g8 negres rei · a7 negres peó · b7 blanques torre · g7 negres peó · h7 negres peó · d6 blanques dama · e6 negres alfil · f6 negres peó · a5 blanques peó · e5 negres peó · a4 negres cavall · c4 negres peó · e4 blanques peó · c3 blanques peó · e3 blanques alfil · g3 blanques peó · f2 blanques peó · h2 blanques peó · e1 blanques torre · f1 blanques alfil · g1 blanques rei | a8 negres torre · c8 negres torre · e8 negres dama · g8 negres rei · a7 negres peó · b7 blanques torre · g7 negres peó · h7 negres peó · d6 blanques dama · e6 negres alfil · f6 negres peó · a5 blanques peó · e5 negres peó · a4 negres cavall · c4 negres peó · e4 blanques peó · c3 blanques peó · e3 blanques alfil · g3 blanques peó · f2 blanques peó · h2 blanques peó · e1 blanques torre · f1 blanques alfil · g1 blanques rei | 7 |
| 6 | a8 negres torre · c8 negres torre · e8 negres dama · g8 negres rei · a7 negres peó · b7 blanques torre · g7 negres peó · h7 negres peó · d6 blanques dama · e6 negres alfil · f6 negres peó · a5 blanques peó · e5 negres peó · a4 negres cavall · c4 negres peó · e4 blanques peó · c3 blanques peó · e3 blanques alfil · g3 blanques peó · f2 blanques peó · h2 blanques peó · e1 blanques torre · f1 blanques alfil · g1 blanques rei | a8 negres torre · c8 negres torre · e8 negres dama · g8 negres rei · a7 negres peó · b7 blanques torre · g7 negres peó · h7 negres peó · d6 blanques dama · e6 negres alfil · f6 negres peó · a5 blanques peó · e5 negres peó · a4 negres cavall · c4 negres peó · e4 blanques peó · c3 blanques peó · e3 blanques alfil · g3 blanques peó · f2 blanques peó · h2 blanques peó · e1 blanques torre · f1 blanques alfil · g1 blanques rei | a8 negres torre · c8 negres torre · e8 negres dama · g8 negres rei · a7 negres peó · b7 blanques torre · g7 negres peó · h7 negres peó · d6 blanques dama · e6 negres alfil · f6 negres peó · a5 blanques peó · e5 negres peó · a4 negres cavall · c4 negres peó · e4 blanques peó · c3 blanques peó · e3 blanques alfil · g3 blanques peó · f2 blanques peó · h2 blanques peó · e1 blanques torre · f1 blanques alfil · g1 blanques rei | a8 negres torre · c8 negres torre · e8 negres dama · g8 negres rei · a7 negres peó · b7 blanques torre · g7 negres peó · h7 negres peó · d6 blanques dama · e6 negres alfil · f6 negres peó · a5 blanques peó · e5 negres peó · a4 negres cavall · c4 negres peó · e4 blanques peó · c3 blanques peó · e3 blanques alfil · g3 blanques peó · f2 blanques peó · h2 blanques peó · e1 blanques torre · f1 blanques alfil · g1 blanques rei | a8 negres torre · c8 negres torre · e8 negres dama · g8 negres rei · a7 negres peó · b7 blanques torre · g7 negres peó · h7 negres peó · d6 blanques dama · e6 negres alfil · f6 negres peó · a5 blanques peó · e5 negres peó · a4 negres cavall · c4 negres peó · e4 blanques peó · c3 blanques peó · e3 blanques alfil · g3 blanques peó · f2 blanques peó · h2 blanques peó · e1 blanques torre · f1 blanques alfil · g1 blanques rei | a8 negres torre · c8 negres torre · e8 negres dama · g8 negres rei · a7 negres peó · b7 blanques torre · g7 negres peó · h7 negres peó · d6 blanques dama · e6 negres alfil · f6 negres peó · a5 blanques peó · e5 negres peó · a4 negres cavall · c4 negres peó · e4 blanques peó · c3 blanques peó · e3 blanques alfil · g3 blanques peó · f2 blanques peó · h2 blanques peó · e1 blanques torre · f1 blanques alfil · g1 blanques rei | a8 negres torre · c8 negres torre · e8 negres dama · g8 negres rei · a7 negres peó · b7 blanques torre · g7 negres peó · h7 negres peó · d6 blanques dama · e6 negres alfil · f6 negres peó · a5 blanques peó · e5 negres peó · a4 negres cavall · c4 negres peó · e4 blanques peó · c3 blanques peó · e3 blanques alfil · g3 blanques peó · f2 blanques peó · h2 blanques peó · e1 blanques torre · f1 blanques alfil · g1 blanques rei | a8 negres torre · c8 negres torre · e8 negres dama · g8 negres rei · a7 negres peó · b7 blanques torre · g7 negres peó · h7 negres peó · d6 blanques dama · e6 negres alfil · f6 negres peó · a5 blanques peó · e5 negres peó · a4 negres cavall · c4 negres peó · e4 blanques peó · c3 blanques peó · e3 blanques alfil · g3 blanques peó · f2 blanques peó · h2 blanques peó · e1 blanques torre · f1 blanques alfil · g1 blanques rei | 6 |
| 5 | a8 negres torre · c8 negres torre · e8 negres dama · g8 negres rei · a7 negres peó · b7 blanques torre · g7 negres peó · h7 negres peó · d6 blanques dama · e6 negres alfil · f6 negres peó · a5 blanques peó · e5 negres peó · a4 negres cavall · c4 negres peó · e4 blanques peó · c3 blanques peó · e3 blanques alfil · g3 blanques peó · f2 blanques peó · h2 blanques peó · e1 blanques torre · f1 blanques alfil · g1 blanques rei | a8 negres torre · c8 negres torre · e8 negres dama · g8 negres rei · a7 negres peó · b7 blanques torre · g7 negres peó · h7 negres peó · d6 blanques dama · e6 negres alfil · f6 negres peó · a5 blanques peó · e5 negres peó · a4 negres cavall · c4 negres peó · e4 blanques peó · c3 blanques peó · e3 blanques alfil · g3 blanques peó · f2 blanques peó · h2 blanques peó · e1 blanques torre · f1 blanques alfil · g1 blanques rei | a8 negres torre · c8 negres torre · e8 negres dama · g8 negres rei · a7 negres peó · b7 blanques torre · g7 negres peó · h7 negres peó · d6 blanques dama · e6 negres alfil · f6 negres peó · a5 blanques peó · e5 negres peó · a4 negres cavall · c4 negres peó · e4 blanques peó · c3 blanques peó · e3 blanques alfil · g3 blanques peó · f2 blanques peó · h2 blanques peó · e1 blanques torre · f1 blanques alfil · g1 blanques rei | a8 negres torre · c8 negres torre · e8 negres dama · g8 negres rei · a7 negres peó · b7 blanques torre · g7 negres peó · h7 negres peó · d6 blanques dama · e6 negres alfil · f6 negres peó · a5 blanques peó · e5 negres peó · a4 negres cavall · c4 negres peó · e4 blanques peó · c3 blanques peó · e3 blanques alfil · g3 blanques peó · f2 blanques peó · h2 blanques peó · e1 blanques torre · f1 blanques alfil · g1 blanques rei | a8 negres torre · c8 negres torre · e8 negres dama · g8 negres rei · a7 negres peó · b7 blanques torre · g7 negres peó · h7 negres peó · d6 blanques dama · e6 negres alfil · f6 negres peó · a5 blanques peó · e5 negres peó · a4 negres cavall · c4 negres peó · e4 blanques peó · c3 blanques peó · e3 blanques alfil · g3 blanques peó · f2 blanques peó · h2 blanques peó · e1 blanques torre · f1 blanques alfil · g1 blanques rei | a8 negres torre · c8 negres torre · e8 negres dama · g8 negres rei · a7 negres peó · b7 blanques torre · g7 negres peó · h7 negres peó · d6 blanques dama · e6 negres alfil · f6 negres peó · a5 blanques peó · e5 negres peó · a4 negres cavall · c4 negres peó · e4 blanques peó · c3 blanques peó · e3 blanques alfil · g3 blanques peó · f2 blanques peó · h2 blanques peó · e1 blanques torre · f1 blanques alfil · g1 blanques rei | a8 negres torre · c8 negres torre · e8 negres dama · g8 negres rei · a7 negres peó · b7 blanques torre · g7 negres peó · h7 negres peó · d6 blanques dama · e6 negres alfil · f6 negres peó · a5 blanques peó · e5 negres peó · a4 negres cavall · c4 negres peó · e4 blanques peó · c3 blanques peó · e3 blanques alfil · g3 blanques peó · f2 blanques peó · h2 blanques peó · e1 blanques torre · f1 blanques alfil · g1 blanques rei | a8 negres torre · c8 negres torre · e8 negres dama · g8 negres rei · a7 negres peó · b7 blanques torre · g7 negres peó · h7 negres peó · d6 blanques dama · e6 negres alfil · f6 negres peó · a5 blanques peó · e5 negres peó · a4 negres cavall · c4 negres peó · e4 blanques peó · c3 blanques peó · e3 blanques alfil · g3 blanques peó · f2 blanques peó · h2 blanques peó · e1 blanques torre · f1 blanques alfil · g1 blanques rei | 5 |
| 4 | a8 negres torre · c8 negres torre · e8 negres dama · g8 negres rei · a7 negres peó · b7 blanques torre · g7 negres peó · h7 negres peó · d6 blanques dama · e6 negres alfil · f6 negres peó · a5 blanques peó · e5 negres peó · a4 negres cavall · c4 negres peó · e4 blanques peó · c3 blanques peó · e3 blanques alfil · g3 blanques peó · f2 blanques peó · h2 blanques peó · e1 blanques torre · f1 blanques alfil · g1 blanques rei | a8 negres torre · c8 negres torre · e8 negres dama · g8 negres rei · a7 negres peó · b7 blanques torre · g7 negres peó · h7 negres peó · d6 blanques dama · e6 negres alfil · f6 negres peó · a5 blanques peó · e5 negres peó · a4 negres cavall · c4 negres peó · e4 blanques peó · c3 blanques peó · e3 blanques alfil · g3 blanques peó · f2 blanques peó · h2 blanques peó · e1 blanques torre · f1 blanques alfil · g1 blanques rei | a8 negres torre · c8 negres torre · e8 negres dama · g8 negres rei · a7 negres peó · b7 blanques torre · g7 negres peó · h7 negres peó · d6 blanques dama · e6 negres alfil · f6 negres peó · a5 blanques peó · e5 negres peó · a4 negres cavall · c4 negres peó · e4 blanques peó · c3 blanques peó · e3 blanques alfil · g3 blanques peó · f2 blanques peó · h2 blanques peó · e1 blanques torre · f1 blanques alfil · g1 blanques rei | a8 negres torre · c8 negres torre · e8 negres dama · g8 negres rei · a7 negres peó · b7 blanques torre · g7 negres peó · h7 negres peó · d6 blanques dama · e6 negres alfil · f6 negres peó · a5 blanques peó · e5 negres peó · a4 negres cavall · c4 negres peó · e4 blanques peó · c3 blanques peó · e3 blanques alfil · g3 blanques peó · f2 blanques peó · h2 blanques peó · e1 blanques torre · f1 blanques alfil · g1 blanques rei | a8 negres torre · c8 negres torre · e8 negres dama · g8 negres rei · a7 negres peó · b7 blanques torre · g7 negres peó · h7 negres peó · d6 blanques dama · e6 negres alfil · f6 negres peó · a5 blanques peó · e5 negres peó · a4 negres cavall · c4 negres peó · e4 blanques peó · c3 blanques peó · e3 blanques alfil · g3 blanques peó · f2 blanques peó · h2 blanques peó · e1 blanques torre · f1 blanques alfil · g1 blanques rei | a8 negres torre · c8 negres torre · e8 negres dama · g8 negres rei · a7 negres peó · b7 blanques torre · g7 negres peó · h7 negres peó · d6 blanques dama · e6 negres alfil · f6 negres peó · a5 blanques peó · e5 negres peó · a4 negres cavall · c4 negres peó · e4 blanques peó · c3 blanques peó · e3 blanques alfil · g3 blanques peó · f2 blanques peó · h2 blanques peó · e1 blanques torre · f1 blanques alfil · g1 blanques rei | a8 negres torre · c8 negres torre · e8 negres dama · g8 negres rei · a7 negres peó · b7 blanques torre · g7 negres peó · h7 negres peó · d6 blanques dama · e6 negres alfil · f6 negres peó · a5 blanques peó · e5 negres peó · a4 negres cavall · c4 negres peó · e4 blanques peó · c3 blanques peó · e3 blanques alfil · g3 blanques peó · f2 blanques peó · h2 blanques peó · e1 blanques torre · f1 blanques alfil · g1 blanques rei | a8 negres torre · c8 negres torre · e8 negres dama · g8 negres rei · a7 negres peó · b7 blanques torre · g7 negres peó · h7 negres peó · d6 blanques dama · e6 negres alfil · f6 negres peó · a5 blanques peó · e5 negres peó · a4 negres cavall · c4 negres peó · e4 blanques peó · c3 blanques peó · e3 blanques alfil · g3 blanques peó · f2 blanques peó · h2 blanques peó · e1 blanques torre · f1 blanques alfil · g1 blanques rei | 4 |
| 3 | a8 negres torre · c8 negres torre · e8 negres dama · g8 negres rei · a7 negres peó · b7 blanques torre · g7 negres peó · h7 negres peó · d6 blanques dama · e6 negres alfil · f6 negres peó · a5 blanques peó · e5 negres peó · a4 negres cavall · c4 negres peó · e4 blanques peó · c3 blanques peó · e3 blanques alfil · g3 blanques peó · f2 blanques peó · h2 blanques peó · e1 blanques torre · f1 blanques alfil · g1 blanques rei | a8 negres torre · c8 negres torre · e8 negres dama · g8 negres rei · a7 negres peó · b7 blanques torre · g7 negres peó · h7 negres peó · d6 blanques dama · e6 negres alfil · f6 negres peó · a5 blanques peó · e5 negres peó · a4 negres cavall · c4 negres peó · e4 blanques peó · c3 blanques peó · e3 blanques alfil · g3 blanques peó · f2 blanques peó · h2 blanques peó · e1 blanques torre · f1 blanques alfil · g1 blanques rei | a8 negres torre · c8 negres torre · e8 negres dama · g8 negres rei · a7 negres peó · b7 blanques torre · g7 negres peó · h7 negres peó · d6 blanques dama · e6 negres alfil · f6 negres peó · a5 blanques peó · e5 negres peó · a4 negres cavall · c4 negres peó · e4 blanques peó · c3 blanques peó · e3 blanques alfil · g3 blanques peó · f2 blanques peó · h2 blanques peó · e1 blanques torre · f1 blanques alfil · g1 blanques rei | a8 negres torre · c8 negres torre · e8 negres dama · g8 negres rei · a7 negres peó · b7 blanques torre · g7 negres peó · h7 negres peó · d6 blanques dama · e6 negres alfil · f6 negres peó · a5 blanques peó · e5 negres peó · a4 negres cavall · c4 negres peó · e4 blanques peó · c3 blanques peó · e3 blanques alfil · g3 blanques peó · f2 blanques peó · h2 blanques peó · e1 blanques torre · f1 blanques alfil · g1 blanques rei | a8 negres torre · c8 negres torre · e8 negres dama · g8 negres rei · a7 negres peó · b7 blanques torre · g7 negres peó · h7 negres peó · d6 blanques dama · e6 negres alfil · f6 negres peó · a5 blanques peó · e5 negres peó · a4 negres cavall · c4 negres peó · e4 blanques peó · c3 blanques peó · e3 blanques alfil · g3 blanques peó · f2 blanques peó · h2 blanques peó · e1 blanques torre · f1 blanques alfil · g1 blanques rei | a8 negres torre · c8 negres torre · e8 negres dama · g8 negres rei · a7 negres peó · b7 blanques torre · g7 negres peó · h7 negres peó · d6 blanques dama · e6 negres alfil · f6 negres peó · a5 blanques peó · e5 negres peó · a4 negres cavall · c4 negres peó · e4 blanques peó · c3 blanques peó · e3 blanques alfil · g3 blanques peó · f2 blanques peó · h2 blanques peó · e1 blanques torre · f1 blanques alfil · g1 blanques rei | a8 negres torre · c8 negres torre · e8 negres dama · g8 negres rei · a7 negres peó · b7 blanques torre · g7 negres peó · h7 negres peó · d6 blanques dama · e6 negres alfil · f6 negres peó · a5 blanques peó · e5 negres peó · a4 negres cavall · c4 negres peó · e4 blanques peó · c3 blanques peó · e3 blanques alfil · g3 blanques peó · f2 blanques peó · h2 blanques peó · e1 blanques torre · f1 blanques alfil · g1 blanques rei | a8 negres torre · c8 negres torre · e8 negres dama · g8 negres rei · a7 negres peó · b7 blanques torre · g7 negres peó · h7 negres peó · d6 blanques dama · e6 negres alfil · f6 negres peó · a5 blanques peó · e5 negres peó · a4 negres cavall · c4 negres peó · e4 blanques peó · c3 blanques peó · e3 blanques alfil · g3 blanques peó · f2 blanques peó · h2 blanques peó · e1 blanques torre · f1 blanques alfil · g1 blanques rei | 3 |
| 2 | a8 negres torre · c8 negres torre · e8 negres dama · g8 negres rei · a7 negres peó · b7 blanques torre · g7 negres peó · h7 negres peó · d6 blanques dama · e6 negres alfil · f6 negres peó · a5 blanques peó · e5 negres peó · a4 negres cavall · c4 negres peó · e4 blanques peó · c3 blanques peó · e3 blanques alfil · g3 blanques peó · f2 blanques peó · h2 blanques peó · e1 blanques torre · f1 blanques alfil · g1 blanques rei | a8 negres torre · c8 negres torre · e8 negres dama · g8 negres rei · a7 negres peó · b7 blanques torre · g7 negres peó · h7 negres peó · d6 blanques dama · e6 negres alfil · f6 negres peó · a5 blanques peó · e5 negres peó · a4 negres cavall · c4 negres peó · e4 blanques peó · c3 blanques peó · e3 blanques alfil · g3 blanques peó · f2 blanques peó · h2 blanques peó · e1 blanques torre · f1 blanques alfil · g1 blanques rei | a8 negres torre · c8 negres torre · e8 negres dama · g8 negres rei · a7 negres peó · b7 blanques torre · g7 negres peó · h7 negres peó · d6 blanques dama · e6 negres alfil · f6 negres peó · a5 blanques peó · e5 negres peó · a4 negres cavall · c4 negres peó · e4 blanques peó · c3 blanques peó · e3 blanques alfil · g3 blanques peó · f2 blanques peó · h2 blanques peó · e1 blanques torre · f1 blanques alfil · g1 blanques rei | a8 negres torre · c8 negres torre · e8 negres dama · g8 negres rei · a7 negres peó · b7 blanques torre · g7 negres peó · h7 negres peó · d6 blanques dama · e6 negres alfil · f6 negres peó · a5 blanques peó · e5 negres peó · a4 negres cavall · c4 negres peó · e4 blanques peó · c3 blanques peó · e3 blanques alfil · g3 blanques peó · f2 blanques peó · h2 blanques peó · e1 blanques torre · f1 blanques alfil · g1 blanques rei | a8 negres torre · c8 negres torre · e8 negres dama · g8 negres rei · a7 negres peó · b7 blanques torre · g7 negres peó · h7 negres peó · d6 blanques dama · e6 negres alfil · f6 negres peó · a5 blanques peó · e5 negres peó · a4 negres cavall · c4 negres peó · e4 blanques peó · c3 blanques peó · e3 blanques alfil · g3 blanques peó · f2 blanques peó · h2 blanques peó · e1 blanques torre · f1 blanques alfil · g1 blanques rei | a8 negres torre · c8 negres torre · e8 negres dama · g8 negres rei · a7 negres peó · b7 blanques torre · g7 negres peó · h7 negres peó · d6 blanques dama · e6 negres alfil · f6 negres peó · a5 blanques peó · e5 negres peó · a4 negres cavall · c4 negres peó · e4 blanques peó · c3 blanques peó · e3 blanques alfil · g3 blanques peó · f2 blanques peó · h2 blanques peó · e1 blanques torre · f1 blanques alfil · g1 blanques rei | a8 negres torre · c8 negres torre · e8 negres dama · g8 negres rei · a7 negres peó · b7 blanques torre · g7 negres peó · h7 negres peó · d6 blanques dama · e6 negres alfil · f6 negres peó · a5 blanques peó · e5 negres peó · a4 negres cavall · c4 negres peó · e4 blanques peó · c3 blanques peó · e3 blanques alfil · g3 blanques peó · f2 blanques peó · h2 blanques peó · e1 blanques torre · f1 blanques alfil · g1 blanques rei | a8 negres torre · c8 negres torre · e8 negres dama · g8 negres rei · a7 negres peó · b7 blanques torre · g7 negres peó · h7 negres peó · d6 blanques dama · e6 negres alfil · f6 negres peó · a5 blanques peó · e5 negres peó · a4 negres cavall · c4 negres peó · e4 blanques peó · c3 blanques peó · e3 blanques alfil · g3 blanques peó · f2 blanques peó · h2 blanques peó · e1 blanques torre · f1 blanques alfil · g1 blanques rei | 2 |
| 1 | a8 negres torre · c8 negres torre · e8 negres dama · g8 negres rei · a7 negres peó · b7 blanques torre · g7 negres peó · h7 negres peó · d6 blanques dama · e6 negres alfil · f6 negres peó · a5 blanques peó · e5 negres peó · a4 negres cavall · c4 negres peó · e4 blanques peó · c3 blanques peó · e3 blanques alfil · g3 blanques peó · f2 blanques peó · h2 blanques peó · e1 blanques torre · f1 blanques alfil · g1 blanques rei | a8 negres torre · c8 negres torre · e8 negres dama · g8 negres rei · a7 negres peó · b7 blanques torre · g7 negres peó · h7 negres peó · d6 blanques dama · e6 negres alfil · f6 negres peó · a5 blanques peó · e5 negres peó · a4 negres cavall · c4 negres peó · e4 blanques peó · c3 blanques peó · e3 blanques alfil · g3 blanques peó · f2 blanques peó · h2 blanques peó · e1 blanques torre · f1 blanques alfil · g1 blanques rei | a8 negres torre · c8 negres torre · e8 negres dama · g8 negres rei · a7 negres peó · b7 blanques torre · g7 negres peó · h7 negres peó · d6 blanques dama · e6 negres alfil · f6 negres peó · a5 blanques peó · e5 negres peó · a4 negres cavall · c4 negres peó · e4 blanques peó · c3 blanques peó · e3 blanques alfil · g3 blanques peó · f2 blanques peó · h2 blanques peó · e1 blanques torre · f1 blanques alfil · g1 blanques rei | a8 negres torre · c8 negres torre · e8 negres dama · g8 negres rei · a7 negres peó · b7 blanques torre · g7 negres peó · h7 negres peó · d6 blanques dama · e6 negres alfil · f6 negres peó · a5 blanques peó · e5 negres peó · a4 negres cavall · c4 negres peó · e4 blanques peó · c3 blanques peó · e3 blanques alfil · g3 blanques peó · f2 blanques peó · h2 blanques peó · e1 blanques torre · f1 blanques alfil · g1 blanques rei | a8 negres torre · c8 negres torre · e8 negres dama · g8 negres rei · a7 negres peó · b7 blanques torre · g7 negres peó · h7 negres peó · d6 blanques dama · e6 negres alfil · f6 negres peó · a5 blanques peó · e5 negres peó · a4 negres cavall · c4 negres peó · e4 blanques peó · c3 blanques peó · e3 blanques alfil · g3 blanques peó · f2 blanques peó · h2 blanques peó · e1 blanques torre · f1 blanques alfil · g1 blanques rei | a8 negres torre · c8 negres torre · e8 negres dama · g8 negres rei · a7 negres peó · b7 blanques torre · g7 negres peó · h7 negres peó · d6 blanques dama · e6 negres alfil · f6 negres peó · a5 blanques peó · e5 negres peó · a4 negres cavall · c4 negres peó · e4 blanques peó · c3 blanques peó · e3 blanques alfil · g3 blanques peó · f2 blanques peó · h2 blanques peó · e1 blanques torre · f1 blanques alfil · g1 blanques rei | a8 negres torre · c8 negres torre · e8 negres dama · g8 negres rei · a7 negres peó · b7 blanques torre · g7 negres peó · h7 negres peó · d6 blanques dama · e6 negres alfil · f6 negres peó · a5 blanques peó · e5 negres peó · a4 negres cavall · c4 negres peó · e4 blanques peó · c3 blanques peó · e3 blanques alfil · g3 blanques peó · f2 blanques peó · h2 blanques peó · e1 blanques torre · f1 blanques alfil · g1 blanques rei | a8 negres torre · c8 negres torre · e8 negres dama · g8 negres rei · a7 negres peó · b7 blanques torre · g7 negres peó · h7 negres peó · d6 blanques dama · e6 negres alfil · f6 negres peó · a5 blanques peó · e5 negres peó · a4 negres cavall · c4 negres peó · e4 blanques peó · c3 blanques peó · e3 blanques alfil · g3 blanques peó · f2 blanques peó · h2 blanques peó · e1 blanques torre · f1 blanques alfil · g1 blanques rei | 1 |
|   | a | b | c | d | e | f | g | h |   |

Kràmnik va guanyar així la seva única partida del matx.
Defensa Nimzo-Índia, Variant Romanishin, Anglesa Híbrida, E21
1.d4 Nf6 2.c4 e6 3.Nc3 Bb4 4.Nf3 c5 5.g3 cxd4 6.Nxd4 O-O 7.Bg2 d5 8.cxd5 Nxd5 9.Qb3 Qa5 10.Bd2 Nc6 11.Nxc6 bxc6 12.O-O Bxc3 13.bxc3 Ba6 14.Rfd1 Qc5 15.e4 Bc4 16.Qa4 Nb6 17.Qb4 Qh5 18.Re1 c5 19.Qa5 Rfc8 20.Be3 Be2 21.Bf4 e5 22.Be3 Bg4 23.Qa6 f6 24.a4 Qf7 25.Bf1 Be6 26.Rab1 c4 27.a5 Na4 28.Rb7 Qe8 29.Qd6 1–0

### Partida 11, Anand–Kramnik, ½–½
|   | a | b | c | d | e | f | g | h |   |
| 8 | c8 negres torre · f8 negres rei · g8 negres torre · b7 negres peó · e7 negres cavall · f7 negres peó · h7 negres peó · a6 negres peó · f5 negres peó · e3 negres alfil · a2 blanques peó · b2 blanques peó · c2 blanques peó · f2 blanques torre · g2 blanques peó · h2 blanques peó · b1 blanques rei · c1 blanques cavall · f1 blanques alfil · h1 blanques torre | c8 negres torre · f8 negres rei · g8 negres torre · b7 negres peó · e7 negres cavall · f7 negres peó · h7 negres peó · a6 negres peó · f5 negres peó · e3 negres alfil · a2 blanques peó · b2 blanques peó · c2 blanques peó · f2 blanques torre · g2 blanques peó · h2 blanques peó · b1 blanques rei · c1 blanques cavall · f1 blanques alfil · h1 blanques torre | c8 negres torre · f8 negres rei · g8 negres torre · b7 negres peó · e7 negres cavall · f7 negres peó · h7 negres peó · a6 negres peó · f5 negres peó · e3 negres alfil · a2 blanques peó · b2 blanques peó · c2 blanques peó · f2 blanques torre · g2 blanques peó · h2 blanques peó · b1 blanques rei · c1 blanques cavall · f1 blanques alfil · h1 blanques torre | c8 negres torre · f8 negres rei · g8 negres torre · b7 negres peó · e7 negres cavall · f7 negres peó · h7 negres peó · a6 negres peó · f5 negres peó · e3 negres alfil · a2 blanques peó · b2 blanques peó · c2 blanques peó · f2 blanques torre · g2 blanques peó · h2 blanques peó · b1 blanques rei · c1 blanques cavall · f1 blanques alfil · h1 blanques torre | c8 negres torre · f8 negres rei · g8 negres torre · b7 negres peó · e7 negres cavall · f7 negres peó · h7 negres peó · a6 negres peó · f5 negres peó · e3 negres alfil · a2 blanques peó · b2 blanques peó · c2 blanques peó · f2 blanques torre · g2 blanques peó · h2 blanques peó · b1 blanques rei · c1 blanques cavall · f1 blanques alfil · h1 blanques torre | c8 negres torre · f8 negres rei · g8 negres torre · b7 negres peó · e7 negres cavall · f7 negres peó · h7 negres peó · a6 negres peó · f5 negres peó · e3 negres alfil · a2 blanques peó · b2 blanques peó · c2 blanques peó · f2 blanques torre · g2 blanques peó · h2 blanques peó · b1 blanques rei · c1 blanques cavall · f1 blanques alfil · h1 blanques torre | c8 negres torre · f8 negres rei · g8 negres torre · b7 negres peó · e7 negres cavall · f7 negres peó · h7 negres peó · a6 negres peó · f5 negres peó · e3 negres alfil · a2 blanques peó · b2 blanques peó · c2 blanques peó · f2 blanques torre · g2 blanques peó · h2 blanques peó · b1 blanques rei · c1 blanques cavall · f1 blanques alfil · h1 blanques torre | c8 negres torre · f8 negres rei · g8 negres torre · b7 negres peó · e7 negres cavall · f7 negres peó · h7 negres peó · a6 negres peó · f5 negres peó · e3 negres alfil · a2 blanques peó · b2 blanques peó · c2 blanques peó · f2 blanques torre · g2 blanques peó · h2 blanques peó · b1 blanques rei · c1 blanques cavall · f1 blanques alfil · h1 blanques torre | 8 |
| 7 | c8 negres torre · f8 negres rei · g8 negres torre · b7 negres peó · e7 negres cavall · f7 negres peó · h7 negres peó · a6 negres peó · f5 negres peó · e3 negres alfil · a2 blanques peó · b2 blanques peó · c2 blanques peó · f2 blanques torre · g2 blanques peó · h2 blanques peó · b1 blanques rei · c1 blanques cavall · f1 blanques alfil · h1 blanques torre | c8 negres torre · f8 negres rei · g8 negres torre · b7 negres peó · e7 negres cavall · f7 negres peó · h7 negres peó · a6 negres peó · f5 negres peó · e3 negres alfil · a2 blanques peó · b2 blanques peó · c2 blanques peó · f2 blanques torre · g2 blanques peó · h2 blanques peó · b1 blanques rei · c1 blanques cavall · f1 blanques alfil · h1 blanques torre | c8 negres torre · f8 negres rei · g8 negres torre · b7 negres peó · e7 negres cavall · f7 negres peó · h7 negres peó · a6 negres peó · f5 negres peó · e3 negres alfil · a2 blanques peó · b2 blanques peó · c2 blanques peó · f2 blanques torre · g2 blanques peó · h2 blanques peó · b1 blanques rei · c1 blanques cavall · f1 blanques alfil · h1 blanques torre | c8 negres torre · f8 negres rei · g8 negres torre · b7 negres peó · e7 negres cavall · f7 negres peó · h7 negres peó · a6 negres peó · f5 negres peó · e3 negres alfil · a2 blanques peó · b2 blanques peó · c2 blanques peó · f2 blanques torre · g2 blanques peó · h2 blanques peó · b1 blanques rei · c1 blanques cavall · f1 blanques alfil · h1 blanques torre | c8 negres torre · f8 negres rei · g8 negres torre · b7 negres peó · e7 negres cavall · f7 negres peó · h7 negres peó · a6 negres peó · f5 negres peó · e3 negres alfil · a2 blanques peó · b2 blanques peó · c2 blanques peó · f2 blanques torre · g2 blanques peó · h2 blanques peó · b1 blanques rei · c1 blanques cavall · f1 blanques alfil · h1 blanques torre | c8 negres torre · f8 negres rei · g8 negres torre · b7 negres peó · e7 negres cavall · f7 negres peó · h7 negres peó · a6 negres peó · f5 negres peó · e3 negres alfil · a2 blanques peó · b2 blanques peó · c2 blanques peó · f2 blanques torre · g2 blanques peó · h2 blanques peó · b1 blanques rei · c1 blanques cavall · f1 blanques alfil · h1 blanques torre | c8 negres torre · f8 negres rei · g8 negres torre · b7 negres peó · e7 negres cavall · f7 negres peó · h7 negres peó · a6 negres peó · f5 negres peó · e3 negres alfil · a2 blanques peó · b2 blanques peó · c2 blanques peó · f2 blanques torre · g2 blanques peó · h2 blanques peó · b1 blanques rei · c1 blanques cavall · f1 blanques alfil · h1 blanques torre | c8 negres torre · f8 negres rei · g8 negres torre · b7 negres peó · e7 negres cavall · f7 negres peó · h7 negres peó · a6 negres peó · f5 negres peó · e3 negres alfil · a2 blanques peó · b2 blanques peó · c2 blanques peó · f2 blanques torre · g2 blanques peó · h2 blanques peó · b1 blanques rei · c1 blanques cavall · f1 blanques alfil · h1 blanques torre | 7 |
| 6 | c8 negres torre · f8 negres rei · g8 negres torre · b7 negres peó · e7 negres cavall · f7 negres peó · h7 negres peó · a6 negres peó · f5 negres peó · e3 negres alfil · a2 blanques peó · b2 blanques peó · c2 blanques peó · f2 blanques torre · g2 blanques peó · h2 blanques peó · b1 blanques rei · c1 blanques cavall · f1 blanques alfil · h1 blanques torre | c8 negres torre · f8 negres rei · g8 negres torre · b7 negres peó · e7 negres cavall · f7 negres peó · h7 negres peó · a6 negres peó · f5 negres peó · e3 negres alfil · a2 blanques peó · b2 blanques peó · c2 blanques peó · f2 blanques torre · g2 blanques peó · h2 blanques peó · b1 blanques rei · c1 blanques cavall · f1 blanques alfil · h1 blanques torre | c8 negres torre · f8 negres rei · g8 negres torre · b7 negres peó · e7 negres cavall · f7 negres peó · h7 negres peó · a6 negres peó · f5 negres peó · e3 negres alfil · a2 blanques peó · b2 blanques peó · c2 blanques peó · f2 blanques torre · g2 blanques peó · h2 blanques peó · b1 blanques rei · c1 blanques cavall · f1 blanques alfil · h1 blanques torre | c8 negres torre · f8 negres rei · g8 negres torre · b7 negres peó · e7 negres cavall · f7 negres peó · h7 negres peó · a6 negres peó · f5 negres peó · e3 negres alfil · a2 blanques peó · b2 blanques peó · c2 blanques peó · f2 blanques torre · g2 blanques peó · h2 blanques peó · b1 blanques rei · c1 blanques cavall · f1 blanques alfil · h1 blanques torre | c8 negres torre · f8 negres rei · g8 negres torre · b7 negres peó · e7 negres cavall · f7 negres peó · h7 negres peó · a6 negres peó · f5 negres peó · e3 negres alfil · a2 blanques peó · b2 blanques peó · c2 blanques peó · f2 blanques torre · g2 blanques peó · h2 blanques peó · b1 blanques rei · c1 blanques cavall · f1 blanques alfil · h1 blanques torre | c8 negres torre · f8 negres rei · g8 negres torre · b7 negres peó · e7 negres cavall · f7 negres peó · h7 negres peó · a6 negres peó · f5 negres peó · e3 negres alfil · a2 blanques peó · b2 blanques peó · c2 blanques peó · f2 blanques torre · g2 blanques peó · h2 blanques peó · b1 blanques rei · c1 blanques cavall · f1 blanques alfil · h1 blanques torre | c8 negres torre · f8 negres rei · g8 negres torre · b7 negres peó · e7 negres cavall · f7 negres peó · h7 negres peó · a6 negres peó · f5 negres peó · e3 negres alfil · a2 blanques peó · b2 blanques peó · c2 blanques peó · f2 blanques torre · g2 blanques peó · h2 blanques peó · b1 blanques rei · c1 blanques cavall · f1 blanques alfil · h1 blanques torre | c8 negres torre · f8 negres rei · g8 negres torre · b7 negres peó · e7 negres cavall · f7 negres peó · h7 negres peó · a6 negres peó · f5 negres peó · e3 negres alfil · a2 blanques peó · b2 blanques peó · c2 blanques peó · f2 blanques torre · g2 blanques peó · h2 blanques peó · b1 blanques rei · c1 blanques cavall · f1 blanques alfil · h1 blanques torre | 6 |
| 5 | c8 negres torre · f8 negres rei · g8 negres torre · b7 negres peó · e7 negres cavall · f7 negres peó · h7 negres peó · a6 negres peó · f5 negres peó · e3 negres alfil · a2 blanques peó · b2 blanques peó · c2 blanques peó · f2 blanques torre · g2 blanques peó · h2 blanques peó · b1 blanques rei · c1 blanques cavall · f1 blanques alfil · h1 blanques torre | c8 negres torre · f8 negres rei · g8 negres torre · b7 negres peó · e7 negres cavall · f7 negres peó · h7 negres peó · a6 negres peó · f5 negres peó · e3 negres alfil · a2 blanques peó · b2 blanques peó · c2 blanques peó · f2 blanques torre · g2 blanques peó · h2 blanques peó · b1 blanques rei · c1 blanques cavall · f1 blanques alfil · h1 blanques torre | c8 negres torre · f8 negres rei · g8 negres torre · b7 negres peó · e7 negres cavall · f7 negres peó · h7 negres peó · a6 negres peó · f5 negres peó · e3 negres alfil · a2 blanques peó · b2 blanques peó · c2 blanques peó · f2 blanques torre · g2 blanques peó · h2 blanques peó · b1 blanques rei · c1 blanques cavall · f1 blanques alfil · h1 blanques torre | c8 negres torre · f8 negres rei · g8 negres torre · b7 negres peó · e7 negres cavall · f7 negres peó · h7 negres peó · a6 negres peó · f5 negres peó · e3 negres alfil · a2 blanques peó · b2 blanques peó · c2 blanques peó · f2 blanques torre · g2 blanques peó · h2 blanques peó · b1 blanques rei · c1 blanques cavall · f1 blanques alfil · h1 blanques torre | c8 negres torre · f8 negres rei · g8 negres torre · b7 negres peó · e7 negres cavall · f7 negres peó · h7 negres peó · a6 negres peó · f5 negres peó · e3 negres alfil · a2 blanques peó · b2 blanques peó · c2 blanques peó · f2 blanques torre · g2 blanques peó · h2 blanques peó · b1 blanques rei · c1 blanques cavall · f1 blanques alfil · h1 blanques torre | c8 negres torre · f8 negres rei · g8 negres torre · b7 negres peó · e7 negres cavall · f7 negres peó · h7 negres peó · a6 negres peó · f5 negres peó · e3 negres alfil · a2 blanques peó · b2 blanques peó · c2 blanques peó · f2 blanques torre · g2 blanques peó · h2 blanques peó · b1 blanques rei · c1 blanques cavall · f1 blanques alfil · h1 blanques torre | c8 negres torre · f8 negres rei · g8 negres torre · b7 negres peó · e7 negres cavall · f7 negres peó · h7 negres peó · a6 negres peó · f5 negres peó · e3 negres alfil · a2 blanques peó · b2 blanques peó · c2 blanques peó · f2 blanques torre · g2 blanques peó · h2 blanques peó · b1 blanques rei · c1 blanques cavall · f1 blanques alfil · h1 blanques torre | c8 negres torre · f8 negres rei · g8 negres torre · b7 negres peó · e7 negres cavall · f7 negres peó · h7 negres peó · a6 negres peó · f5 negres peó · e3 negres alfil · a2 blanques peó · b2 blanques peó · c2 blanques peó · f2 blanques torre · g2 blanques peó · h2 blanques peó · b1 blanques rei · c1 blanques cavall · f1 blanques alfil · h1 blanques torre | 5 |
| 4 | c8 negres torre · f8 negres rei · g8 negres torre · b7 negres peó · e7 negres cavall · f7 negres peó · h7 negres peó · a6 negres peó · f5 negres peó · e3 negres alfil · a2 blanques peó · b2 blanques peó · c2 blanques peó · f2 blanques torre · g2 blanques peó · h2 blanques peó · b1 blanques rei · c1 blanques cavall · f1 blanques alfil · h1 blanques torre | c8 negres torre · f8 negres rei · g8 negres torre · b7 negres peó · e7 negres cavall · f7 negres peó · h7 negres peó · a6 negres peó · f5 negres peó · e3 negres alfil · a2 blanques peó · b2 blanques peó · c2 blanques peó · f2 blanques torre · g2 blanques peó · h2 blanques peó · b1 blanques rei · c1 blanques cavall · f1 blanques alfil · h1 blanques torre | c8 negres torre · f8 negres rei · g8 negres torre · b7 negres peó · e7 negres cavall · f7 negres peó · h7 negres peó · a6 negres peó · f5 negres peó · e3 negres alfil · a2 blanques peó · b2 blanques peó · c2 blanques peó · f2 blanques torre · g2 blanques peó · h2 blanques peó · b1 blanques rei · c1 blanques cavall · f1 blanques alfil · h1 blanques torre | c8 negres torre · f8 negres rei · g8 negres torre · b7 negres peó · e7 negres cavall · f7 negres peó · h7 negres peó · a6 negres peó · f5 negres peó · e3 negres alfil · a2 blanques peó · b2 blanques peó · c2 blanques peó · f2 blanques torre · g2 blanques peó · h2 blanques peó · b1 blanques rei · c1 blanques cavall · f1 blanques alfil · h1 blanques torre | c8 negres torre · f8 negres rei · g8 negres torre · b7 negres peó · e7 negres cavall · f7 negres peó · h7 negres peó · a6 negres peó · f5 negres peó · e3 negres alfil · a2 blanques peó · b2 blanques peó · c2 blanques peó · f2 blanques torre · g2 blanques peó · h2 blanques peó · b1 blanques rei · c1 blanques cavall · f1 blanques alfil · h1 blanques torre | c8 negres torre · f8 negres rei · g8 negres torre · b7 negres peó · e7 negres cavall · f7 negres peó · h7 negres peó · a6 negres peó · f5 negres peó · e3 negres alfil · a2 blanques peó · b2 blanques peó · c2 blanques peó · f2 blanques torre · g2 blanques peó · h2 blanques peó · b1 blanques rei · c1 blanques cavall · f1 blanques alfil · h1 blanques torre | c8 negres torre · f8 negres rei · g8 negres torre · b7 negres peó · e7 negres cavall · f7 negres peó · h7 negres peó · a6 negres peó · f5 negres peó · e3 negres alfil · a2 blanques peó · b2 blanques peó · c2 blanques peó · f2 blanques torre · g2 blanques peó · h2 blanques peó · b1 blanques rei · c1 blanques cavall · f1 blanques alfil · h1 blanques torre | c8 negres torre · f8 negres rei · g8 negres torre · b7 negres peó · e7 negres cavall · f7 negres peó · h7 negres peó · a6 negres peó · f5 negres peó · e3 negres alfil · a2 blanques peó · b2 blanques peó · c2 blanques peó · f2 blanques torre · g2 blanques peó · h2 blanques peó · b1 blanques rei · c1 blanques cavall · f1 blanques alfil · h1 blanques torre | 4 |
| 3 | c8 negres torre · f8 negres rei · g8 negres torre · b7 negres peó · e7 negres cavall · f7 negres peó · h7 negres peó · a6 negres peó · f5 negres peó · e3 negres alfil · a2 blanques peó · b2 blanques peó · c2 blanques peó · f2 blanques torre · g2 blanques peó · h2 blanques peó · b1 blanques rei · c1 blanques cavall · f1 blanques alfil · h1 blanques torre | c8 negres torre · f8 negres rei · g8 negres torre · b7 negres peó · e7 negres cavall · f7 negres peó · h7 negres peó · a6 negres peó · f5 negres peó · e3 negres alfil · a2 blanques peó · b2 blanques peó · c2 blanques peó · f2 blanques torre · g2 blanques peó · h2 blanques peó · b1 blanques rei · c1 blanques cavall · f1 blanques alfil · h1 blanques torre | c8 negres torre · f8 negres rei · g8 negres torre · b7 negres peó · e7 negres cavall · f7 negres peó · h7 negres peó · a6 negres peó · f5 negres peó · e3 negres alfil · a2 blanques peó · b2 blanques peó · c2 blanques peó · f2 blanques torre · g2 blanques peó · h2 blanques peó · b1 blanques rei · c1 blanques cavall · f1 blanques alfil · h1 blanques torre | c8 negres torre · f8 negres rei · g8 negres torre · b7 negres peó · e7 negres cavall · f7 negres peó · h7 negres peó · a6 negres peó · f5 negres peó · e3 negres alfil · a2 blanques peó · b2 blanques peó · c2 blanques peó · f2 blanques torre · g2 blanques peó · h2 blanques peó · b1 blanques rei · c1 blanques cavall · f1 blanques alfil · h1 blanques torre | c8 negres torre · f8 negres rei · g8 negres torre · b7 negres peó · e7 negres cavall · f7 negres peó · h7 negres peó · a6 negres peó · f5 negres peó · e3 negres alfil · a2 blanques peó · b2 blanques peó · c2 blanques peó · f2 blanques torre · g2 blanques peó · h2 blanques peó · b1 blanques rei · c1 blanques cavall · f1 blanques alfil · h1 blanques torre | c8 negres torre · f8 negres rei · g8 negres torre · b7 negres peó · e7 negres cavall · f7 negres peó · h7 negres peó · a6 negres peó · f5 negres peó · e3 negres alfil · a2 blanques peó · b2 blanques peó · c2 blanques peó · f2 blanques torre · g2 blanques peó · h2 blanques peó · b1 blanques rei · c1 blanques cavall · f1 blanques alfil · h1 blanques torre | c8 negres torre · f8 negres rei · g8 negres torre · b7 negres peó · e7 negres cavall · f7 negres peó · h7 negres peó · a6 negres peó · f5 negres peó · e3 negres alfil · a2 blanques peó · b2 blanques peó · c2 blanques peó · f2 blanques torre · g2 blanques peó · h2 blanques peó · b1 blanques rei · c1 blanques cavall · f1 blanques alfil · h1 blanques torre | c8 negres torre · f8 negres rei · g8 negres torre · b7 negres peó · e7 negres cavall · f7 negres peó · h7 negres peó · a6 negres peó · f5 negres peó · e3 negres alfil · a2 blanques peó · b2 blanques peó · c2 blanques peó · f2 blanques torre · g2 blanques peó · h2 blanques peó · b1 blanques rei · c1 blanques cavall · f1 blanques alfil · h1 blanques torre | 3 |
| 2 | c8 negres torre · f8 negres rei · g8 negres torre · b7 negres peó · e7 negres cavall · f7 negres peó · h7 negres peó · a6 negres peó · f5 negres peó · e3 negres alfil · a2 blanques peó · b2 blanques peó · c2 blanques peó · f2 blanques torre · g2 blanques peó · h2 blanques peó · b1 blanques rei · c1 blanques cavall · f1 blanques alfil · h1 blanques torre | c8 negres torre · f8 negres rei · g8 negres torre · b7 negres peó · e7 negres cavall · f7 negres peó · h7 negres peó · a6 negres peó · f5 negres peó · e3 negres alfil · a2 blanques peó · b2 blanques peó · c2 blanques peó · f2 blanques torre · g2 blanques peó · h2 blanques peó · b1 blanques rei · c1 blanques cavall · f1 blanques alfil · h1 blanques torre | c8 negres torre · f8 negres rei · g8 negres torre · b7 negres peó · e7 negres cavall · f7 negres peó · h7 negres peó · a6 negres peó · f5 negres peó · e3 negres alfil · a2 blanques peó · b2 blanques peó · c2 blanques peó · f2 blanques torre · g2 blanques peó · h2 blanques peó · b1 blanques rei · c1 blanques cavall · f1 blanques alfil · h1 blanques torre | c8 negres torre · f8 negres rei · g8 negres torre · b7 negres peó · e7 negres cavall · f7 negres peó · h7 negres peó · a6 negres peó · f5 negres peó · e3 negres alfil · a2 blanques peó · b2 blanques peó · c2 blanques peó · f2 blanques torre · g2 blanques peó · h2 blanques peó · b1 blanques rei · c1 blanques cavall · f1 blanques alfil · h1 blanques torre | c8 negres torre · f8 negres rei · g8 negres torre · b7 negres peó · e7 negres cavall · f7 negres peó · h7 negres peó · a6 negres peó · f5 negres peó · e3 negres alfil · a2 blanques peó · b2 blanques peó · c2 blanques peó · f2 blanques torre · g2 blanques peó · h2 blanques peó · b1 blanques rei · c1 blanques cavall · f1 blanques alfil · h1 blanques torre | c8 negres torre · f8 negres rei · g8 negres torre · b7 negres peó · e7 negres cavall · f7 negres peó · h7 negres peó · a6 negres peó · f5 negres peó · e3 negres alfil · a2 blanques peó · b2 blanques peó · c2 blanques peó · f2 blanques torre · g2 blanques peó · h2 blanques peó · b1 blanques rei · c1 blanques cavall · f1 blanques alfil · h1 blanques torre | c8 negres torre · f8 negres rei · g8 negres torre · b7 negres peó · e7 negres cavall · f7 negres peó · h7 negres peó · a6 negres peó · f5 negres peó · e3 negres alfil · a2 blanques peó · b2 blanques peó · c2 blanques peó · f2 blanques torre · g2 blanques peó · h2 blanques peó · b1 blanques rei · c1 blanques cavall · f1 blanques alfil · h1 blanques torre | c8 negres torre · f8 negres rei · g8 negres torre · b7 negres peó · e7 negres cavall · f7 negres peó · h7 negres peó · a6 negres peó · f5 negres peó · e3 negres alfil · a2 blanques peó · b2 blanques peó · c2 blanques peó · f2 blanques torre · g2 blanques peó · h2 blanques peó · b1 blanques rei · c1 blanques cavall · f1 blanques alfil · h1 blanques torre | 2 |
| 1 | c8 negres torre · f8 negres rei · g8 negres torre · b7 negres peó · e7 negres cavall · f7 negres peó · h7 negres peó · a6 negres peó · f5 negres peó · e3 negres alfil · a2 blanques peó · b2 blanques peó · c2 blanques peó · f2 blanques torre · g2 blanques peó · h2 blanques peó · b1 blanques rei · c1 blanques cavall · f1 blanques alfil · h1 blanques torre | c8 negres torre · f8 negres rei · g8 negres torre · b7 negres peó · e7 negres cavall · f7 negres peó · h7 negres peó · a6 negres peó · f5 negres peó · e3 negres alfil · a2 blanques peó · b2 blanques peó · c2 blanques peó · f2 blanques torre · g2 blanques peó · h2 blanques peó · b1 blanques rei · c1 blanques cavall · f1 blanques alfil · h1 blanques torre | c8 negres torre · f8 negres rei · g8 negres torre · b7 negres peó · e7 negres cavall · f7 negres peó · h7 negres peó · a6 negres peó · f5 negres peó · e3 negres alfil · a2 blanques peó · b2 blanques peó · c2 blanques peó · f2 blanques torre · g2 blanques peó · h2 blanques peó · b1 blanques rei · c1 blanques cavall · f1 blanques alfil · h1 blanques torre | c8 negres torre · f8 negres rei · g8 negres torre · b7 negres peó · e7 negres cavall · f7 negres peó · h7 negres peó · a6 negres peó · f5 negres peó · e3 negres alfil · a2 blanques peó · b2 blanques peó · c2 blanques peó · f2 blanques torre · g2 blanques peó · h2 blanques peó · b1 blanques rei · c1 blanques cavall · f1 blanques alfil · h1 blanques torre | c8 negres torre · f8 negres rei · g8 negres torre · b7 negres peó · e7 negres cavall · f7 negres peó · h7 negres peó · a6 negres peó · f5 negres peó · e3 negres alfil · a2 blanques peó · b2 blanques peó · c2 blanques peó · f2 blanques torre · g2 blanques peó · h2 blanques peó · b1 blanques rei · c1 blanques cavall · f1 blanques alfil · h1 blanques torre | c8 negres torre · f8 negres rei · g8 negres torre · b7 negres peó · e7 negres cavall · f7 negres peó · h7 negres peó · a6 negres peó · f5 negres peó · e3 negres alfil · a2 blanques peó · b2 blanques peó · c2 blanques peó · f2 blanques torre · g2 blanques peó · h2 blanques peó · b1 blanques rei · c1 blanques cavall · f1 blanques alfil · h1 blanques torre | c8 negres torre · f8 negres rei · g8 negres torre · b7 negres peó · e7 negres cavall · f7 negres peó · h7 negres peó · a6 negres peó · f5 negres peó · e3 negres alfil · a2 blanques peó · b2 blanques peó · c2 blanques peó · f2 blanques torre · g2 blanques peó · h2 blanques peó · b1 blanques rei · c1 blanques cavall · f1 blanques alfil · h1 blanques torre | c8 negres torre · f8 negres rei · g8 negres torre · b7 negres peó · e7 negres cavall · f7 negres peó · h7 negres peó · a6 negres peó · f5 negres peó · e3 negres alfil · a2 blanques peó · b2 blanques peó · c2 blanques peó · f2 blanques torre · g2 blanques peó · h2 blanques peó · b1 blanques rei · c1 blanques cavall · f1 blanques alfil · h1 blanques torre | 1 |
|   | a | b | c | d | e | f | g | h |   |

La partida 11 va ser l'única del matx que va començar amb 1.e4. Després d'una sèrie de canvis, Anand i Kràmnik van acordar l'empat després de 24 moviments, permetent que Anand retingués el títol.
Defensa siciliana, variant Najdorf, B96
1.e4 c5 2.Nf3 d6 3.d4 cxd4 4.Nxd4 Nf6 5.Nc3 a6 6.Bg5 e6 7.f4 Qc7 8.Bxf6 gxf6 9.f5 Qc5 10.Qd3 Nc6 11.Nb3 Qe5 12.O-O-O exf5 13.Qe3 Bg7 14.Rd5 Qe7 15.Qg3 Rg8 16.Qf4 fxe4 17.Nxe4 f5 18.Nxd6+ Kf8 19.Nxc8 Rxc8 20.Kb1 Qe1+ 21.Nc1 Ne7 22.Qd2 Qxd2 23.Rxd2 Bh6 24.Rf2 Be3 ½–½